# Puszcza Białowieska

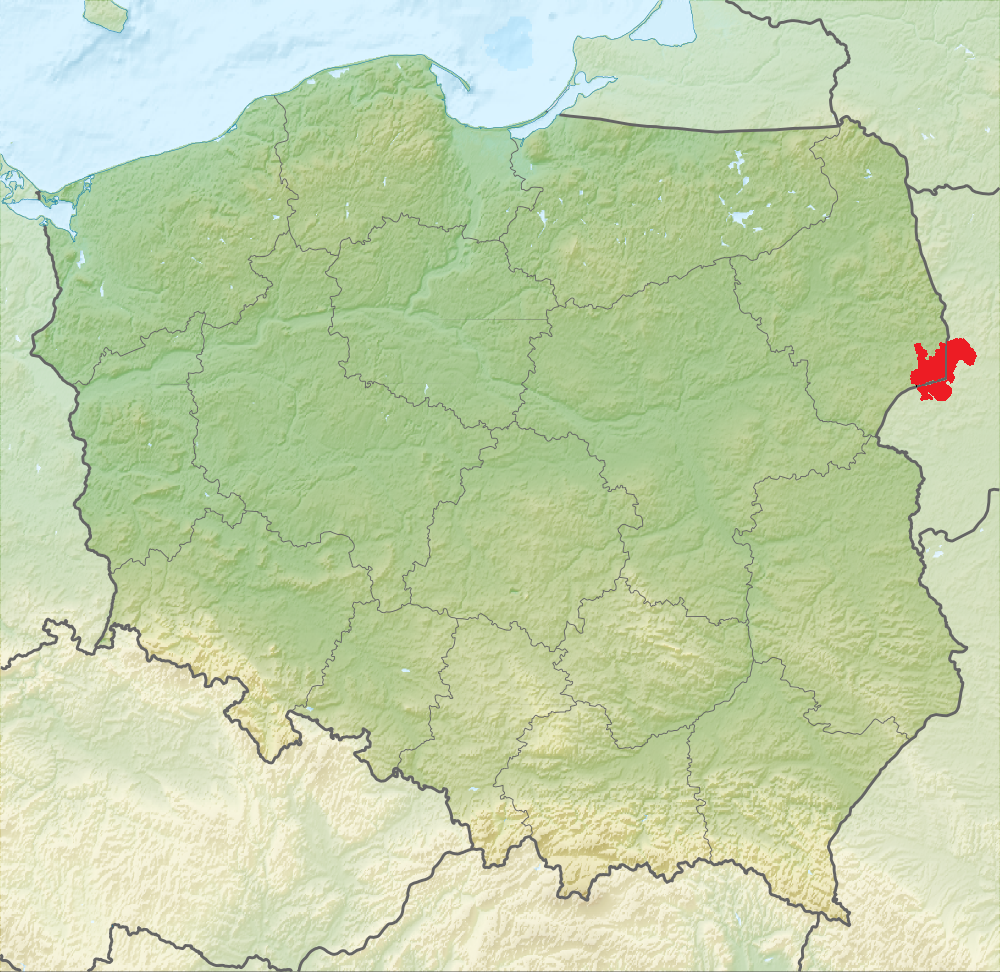
Przybliżony zasięg lasów Puszczy Białowieskiej w Polsce i na Białorusi

Puszcza Białowieska – kompleks leśny o pow. ok. 1500 km² na pograniczu polsko-białoruskim.
Stanowi relikt pierwotnych krajobrazów leśnych na staroglacjalnych wysoczyznach morenowych, które dominowały w przeszłości na nizinach środkowopolskich i północnopodlaskich. W stosunku do innych obszarów leśnych Polski i Europy, puszczański i reliktowy charakter lasów podkreśla znaczny udział drzewostanów ponad stuletnich naturalnego pochodzenia, o zróżnicowanej strukturze warstwowej. Zachowały się tam jedne z ostatnich większych fragmentów lasu pierwotnego nizin europejskich. Obok wilka i rysia żyje tam największa populacja wolnego żubra na świecie. Od roku 2010 Puszcza Białowieska należy do spisu ostoi ptaków IBA prowadzonego przez BirdLife International oraz znajduje się na liście Światowego Dziedzictwa UNESCO od 1979 roku.

## Położenie
Rozległy masyw leśny, dzisiaj nazywany Puszczą Białowieską, składa się z czterech dawnych łączących się ze sobą puszcz. Zdecydowanie największą z nich jest położona centralnie historyczna Puszcza Białowieska. Jeszcze w XVI wieku przylegały do niej puszcze Jałowska, Błudowska, Czrniłowska i Łyskowska, łączące się z kolejnymi puszczami, tworząc kompleks lasów sięgający Pojezierza Suwalskiego na północy i wnikający w głąb dzisiejszego terytorium Białorusi aż do terenów Polesia. Przez ostatnie 300 lat sama Puszcza Białowieska uległa zmniejszeniu o ok. 45%.
Dzisiejszy kompleks leśny Puszczy Białowieskiej leży na pograniczu Polski i Białorusi, zajmując około 1500 km², z czego część polska zajmuje nieco ponad 42%. Maksymalna rozciągłość drzewostanów to 55 km ze wschodu na zachód i 51 km z południa na północ. Za geograficzny środek puszczy uznaje się miejscowość Białowieżę. Położenie polskiej części kompleksu wyznaczają współrzędne 23°31′ – 24°21′ (E) długości geograficznej wschodniej i 52°29′ – 52°57′ (N) szerokości geograficznej północnej.
Według regionalizacji fizycznogeograficznej Polski zajęte przez Puszcze Białowieską tereny leżą w Europie Wschodniej na Niżu Zachodniorosyjskim w podprowincji Wysoczyzn Podlasko-Białoruskich. W obrębie tej podprowincji należy ona do makroregionu Niziny Północnopodlaskiej i mezoregionu Równina Bielska. Według regionalizacji przyrodniczo-leśnej puszcza należy do Dzielnicy Puszczy Białowieskiej w obrębie Krainy Mazursko-Podlaskiej.
Puszcza Białowieska zarządzana jest przez Nadleśnictwa: Białowieża, Hajnówka i Browsk w ramach Leśnego Kompleksu Promocyjnego „Lasy Puszczy Białowieskiej”.

## Geologia i typy krajobrazu
Drzewostany dzisiejszej Puszczy Białowieskiej rozwinęły się na obszarze staroglacjalnej wysoczyzny morenowej (tutaj w formie moreny dennej i ablacyjnej), uformowanej wskutek zanikania lądolodu środkowopolskiego. W polskiej części puszczy wyróżnić można cztery zasadnicze typy krajobrazu, uwarunkowane geologicznie i związane ze specyficzną pokrywą glebową oraz roślinnością.

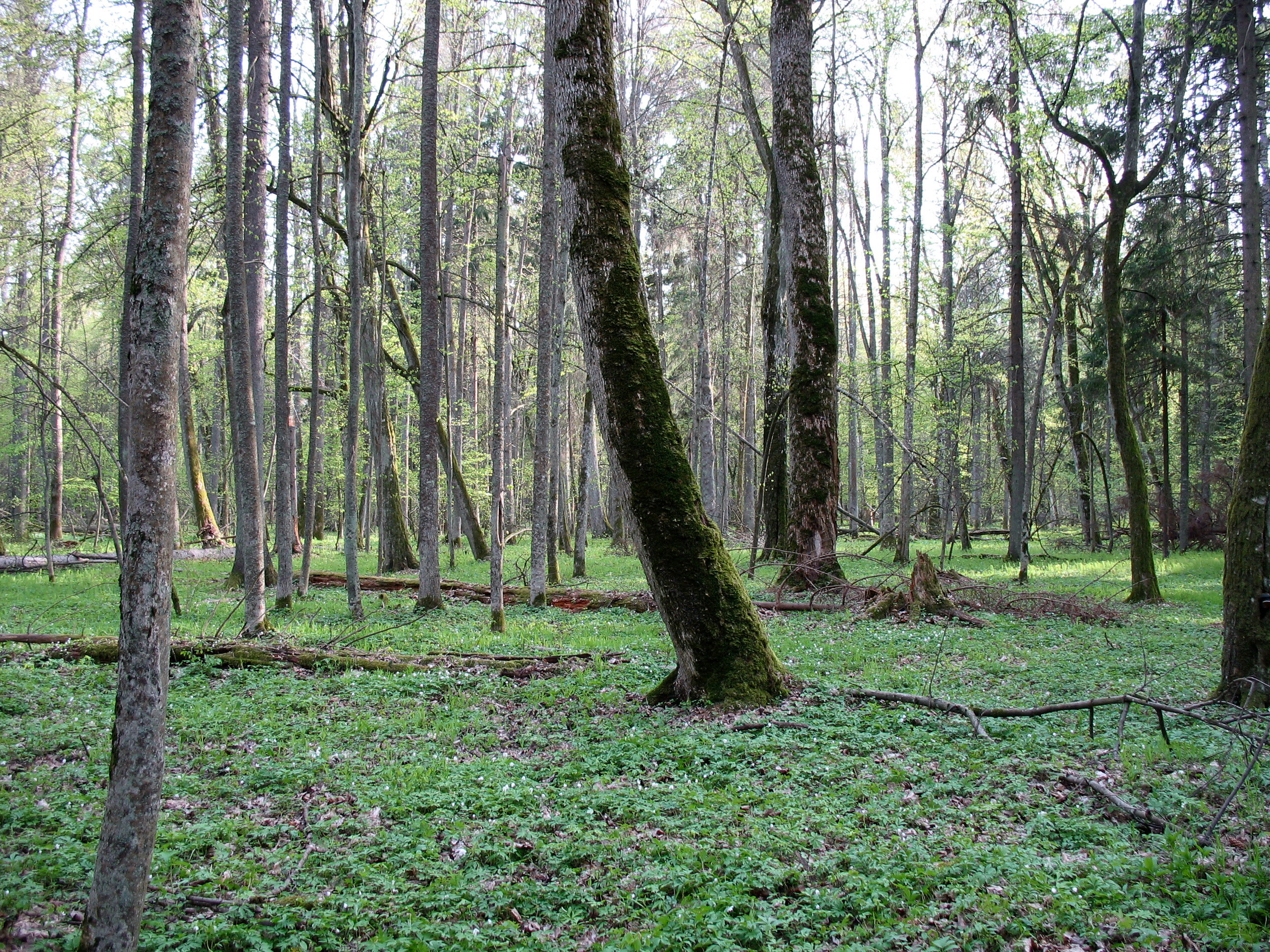
Równiny moreny dennej, pokryte lasami liściastymi, stanowią główny typ krajobrazu puszczy

Dominującym i najbardziej typowym krajobrazem puszczy są płaskie równiny gliniastej moreny dennej zajmujące nieco ponad 40% powierzchni polskiej części kompleksu. Pokrywają je gleby brunatne, gleby płowe oraz opadowo-glejowe. Rosną tam lasy liściaste, głównie grądy subkontynentalne reprezentujące zespół Tilio-Carpinetum. Rozwijają się one w formie wilgotnej. Duże zróżnicowanie siedlisk oraz ich mozaikowość odpowiadają za wysoki stopień różnorodności biologicznej tych terenów. Zachowało się tam również stosunkowo dużo starych drzewostanów oraz drzewostanów o charakterze naturalnym.
Piaszczysto-żwirowe wzgórza i faliste tereny moreny ablacyjnej są drugą pod względem wielkości jednostką geologiczno-krajobrazową Puszczy, zajmując około 30% jej polskiej części. Są to obszary wododziałowe położone kilkanaście metrów wyżej względem omówionej wcześniej moreny dennej. Pokrywają je mezotroficzne odmiany gleb brunatnoziemnych oraz w nieco mniejszym stopniu gleby bielicoziemne. Pomimo dużego bogactwa florystycznego rosnące tam bory mieszane z niewielkimi płatami grądów wysokich cechują się niewielką zmiennością spowodowaną dość małym zróżnicowaniem siedlisk oraz głęboko zalegającym zwierciadłem wód gruntowych. Jedynie w miejscach o szczególnych warunkach rozwijają się reliktowe grądy wysokie oraz z rzadka świetliste dąbrowy, a już sporadycznie na stanowiskach pozbawionych drzew bogate i cenne florystycznie murawy kserotermiczne z klasy Festuco-Brometea. Obszary moreny ablacyjnej są stosunkowo najsilniej zmienionymi terenami puszczy, niski jest tam udział starodrzewów a dość wysoki udział drzewostanów przekształconych, w tym wtórnych zbiorowisk z brzozą. Najsilniej jest też rozbudowana infrastruktura komunikacyjna.
Krajobrazy równin akumulacji biogenicznej stanowią około 17% powierzchni polskiej części Puszczy i obejmują fragmenty terenu ukształtowane wskutek procesów erozyjno-denudacyjnych z udziałem wody.

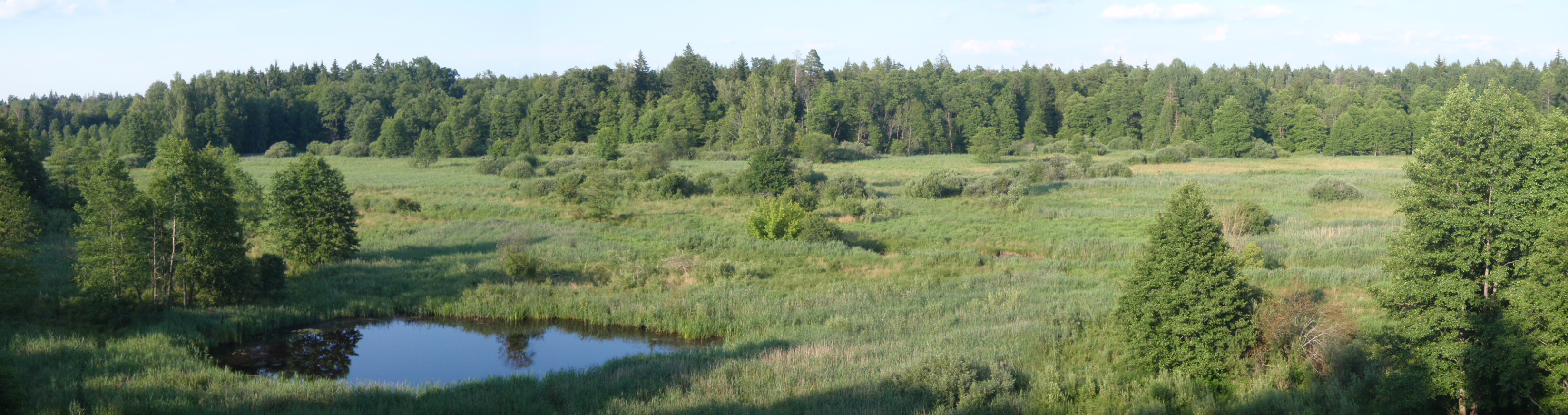
Szeroka i płaska dolina Narewki, przykładowy obraz równiny akumulacji biogenicznej

Występują łęgi, głównie jesionowo-olszowe (Fraxino-Alnetum). Rozwijają się one w bliskości stałych lub okresowych cieków wodnych na glebach murszowych, glebach glejowych oraz na czarnych ziemiach. W formie bardziej rozległych płatów zachowały się na terenie Puszczy między innymi w dolinach Narewki, Hwoźnej, Leśnej i Łutowni. Natomiast w miejscach o ograniczonym przepływie wody, np. w zatorfionych fragmentach dolin oraz w podtopionych obniżeniach terenu powstałych na skutek wytapiania się pozostałości lodowca mogą rozwijać się takie zbiorowiska leśne jak pospolity ols (Carici elongatae-Alnetum) i rzadkie; subborealna świerczyna na torfie (Sphagno girgensohnii-Piceetum), subborealna brzezina bagienna (zb. Betula pubescens-Thelypteris palustris) czy bagienne lasy sosnowo-brzozowe.
Na skutek wielowiekowego użytkowania rolniczego znaczne fragmenty równin akumulacji biogenicznej uległy wylesieniu. Po przejęciu puszczańskich dolin leśnych przez Lasy Państwowe zaprzestano wypasu i koszeń. Zapoczątkowało to sukcesję roślinności. Na turzycowiska i wilgotne łąki zaczęły wkraczać zbiorowiska leśne. Początkowo zarośla wierzbowe, później zbiorowiska brzozy z olchą. Tym samym doliny puszczańskich rzek i także po części puszczańskich polan, stały się niedostępne dla wielu gatunków zwierząt, zwłaszcza ptaków. Dzisiaj wykasza się duże obszary tych terenów, aby przywrócić żerowiska, zwłaszcza dla orlika krzykliwego (Aquila pomarina).
Równiny piasków eolicznych i wydmy tworzące niewielkie (łącznie około 11% pow.) płaty w obrębie wysoczyzny morenowej (morena denna i ablacyjna) stanowią ubogie w składniki pokarmowe siedliska zajmowane przez bory sosnowe z klasy Vaccinio-Piceetea. Największą powierzchnię zajmują rozwijające się na glebach bielicowych i glejobielicowych wilgotne bory czernicowe (Vaccinio myrtilli-Pinetum). Na siedliskach umiarkowanie wilgotnych i na wydmach występują sosnowe bory brusznicowe (Vaccinio vitis-idaeae-Pinetum), a sporadycznie również bory chrobotkowe. W miejscach takich jak obniżenia między wydmami oraz w nieckach deflacyjnych z zalegającymi płytkimi warstwami torfów wysokich rozwijają się bory bagienne, rzadziej zaś prawie pozbawione drzew torfowiska wysokie.
Słabo reprezentowane po polskiej stronie granicy torfowiska rozwinęły się w formie kompleksów torfowisk niskich, przejściowych i wysokich w skrajnie wschodniej, białoruskiej części puszczy tworząc tam specyficzny typ krajobrazu. Ponadto na obszarze puszczy, wokół większych miejscowości znajdują się wylesione i użytkowane rolniczo tereny tradycyjnie zwane tam polanami, jedną z nich jest Polana Białowieska z Białowieżą pośrodku.

## Hydrologia i klimat

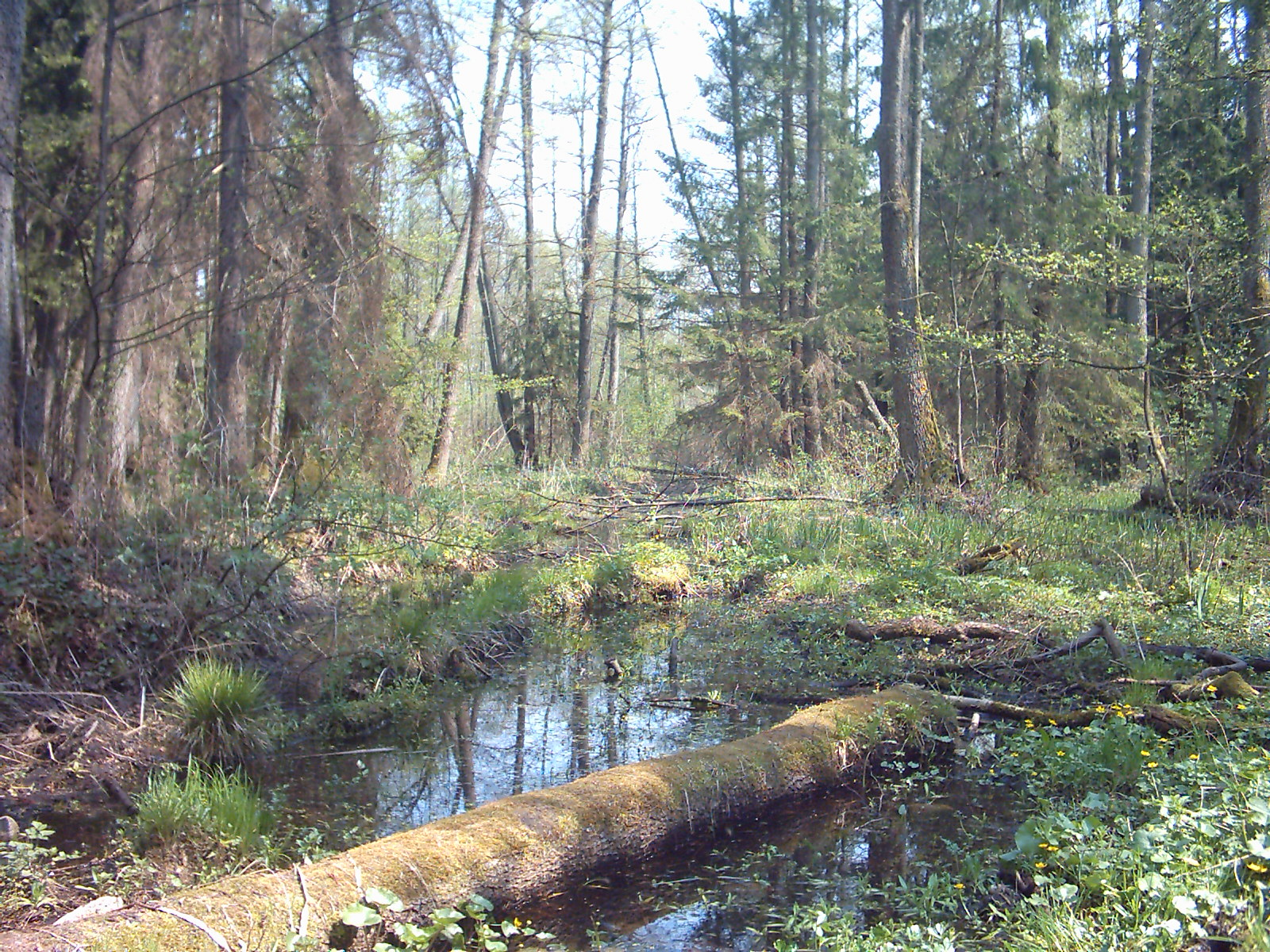
Miedna, niewielki dopływ Leśnej Prawej

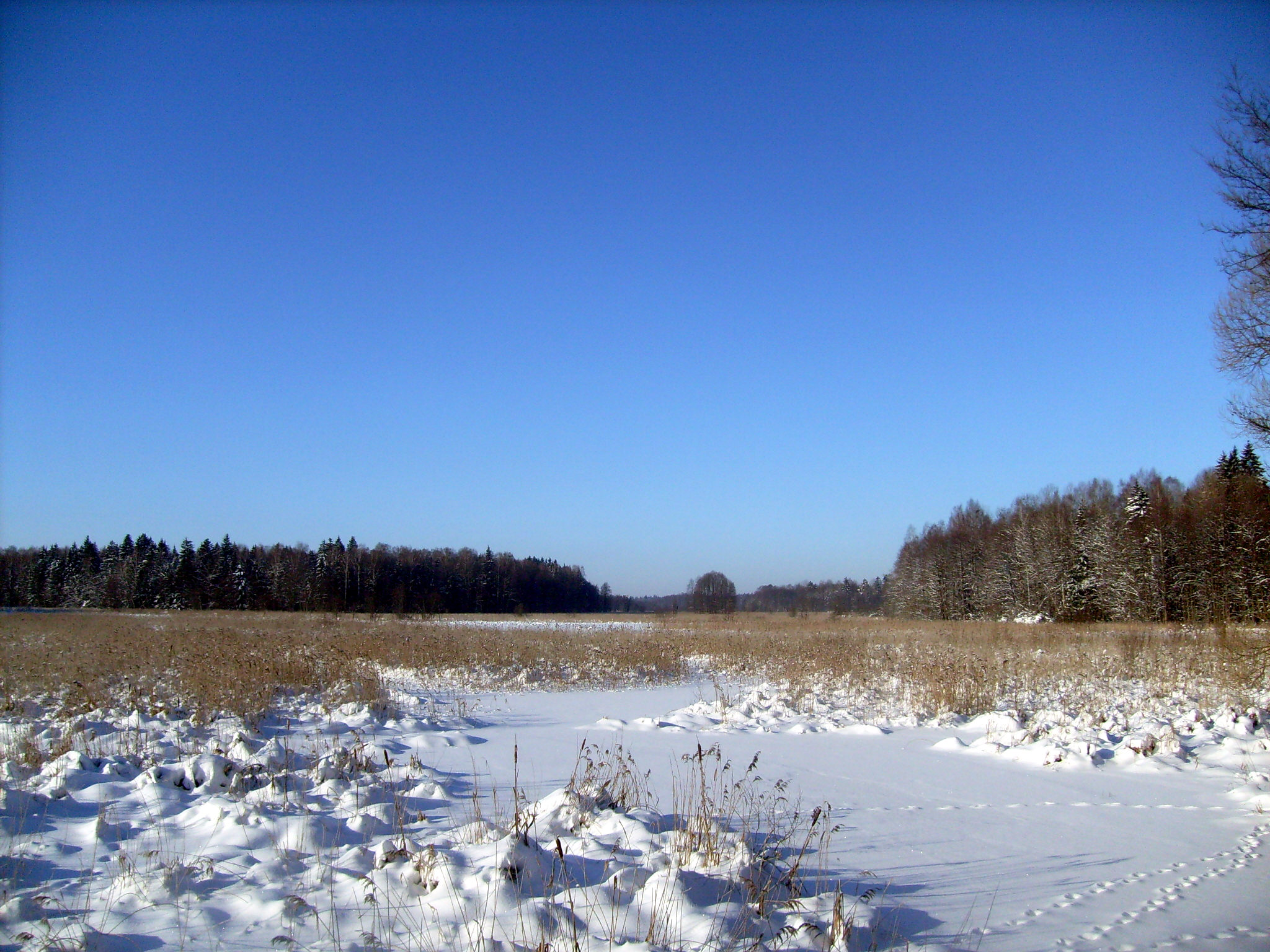
Dolina Leśnej Prawej, pejzaż zimowy

Puszcza Białowieska leży w dorzeczu Narwi i Bugu. Do głównych rzek puszczy zalicza się Narewkę, która zbiera wody ze wschodnich, centralnych i północnych obszarów Puszczy Białowieskiej i odprowadza je do Narwi. Najważniejsze dopływy Narewki to: Łutownia, Orłówka, Hwoźna, Braszcza i Jabłoniówka. Drugą co do wielkości rzeką jest Leśna Prawa, która zbiera wody z południowo-wschodniej części Puszczy Białowieskiej i odprowadza je do Bugu. Najważniejsze dopływy rzeki Leśnej to: Chwiszczej, Perebel i Przewłoka. Poza wyżej wymienionymi potokami, znajduje się tam szereg mniejszych strumieni i okresowych cieków w liczbie 78. W polskiej części Puszczy znajdują się trzy kompleksy sztucznych zbiorników wodnych: Topiło (16,7 ha), Białowieża (5 ha), Gnilec (3 ha).
Puszcza Białowieska leży w strefie klimatu umiarkowanego przejściowego, stosunkowo chłodnego i z dominacją wpływów kontynentalnych, w związku z czym w pewnych klasyfikacjach bywa on określany jako klimat leśny subkontynentalny strefy umiarkowanie chłodnej. Według danych z Białowieskiego Parku Narodowego średnia roczna temperatura powietrza w latach 1955–2001 wynosiła 6,8 °C. Odnotowane temperatury mieściły się w zakresie od 34,5 do −38,7 °C (rekord zimna w 1950 r.). Średnia ilość opadów wynosi 633 mm na rok, z czego większość w sezonie wegetacyjnym, który względem Polski zachodniej jest krótszy o miesiąc i trwa 205 dni. Zima natomiast jest długa, z pokrywą śnieżną utrzymującą się średnio ponad 92 dni.

## Flora

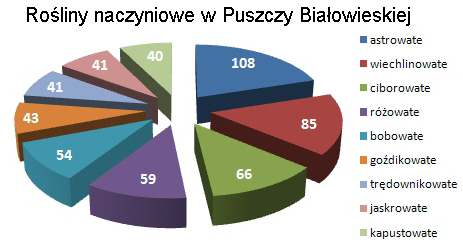

### Rośliny zielne
Spośród roślin Puszczy Białowieskiej najliczniejszą grupą są rośliny naczyniowe, jest ich co najmniej 1020 gatunków, co stanowi w przybliżeniu połowę flory Polski niżowej. Rosną również m.in. 54 gatunki wątrobowców Marchantiophyta oraz ponad 200 gatunków mchów Bryophyta – część z nich to relikty puszczańskie, których występowanie uzależnione jest od specyficznych warunków panujących w lasach naturalnych.
Do najliczniej reprezentowanych na terenie Puszczy rodzin roślin naczyniowych należą astrowate Asteraceae – 108 gat., trawy Poaceae – 85 gat., turzycowate Cyperaceae – 66 gat., różowate Rosaceae – 59 gat., bobowate Fabaceae – 54 gat., goździkowate Caryophyllaceae – 43 gat., trędownikowate Scrophulariaceae – 41 gat., jasnotowate Lamiaceae – 41 gat. i kapustowate Brassicaceae – 40 gatunków. Występuje też 19 gatunków paproci Polypodiopsida, 7 gatunków skrzypów Sphenophyta i 6 gatunków widłaków Lycopodiophyta.

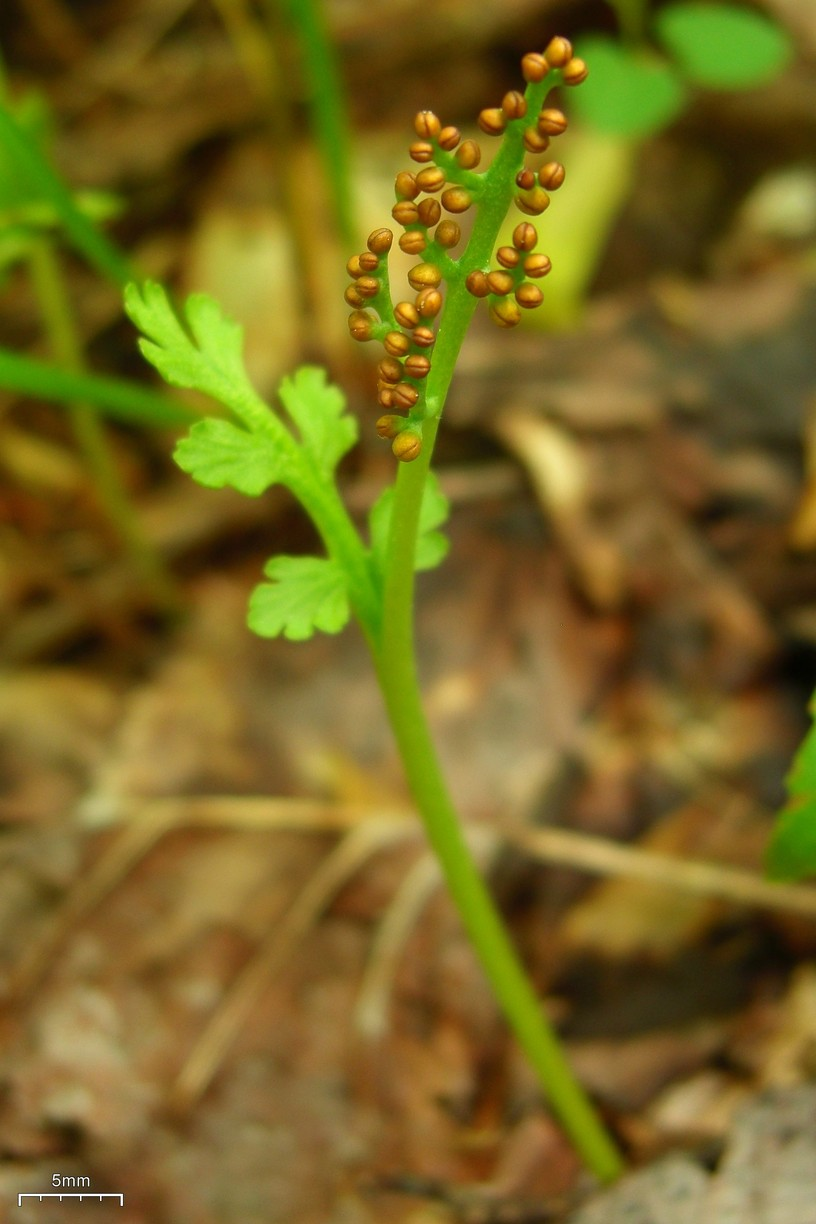
Podejźrzon marunowy

Flora drzew liczy 26 gatunków w tym 21 liściastych i 5 szpilkowych. Wiele z nich przybiera na terenie Puszczy rzadko gdzie indziej spotykane rozmiary i pokrój.
Część spotykanych roślin osiąga tam granice swoich areałów geograficznych. Przykładami mogą być dwa gatunki drzewiaste, dąb bezszypułkowy Quercus petraea i występująca na pojedynczym stanowisku w białoruskiej części Puszczy jodła pospolita Abies alba, osiągające tam północno-wschodnią granicę występowania.

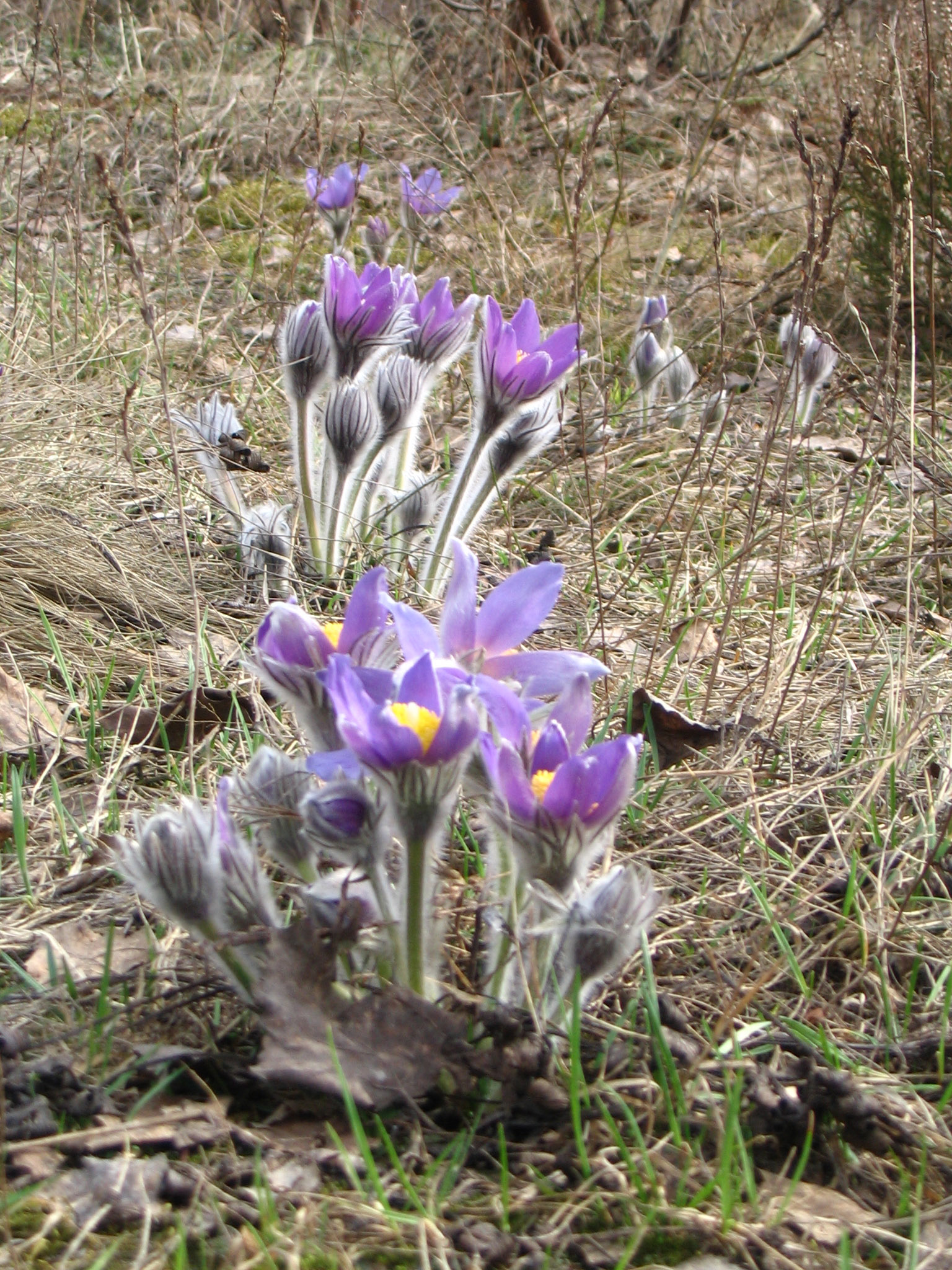
Sasanka otwarta

Bogata flora Puszczy Białowieskiej obfituje w gatunki rzadkie, zagrożone i chronione. Jednymi z najcenniejszych są często reliktowe na terenie Polski taksony pochodzenia północnego takie jak fiołek torfowy Viola epipsila, wełnianka delikatna Eriophorum gracile, zimoziół północny Linnaea borealis, brzoza niska Betula humilis, wierzba borówkolistna Salix myrtilloides, skalnica torfowiskowa Saxifraga hirculus, wielosił błękitny Polemonium caeruleum, gnidosz królewski Pedicularis sceptrum-carolinum czy niebielistka trwała Sweertia perennis. Ciekawymi elementami flory Puszczy są też bogate populacje dwóch rzadkich gatunków paprotników – podejźrzona rutolistnego Botrychium multiidum i marunowego Botrychium matricariifolium oraz występowanie trzech gatunków chronionych dyrektywą siedliskową – sasanki otwatej Pulsatilla patens, leńca bezpodkwiatkowego Thesium ebracteatum i rzepika szczeciniastego Agrimonia pilosa.

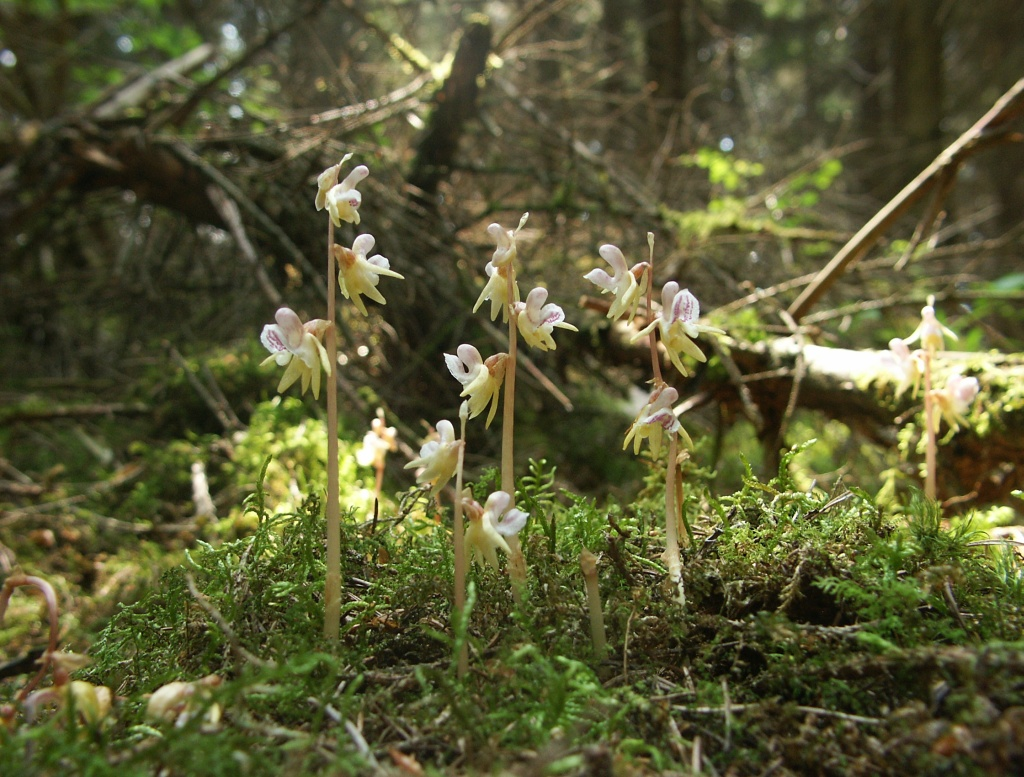
Krytycznie zagrożony wyginięciem w Polsce – storzan bezlistny

Na terenie puszczy spotkać można też ponad 20 gatunków roślin z rodziny storczykowatych, niektóre z nich to: storzan bezlistny Epipogium aphyllum, listera sercowata Listera ovata, buławnik czerwony Cephalanthera rubra, kruszczyk błotny Epipactis palustris i gółka długoostrogowa Gymnadenia conopsea.
Około 40 procent gatunków roślin występujących w Puszczy Białowieskiej pojawiło się na skutek działalności człowieka – część spontanicznie, część natomiast została wprowadzona celowo lub zdziczała z upraw. Wśród obcych względem pierwotnej flory leśnej taksonów wyróżnić można gatunki zasiedlające przede wszystkim siedliska całkowicie przekształcone, np. rośliny segetalne porastające pola uprawne na wylesionych polanach puszczańskich oraz gatunki wnikające do ekosystemów naturalnych. W drugiej grupie liczne są apofity – taksony rodzimego pochodzenia, przenikające na sztuczne, stworzone przez człowieka mikrosiedliska, np. leśne drogi i ich pobocza. Na terenie Puszczy obecne są też gatunki obce geograficznie, zarówno pochodzące z innych rejonów kraju, jak i zawleczone lub celowo sprowadzone z odległych obszarów geograficznych. Do pierwszej grupy należą klon jawor (Acer pseudoplatanus) i zawleczona z południa Polski turzyca drżączkowata (Carex brizoides), a do drugiej – gatunki inwazyjne, jak pochodzące z Ameryki Północnej klon jesionolistny (Acer negundo), dąb czerwony (Quercus rubra) czy azjatycki niecierpek drobnokwiatowy (Impatiens parviflora).

### Drzewa

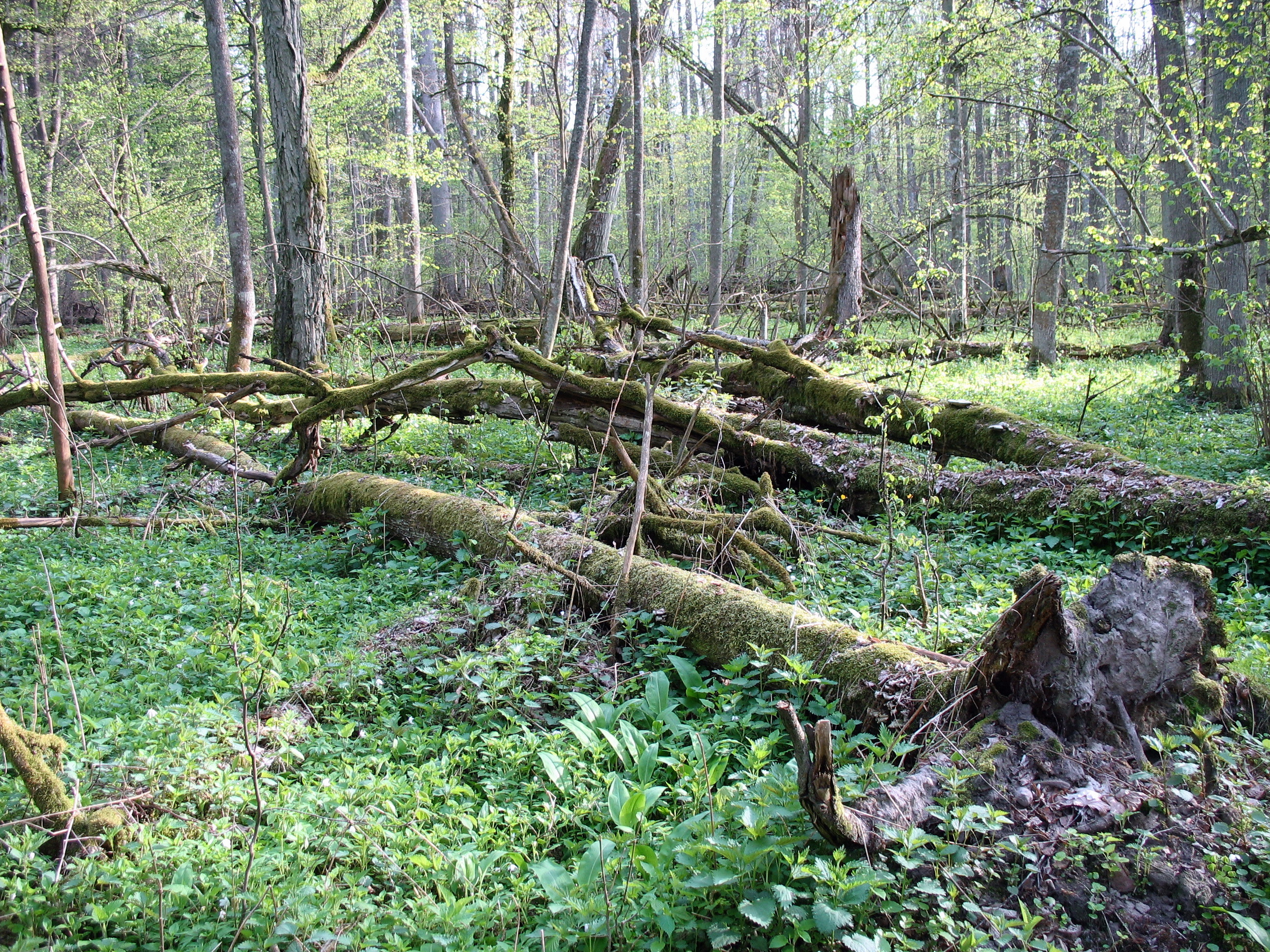
Las grądowy o charakterze naturalnym

W Puszczy Białowieskiej zachowały się ostatnie na nizinach północnopodlaskich fragmenty lasów o charakterze pierwotnym, występują też jednak drzewostany w mniejszym lub większym stopniu przekształcone oraz typowo antropogeniczne monokultury leśne. Najlepiej zachowane naturalne drzewostany cechują się wielkim bogactwem gatunkowym, współwystępowaniem okazów drzew w różnym wieku, złożoną strukturą przestrzenną (wiele warstw drzewostanu) oraz obfitością martwego drewna. Nadal zachodzą w nich na dużą skalę naturalne procesy biologiczne, takie jak rotacja wykrotowa drzew powodująca wykluczanie najstarszych lub osłabionych okazów i umożliwiająca stopniowe odnawianie się lasu bez ingerencji człowieka.
Antropogeniczne drzewostany jednogatunkowe występują głównie w borach i są pozostałością nasadzeń w okresie międzywojennym i powojennym. Obecnie na właściwych siedliskach, leśnicy starają się przebudowywać drzewostany na rzecz lasów dębowych z udziałem lipy, klonu i wiązu, najbardziej zbliżonych składem gatunkowym do lasów pierwotnych Puszczy Białowieskiej.

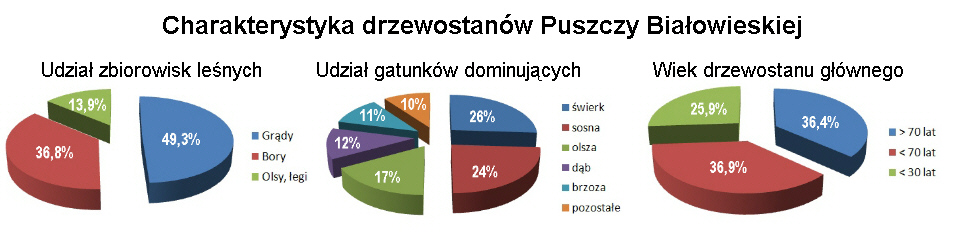

Z terenu Puszczy Białowieskiej wykazano ponad 30 różnych zespołów leśnych i zaroślowych, ich dokładna liczba zależna jest jednak od szczegółowego ujęcia poszczególnych jednostek. Najszerzej rozpowszechnione są lasy grądowe reprezentujące zespół Tilio-Carpinetum. Zajmują one blisko połowę powierzchni leśnej kompleksu i różnicują się na kilka zależnych od wilgotności i żyzności siedliska wariantów, niekiedy ujmowanych jako odrębne zespoły roślinne. Budowane głównie przez iglaste gatunki drzew zbiorowiska borowe zajmują natomiast 37 procent, a związane z podmokłymi terenami liściaste i mieszane lasy bagienne, w tym olsy i łęgi niecałe 15 procent powierzchni Puszczy. Zachowały się bardzo rzadkie w skali kraju zbiorowiska leśne, takie jak borealna świerczyna na torfie Sphagno girgensohnii-Piceetum czy dębniak turzycowy (zb. Quercus robur-Carex elongata) – okresowo podtapiany las bagienny o typowym dla olsów kępowo-dolinkowym ukształtowaniu podłoża, ale z drzewostanem budowanym przez dorodne dęby szypułkowe Quercus robur.

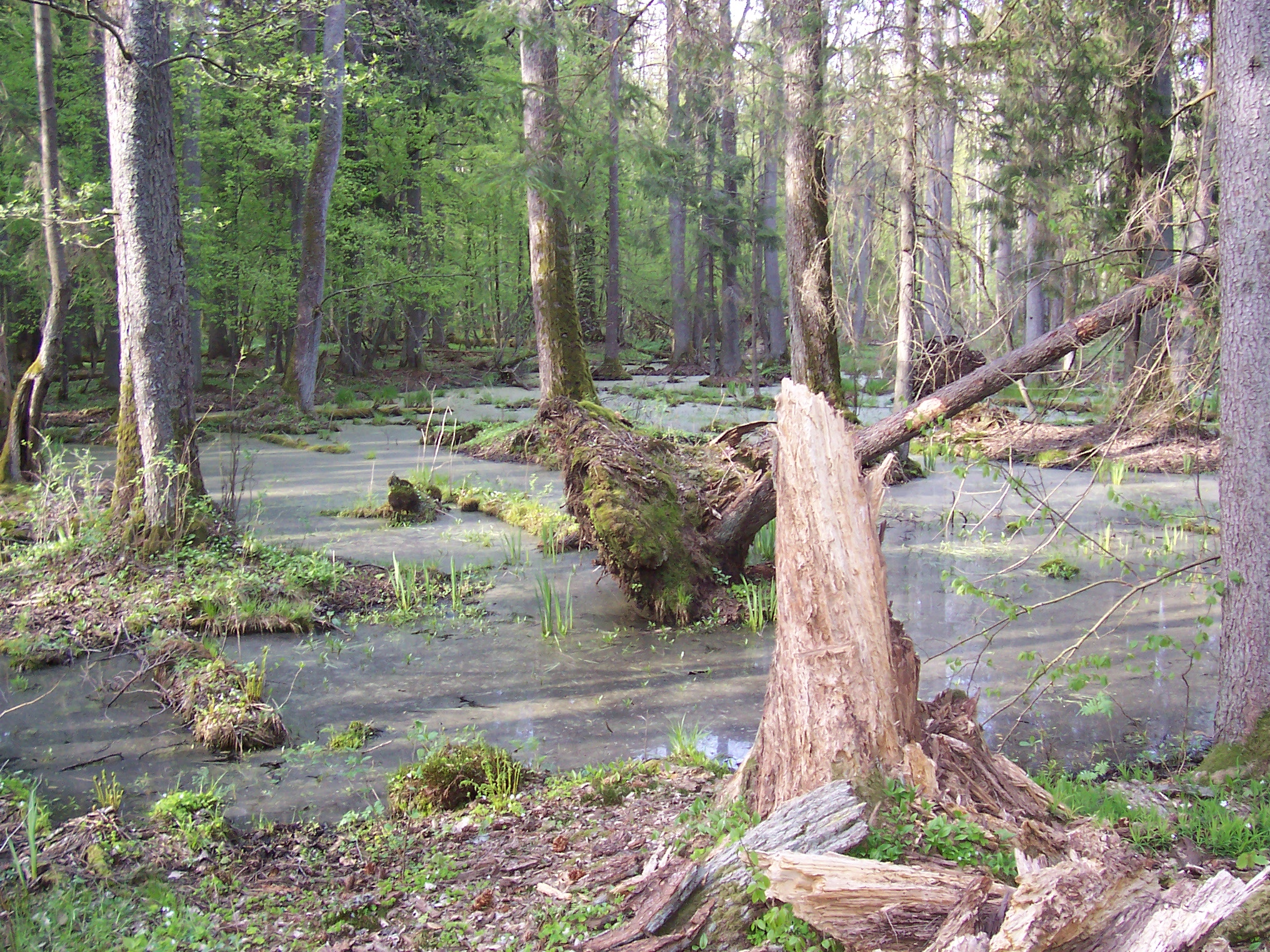
Ols z udziałem świerka

Wartościową cechą drzewostanów puszczańskich jest również zachowanie w wielu ich partiach naturalnej toposekwencji zbiorowisk roślinnych – ich wzajemnego układu w przestrzeni wymuszonego zróżnicowanymi warunkami siedliskowymi. Najlepiej jest to widoczne w dolinach cieków wodnych, gdzie można obserwować pasmowy układ różnych typów lasów począwszy od podtapianych łęgów po rozwijające się na suchych wyniesieniach bory sosnowe. Charakterystykę zbiorowisk leśnych Puszczy Białowieskiej określa powyższy diagram, zaś mozaikowy układ zbiorowisk leśnych zdjęcie obok.
Średni wiek drzewostanów w polskiej części Puszczy Białowieskiej znacząco różni się w zależności od sposobu użytkowania i ochrony terenu – w obszarze ochrony ścisłej Białowieskiego Parku Narodowego wynosi średnio 130 lat przy udziale drzewostanów ponad stuletnich na poziomie około 70 procent. W zagospodarowanej części kompleksu średni wiek drzewostanów wynosi 73 lata przy udziale lasów ponad stuletnich na poziomie około 30 procent.

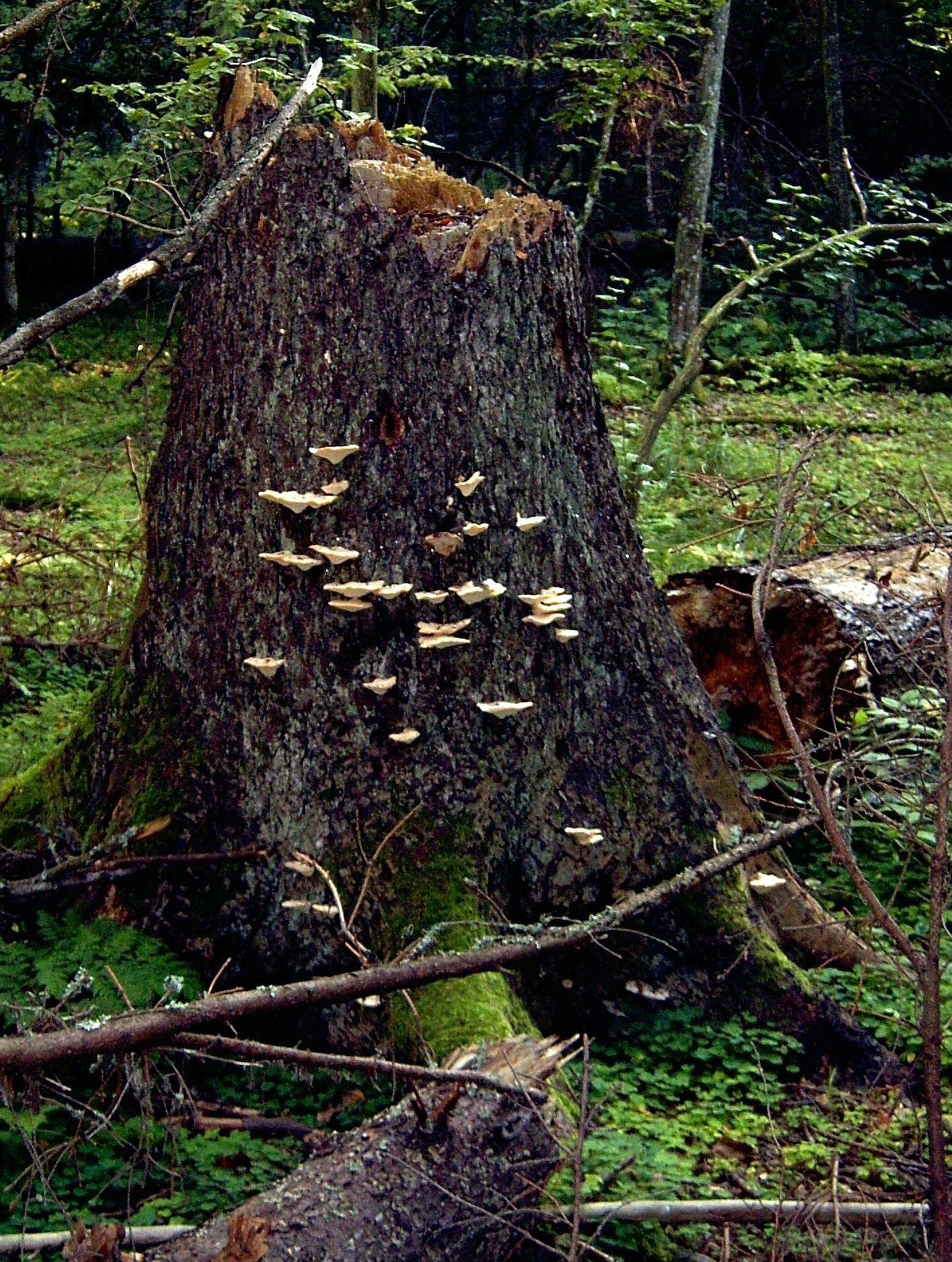
Złom porośnięty owocnikami grzybów

## Grzyby
Puszcza białowieska, ze względu na duże zróżnicowanie siedlisk oraz zachowanie naturalnych, niezniekształconych przez gospodarkę leśną drzewostanów obfitujących w martwe drewno w różnym stanie rozkładu, uznawana jest za jedną z najważniejszych ostoi grzybów na kontynencie europejskim. Występują liczne ginące relikty puszczańskie, a także duża grupa gatunków borealno-górskich i borealnych, często w różny sposób związanych z obecnością na tym terenie świerka. Pomimo niepełnych do tej pory badań szacuje się, że rośnie około 4000 gatunków grzybów, w tym 1500–2000 gatunków grzybów wielkoowocnikowych. Pełnią one niezmiernie ważną rolę ekosystemową wchodząc w mikoryzę z drzewami oraz rozkładając martwą materie organiczną. Występuje tam również około 400 gatunków porostów.

### Grzyby wielkoowocnikowe
Na terenie Puszczy Białowieskiej występują przedstawiciele różnych grup ekologicznych makrogrzybów. Bardzo cennymi z punktu widzenia ochrony bioróżnorodności grupami są zasiedlające martwe drewno grzyby nadrewnowe oraz występujące na żywych drzewach grzyby nadrzewne. Ponadto wyróżnić można naziemne gatunki mikorytyczne i saprofityczne, gatunki naściółkowe (np. rozkładający ogonki liściowe liści klonów Lanzia luteovirescens), pasożyty roślin i innych grzybów, gatunki pirofilne zasiedlające węgiel drzewny w miejscach dawnych ognisk lub pożarów, a także gatunki rozkładające owocniki innych grzybów oraz odchody zwierzęce (najliczniej występujące na odchodach żubrów – co najmniej 38 gat.).

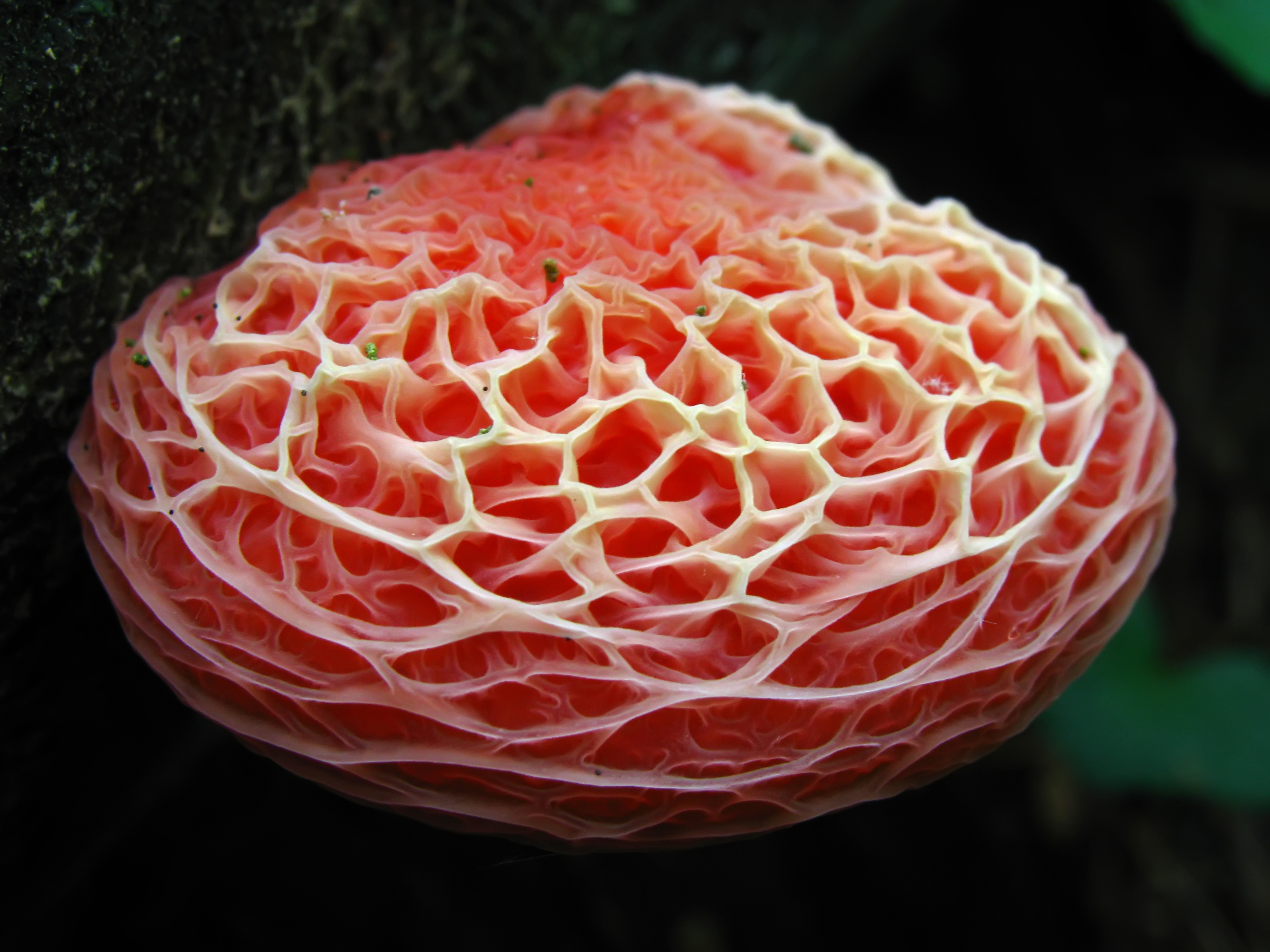
Żyłkowiec różowawy

Spośród wykazanych z terenu Puszczy grzybów wielkoowocnikowych blisko 400 figuruje na polskiej czerwonej liście grzybów zagrożonych, w tym 130 gatunków jako wymierające, 90 jako narażone na wymarcie, a 144 jako rzadkie. Występuje między innymi skrajnie rzadki i znany tylko z trzech stanowisk na świecie kolcowniczek białowieski opisany z terenu Białowieskiego Parku Narodowego w 1965 roku. Ze względu na niezwykłe warunki środowiskowe na terenie Puszczy spotkać można też około 200 gatunków nie występujących nigdzie indziej w Polsce. Są to między innymi związany z martwym drewnem wiązów żyłkowiec różowawy Rhodotus palmatus, rosnący na martwym drewnie świerkowym oranżowiec bladożółty Pycnoporellus alboluteus, jamkówka białobrązowa Antrodia albobrunnea, pierwoząb świerkowy Protohydmum piceicolum, jamkówka brudna Antrodia sordida, skórkobłonka biaława Amylocorticium cebennense, strzępkoząb kolczastoporowaty Hyphodontia latitans, ciemnoskórnik północny Boreostreum radiatum, woszczyneczka wielkopora Ceriporiopsis subvermispora i kredoporek łzawiący Oligoporus guttulatus. Wiele z nich zachowało się już tylko na terenach wyłączonych z gospodarki leśnej.

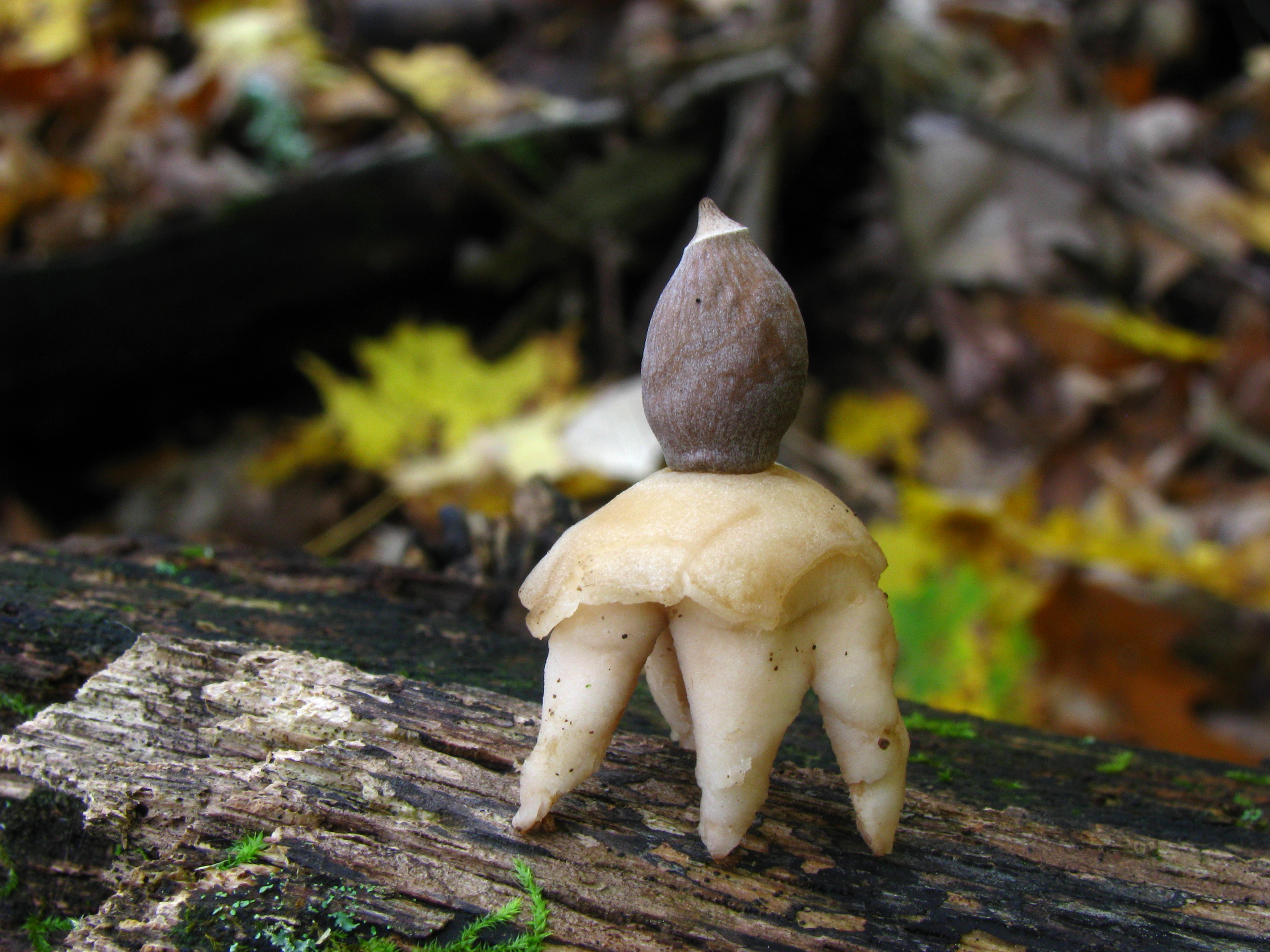
Gwiazdosz czteropromienny

Na terenie Puszczy występują też liczne chronione, ale szerzej rozsiedlone w Polsce gatunki, np. czarka szkarłatna Sarcoscypha cocinea, wachlarzowiec olbrzymi Meripilus giganteus, ozorek dębowy Fistulina hepatica, żagwica listkowata Grifola frondosa, siedzuń sosnowy Sparassis crispa, żagiew wielogłowa Polyporus umbellatus, pniarek różowy Fomitopsis rosea, soplówka bukowa Hericium coralloides oraz wytwarzające efektowne owocniki taksony z rodzaju gwiazdosz – czteropromienny Geastrum quadrifidum, długoszyjkowy G. pectinatum, potrójny G. triplex, brodawkowaty G. corollinum i frędzelkowany G. fimbriatum. Na obszarze Puszczy odnaleziono też stanowiska miękusza szafranowego Hapalopilus croceus i lepkozęba brązowawego Gloiodon strigosus, gatunków do niedawna uznawanych za wymarłe w Polsce.
Oprócz taksonów rzadkich i chronionych w Puszczy rosną również liczne gatunki pospolitych grzybów jadalnych, są to między innymi borowik szlachetny Boletus edulis, podgrzybek brunatny Xerocomus badius, pieprznik jadalny Cantharellus cibarius, mleczaj rydz Lactarius deliciosus, opieńka miodowa Armillaria mellea czy różne gatunki koźlarzy Leccinum ssp., a także wiele gatunków trujących grzybów kapeluszowych.

### Porosty
Biota porostów Puszczy Białowieskiej liczy około 400 gatunków i uznawana jest za modelową dla obszarów leśnych Środkowej Europy. Obejmuje ona wiele rzadkich i ginących taksonów reliktowych z których część ma tam jedyne w kraju stanowiska.

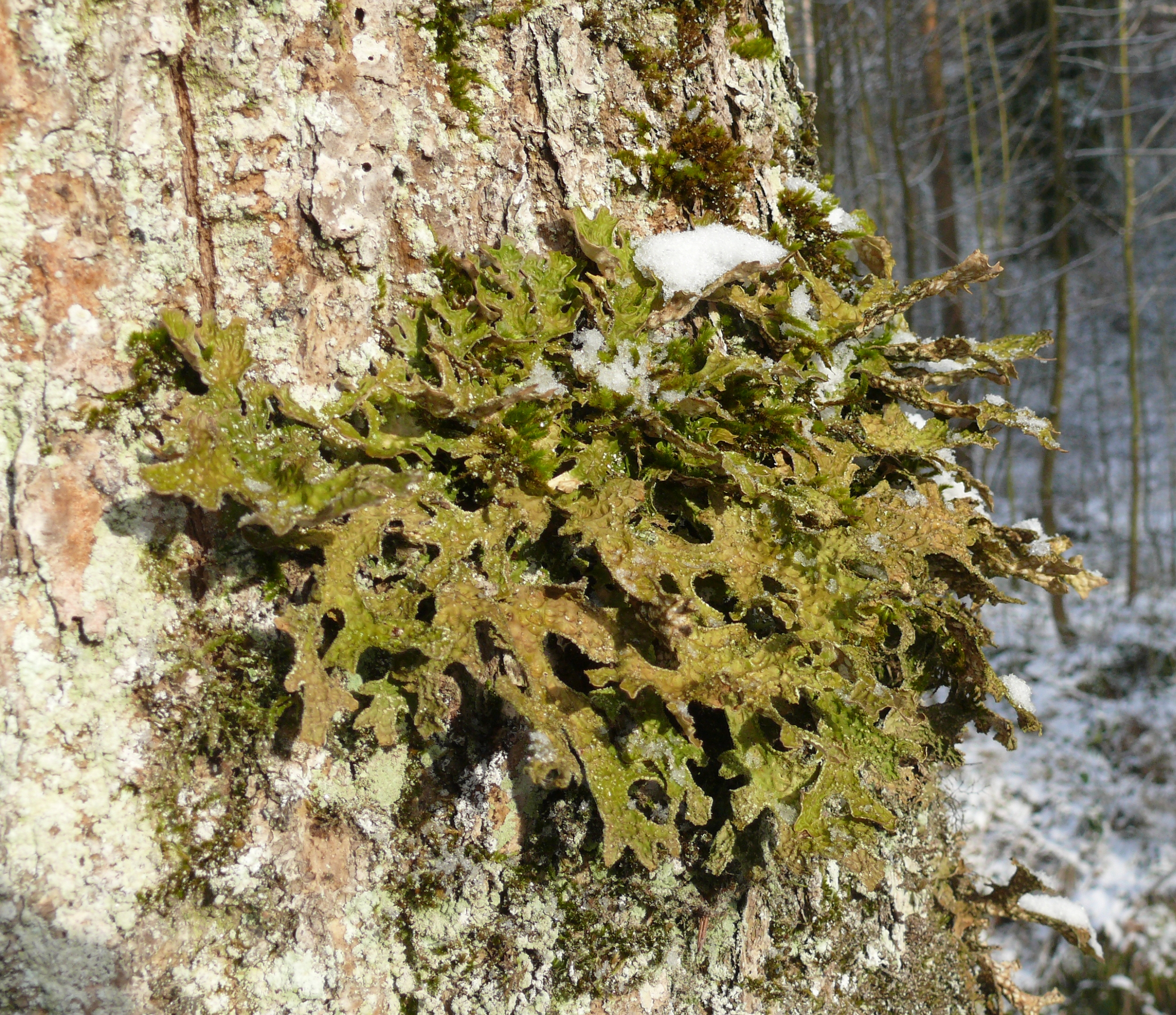
Granicznik płucnik – wymagający tworzenia stref ochronnych porost epifityczny

Liczną i obfitującą w rzadkie gatunki grupę stanowią rozwijające się na martwym drewnie porosty epiksyliczne oraz porastające korę drzew porosty epifityczne. Często wykazują one dużą wybiórczość względem zasiedlanego gatunku drzewa, jak i rodzaju lasu. Dla ich ochrony konieczne jest zachowanie zasobów martwego drewna – w tym stojących martwych drzew oraz złomów, specyficznych warunków mikroklimatycznych typowych dla drzewostanów naturalnych oraz starych żywych drzew, których kora posiada inną strukturę (głębokie spękania) i właściwości chemiczno-fizyczne niż młodsze okazy tych samych gatunków. Na siedliskach piaszczystych, między innymi w suchych borach sosnowych, znaczącą rolę odgrywają również porosty naziemne. Głazy narzutowe, wychodnie skalne oraz sztuczne podłoża, takie jak betonowe konstrukcje, czy otynkowane budynki zasiedlane mogą być natomiast przez porosty naskalne.
Co najmniej od połowy XX wieku na terenie Puszczy obserwuje się zanikanie wielu gatunków porostów. Lokalnie może być ono skutkiem przekształceń drzewostanów związanych z gospodarką leśną, w skali całego kompleksu prawdopodobnie jest wynikiem wzrostu szkodliwego dla tych organizmów zanieczyszczenia powietrza. W Puszczy wyginęło między innymi 7 gatunków z rodzaju włostka Bryoria oraz 23 gatunki z rodzaju brodaczka Usnea, w tym obserwowana do lat pięćdziesiątych XX wieku brodaczka najdłuższa Usnea longissima, wytwarzająca tam niegdyś plechy nawet metrowej długości. Także obecnie stwierdza się stopniowe wycofywanie się kolejnych gatunków. Przykładami mogą być zmniejszanie liczebności oraz żywotności okazów granicznika płucnika Lobaria pulmonaria czy zanikanie populacji czasznika modrozielonego Icmadophila ericetorum, który jeszcze pod koniec XIX wieku pospolicie porastał martwe kłody dębowe, a dziś znany jest jedynie z dwóch stanowisk w Białowieskim Parku Narodowym.

## Fauna
Fauna Puszczy Białowieskiej należy do najliczniejszej i najbardziej zróżnicowanej w kraju w stosunku do zajmowanej powierzchni. Swoistymi jej cechami są; bogactwo rzadko spotykanych gdzie indziej gatunków reliktowych, współwystępowanie taksonów wywodzących się z różnych obszarów geograficznych oraz liczny udział należących do wielu grup systematycznych drapieżników, pasożytów i parazytoidów regulujących działanie ekosystemów.
Stwierdzono (do roku 2008) obecność 11 864 gatunków, a szacuje się, że całość fauny Puszczy przekracza 21 tys. gatunków. Najmniej poznaną grupą zwierząt są bezkręgowce, stanowiące ponad 95% gatunków występujących w Puszczy Białowieskiej. Stwierdzono 59 gatunków ssaków (ponad 70% fauny Polski niżowej), ok. 260 ptaków w tym ok. 240 gniazdujących (gdzie 8 gatunków stanowi ponad 10% liczebności populacji krajowej), 7 gadów, 12 płazów, 29 ryb, 2 bezżuchwowców, 20 pijawek, 9482 owadów oraz 331 pająków.
Obecnie, w związku z postępującym obniżaniem się poziomu wód gruntowych, zanikają siedliska wilgotne i bagienne. Tym samym gatunki zwierząt związane z siedliskami wilgotnymi są narażone na spadek liczebności i wyginięcie. Podobnie jest w przypadku gatunków związanych z martwym drewnem, którego zasoby ulegają redukcji na terenach, gdzie prowadzi się gospodarkę leśną.

### Ssaki
Na terenie Puszczy Białowieskiej żyje 60 gatunków ssaków, co stanowi ponad 70 procent fauny niżowej Polski w obrębie tej grupy. 33 gatunki podlegają w Polsce ochronie prawnej, a 12 figuruje w Polskiej czerwonej księdze zwierząt. Współwystępują gatunki typowe dla różnych stref klimatycznych i rejonów geograficznych. Najliczniejsze są ssaki strefy umiarkowanej oraz ssaki zasiedlające jednocześnie strefy umiarkowaną i borealną. Mniej liczna jest grupa szeroko rozprzestrzenionych gatunków holarktycznych oraz grupa gatunków strefy umiarkowanej południowej, której przedstawiciele występują w pobliżu północnej granicy swojego zasięgu. Najmniej liczne są gatunki typowo borealne, synantropijne i obce.

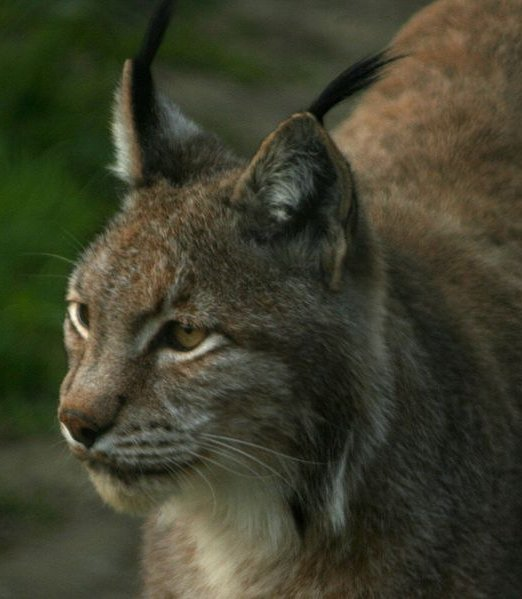
Ryś euroazjatycki, osobnik o typowym dla białowieskiej populacji, płowym ubarwieniu

„Wizytówką” Puszczy Białowieskiej jest żubr europejski (Bos bonasus), którego stada w tamtejszych lasach są największą dziko żyjącą populacją na świecie. W polskiej części puszczy w 2011 roku odnotowano 473, natomiast w 2012 roku 481 osobników – w tym 58 zeszłorocznych cieląt, co stanowi najwyższą liczebność od czasu przywrócenia gatunku naturze. Wśród ssaków kopytnych, poza żubrem, spotyka się jelenie szlachetne (Cervus elaphus), sarny europejskie (Capreolus capreolus), dziki (Sus scrofa) oraz nieliczne obecnie łoś euroazjatycki (Alces alces).

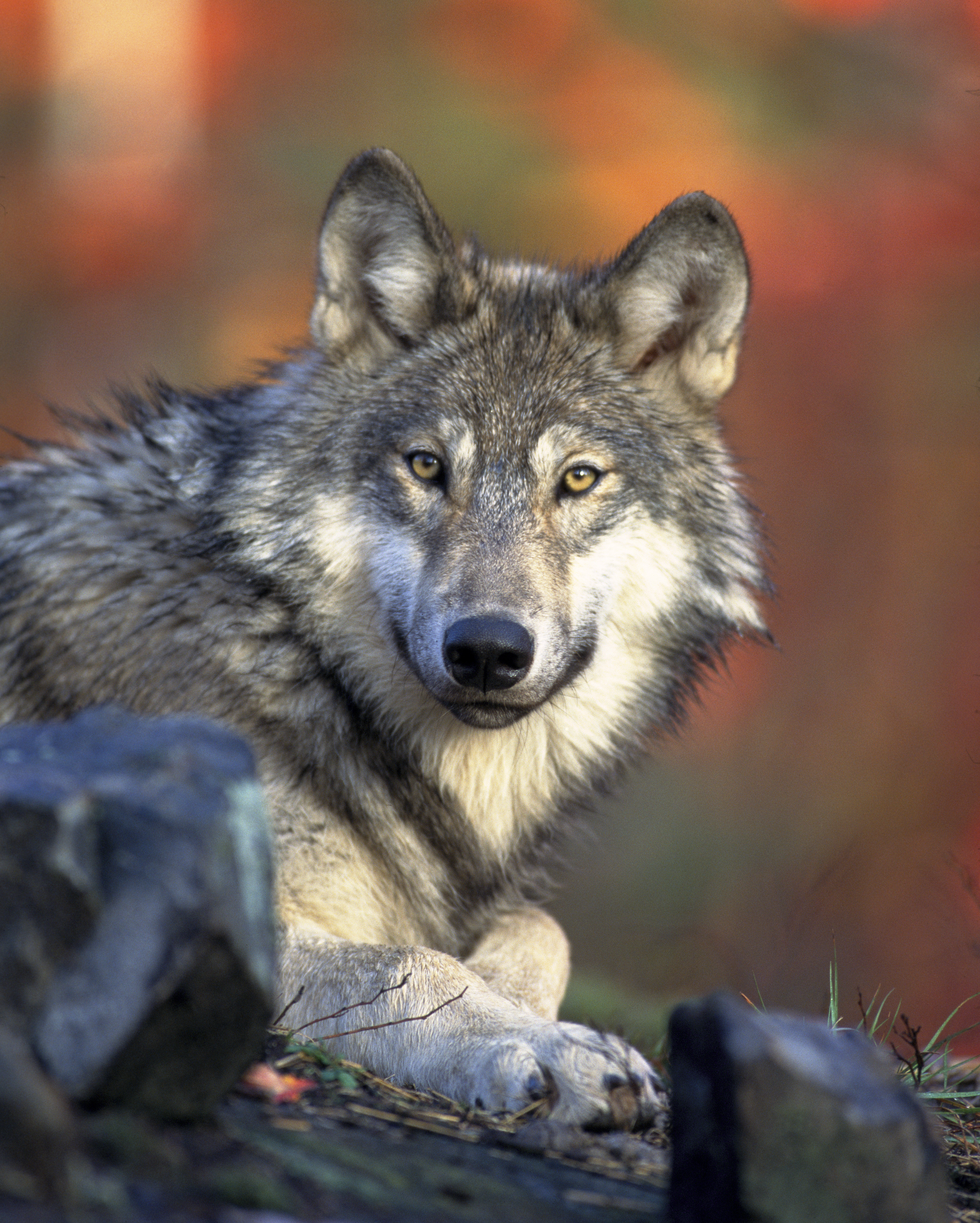
Leżący wilk

Występują tam też duże drapieżniki – ryś euroazjatycki (Lynx lynx) oraz wilk szary (Canis lupus). Silnie izolowana populacja pierwszego z nich obejmuje zaledwie 25 do 30 osobników, z których 14–30 osobników zamieszkuje polską część kompleksu. Zagęszczenie populacji wilka na terenie Puszczy Białowieskiej wynosi 2–4 osobniki na 100 kilometrów kwadratowych, a typowa wataha liczy 4–5 osobników, choć obserwowano stada składające się nawet z 10 wilków. Po polskiej stronie granicy bytuje od 18–21 osobników, w czterech odrębnych watahach (w poszczególnych watahach liczebności to: 6, 5–6, 4–6 i 3). Drugim rodzimym przedstawicielem psowatych w lokalnej faunie jest polujący głównie na granicy lasu i terenów otwartych lis pospolity (Vulpes vulpes). Najliczniejszym, ale też najmniejszym drapieżnikiem Puszczy jest łasica pospolita (Mustela nivalis), występująca tam w dwóch podgatunkach. Do rodziny łasicowatych zaliczają się również inne żyjące tam gatunki – gronostaj europejski (Mustela erminea), tchórz zwyczajny (Mustela putorius), kuna leśna (Martes martes), zamieszkująca wyłącznie okolice siedzib ludzkich kuna domowa, związana z rzekami wydra europejska (Lutra lutra) (10–20 os. w polskiej części) oraz borsuk europejski (Meles meles) (50–100 os. w polskiej części). Białowieskie borsuki zajmują największe ze wszystkich zbadanych w Europie terytoria – średnio 12,8 kilometra kwadratowego. Do drapieżników należą również jedyne obce i inwazyjne gatunki ssaków spotykane na terenie Puszczy – wizon amerykański (Neogale vison) i jenot azjatycki (Nyctereutes procyonoides).

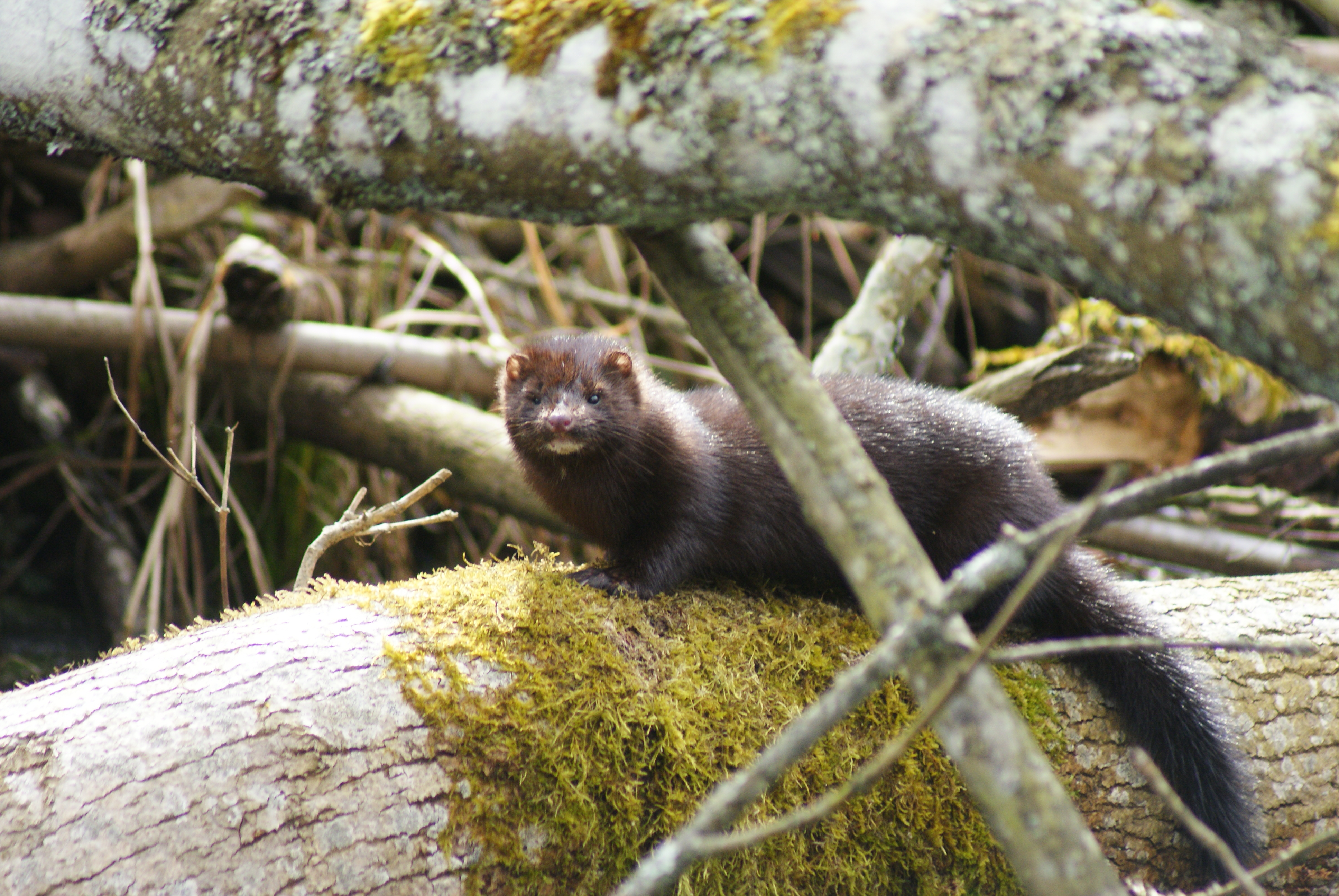
Wizon amerykański w Puszczy Białowieskiej

Zajęczaki reprezentowane są przez dwa gatunki – zająca bielaka (Lepus timidus) (rzadki na terenie puszczy) i zająca szaraka (Lepus europaeus). Pierwszy z wymienionych jest gatunkiem typowo borealnym, który w Puszczy Białowieskiej występuje na południowo-zachodnim kresie zasięgu, prawdopodobnie jako relikt epoki lodowcowej.

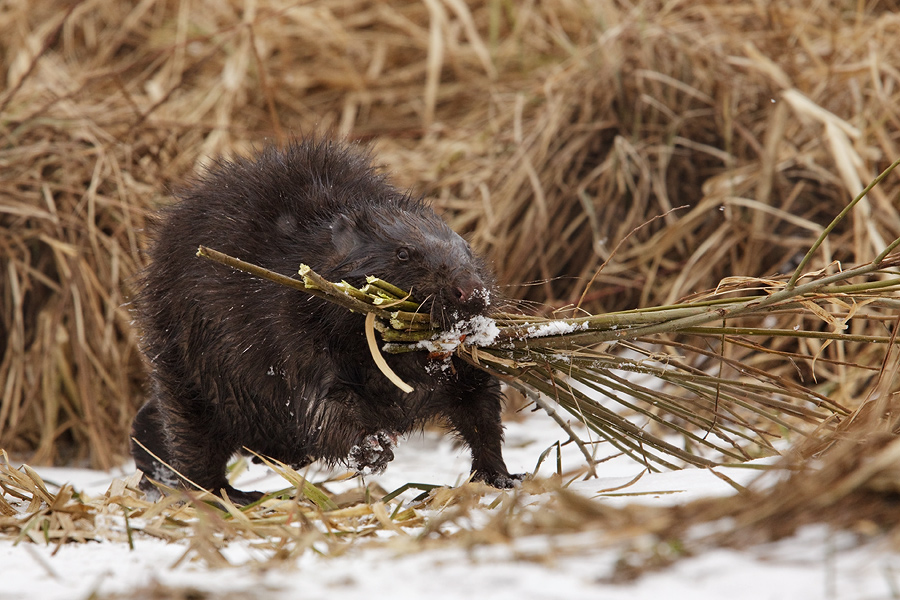
Bóbr nad brzegiem Narewki

Najliczniejszą w Puszczy Białowieskiej grupą ssaków są gryzonie (19 gatunków). Pod względem liczebności w zbiorowiskach leśnych dominują nornica ruda (Clethrionomys glareolus) i myszarka leśna (Apodemus flavicollis). Warto wymienić również trzy nadrzewne gatunki z rodziny popielicowatych – popielicę szarą (Glis glis), koszatkę leśną (Dryomys nitedula) i orzesznicę leszczynową (Muscardinus avellanarius), a także smużkę leśną (Sicista betulina), czy wiewiórkę pospolitą (Sciurus vulgaris). W pobliżu zbiorników wodnych występują nornik północny (Microtus oeconomus), karczownik ziemnowodny (Arvicola amphibius) oraz badylarka pospolita (Micromys minutus). Ważnym, kluczowym gatunkiem kształtującym stosunki wodne i co za tym idzie funkcjonowanie ekosystemów jest największy krajowy gryzoń – bóbr europejski (Castor fiber), którego liczebność w polskiej części Puszczy ocenia się na 60–90 osobników. Tereny trawiaste zamieszkują również nornik bury (Microtus agresti) nornik darniowy (Microtus subterraneus) czy też myszarka polna (Apodemus agrarius). Obcymi gatunkami zawleczonymi przez człowieka są natomiast: piżmak amerykański (Ondatra zibethicus), myszarka zaroślowa (Apodemus sylvaticus) oraz nornik zwyczajny (Microtus arvalis). Zabudowania w obrębie osad puszczańskich zamieszkują dwa gatunki typowo synantropijne (również obce dla lasów Puszczy) – mysz domowa (Mus musculus) oraz szczur wędrowny (Rattus norvegicus).
Ssaki owadożerne reprezentowane są przez 8 gatunków. Występują trzy gatunki ryjówek, w tym ryjówka malutka (Sorex minutus), będąca najmniejszym ssakiem w faunie Polski oraz ryjówka aksamitna (Sorex araneus), najliczniejsza ze wszystkich na terenach leśnych. Trzeci gatunek – ryjówka średnia (Sorex caecutiens), jest gatunkiem borealnym, posiadającym tam jedyne w Polsce, znacznie przesunięte na południe względem swojego zwartego areału, stanowisko. Podobnie jak zając bielak jest ona uznawana na tym terenie za relikt postglacjalny. W bliskości cieków wodnych licznie występują przedstawiciele dwóch jadowitych gatunków – rzęsorka rzeczki (Neomys fodiens) i rzęsorka mniejszego (Neomys milleri). Listę ssaków owadożernych żyjących na terenie puszczy dopełniają zębiełek białawy (Crocidura leucodon), kret europejski (Talpa europaea) oraz jeż wschodni (Erinaceus roumanicus).

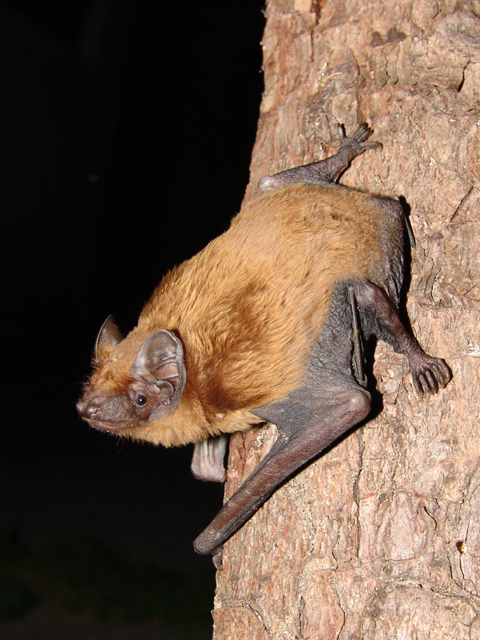
Borowiec wielki jest jednym z najliczniejszych nietoperzy w lasach Puszczy Białowieskiej

Wśród trzynastu zamieszkujących Puszcze Białowieską gatunków nietoperzy najliczniej spotykane w lasach są borowiec wielki (Nyctalus noctula) oraz nocek rudy (Myotis daubentonii). Na szczególną uwagę zasługują również mopek zachodni (Barbastella barbastellus), gatunek uznany w skali kontynentu za narażony na wyginięcie, a także zamieszkujący dziuple w starych drzewostanach borowiaczek (Nyctalus leisleri), którego liczebność w polskiej części kompleksu przekracza tysiąc osobników. Gatunek ten w Puszczy Białowieskiej wykazuje daleko idącą wybiórczość do zajmowanych kryjówek. Najczęściej zasiedla wysoko położone, głębokie dziuple o wąskich otworach wlotowych i dobrych warunkach termicznych. Zdecydowanie preferowane są stare, ponad 160-letnie i zamierające drzewa, przede wszystkim dęby i jesiony. Inne gatunki, które można spotkać w lasach oraz w domostwach, jak i w naturalnych jaskiniach to: nocek Natterera (Myotis nattereri), nocek Brandta (Myotis brandtii), nocek łydkowłosy (Myotis dasycneme), karlik większy (Pipistrellus nathusii), karlik drobny (Pipistrellus pygmaeus), mroczak posrebrzany (Vespertilio murinus), mroczek pozłocisty (Eptesicus nilsonii) oraz gacek brunatny (Plecotus auritus). Mroczek późny (Eptesicus serotinus) jest gatunkiem, który wybiera jako kryjówki wyłącznie zabudowania ludzkie, a dawniej naturalne jaskinie. Potwierdzono także pojedyncze stwierdzanie gacka szarego (Plecotus austriacus) na terytorium Puszczy Białowieskiej.
Niegdyś na terenie Puszczy Białowieskiej występowały wytępione pod koniec XIX wieku drapieżniki – niedźwiedź brunatny (Ursus arctos) i żbik europejski (Felis silvestris) oraz zanikła na początku XX wieku norka europejska (Mustela lutreola), której białowieska populacja była jedną z ostatnich na terenie Polski. Żyły tam również już wymarłe gatunki – tur leśny (Bos primigenius) (wymarły na terenie Puszczy Białowieskiej w XVI wieku. Ostatni osobnik umarł z przyczyn naturalnych na terenie Polski w Puszczy Jaktorowskiej w 1627 roku) oraz tarpan dziki (Equus ferus) (gatunek ten najdłużej przetrwał w stanie dzikim właśnie w rejonie Puszczy Białowieskiej. W 1780 lub 1786 roku ostatnie tarpany zostały odłowione i umieszczone w zwierzyńcu hrabiów Zamoyskich koło Biłgoraja. Kiedy jednak w 1806 roku trzeba było zamknąć posiadłość, przekazano je lokalnym rolnikom, gdzie wymieszały się z udomowionymi końmi). Juliusz Karol Holte von den Brincken w książce pod tytułem „Mémoire déscriptif sur la Forêt, imperériale de Białowieża en Lituanie” stwierdza, iż na terenie Puszczy, aż do XIX wieku występowały rosomak tundrowy (Gulo gulo), soból tajgowy (Martes zibellina) oraz polatucha syberyjska (Pteromys volans). Informacje te nie zostały jeszcze potwierdzone.

### Ptaki

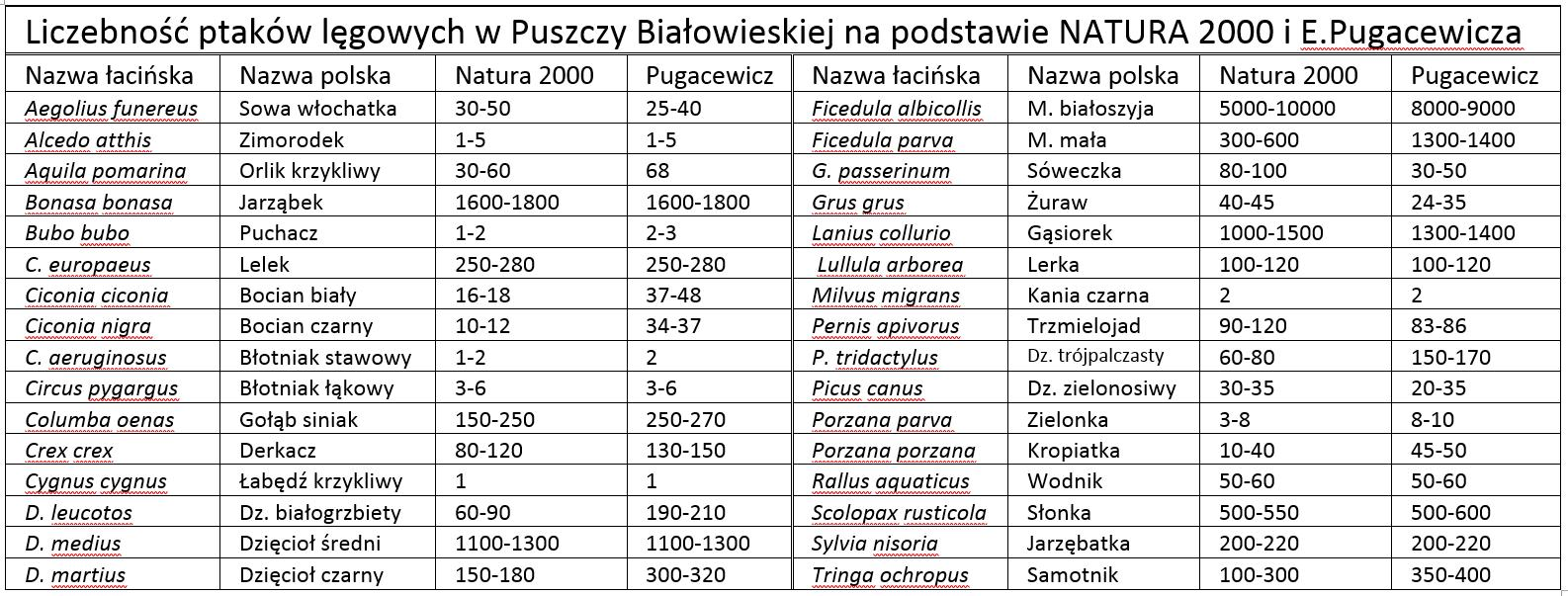
Gatunki wymienione w załączniku II do dyrektywy 92I43IEWG jako lęgowe w Puszczy Białowieskiej

Puszcza Białowieska ze względu na walory ornitologiczne jest europejską ostoją ptaków (E31) oraz obszarem specjalnej ochrony ptaków sieci Natura 2000. Ochroną wynikającą z postanowień I załącznika dyrektywy ptasiej objętych jest tam co najmniej 45 gatunków (wymagana ochrona siedlisk), zaś 12 gatunków figuruje w Polskiej czerwonej księdze zwierząt. Wielkim atutem awifauny puszczy jest występowanie najlepiej wykształconego w Europie, najbogatszego w gatunki zgrupowania ptaków typowo leśnych (w tym dziewięciu gatunków dzięciołów) oraz naturalne, niezaburzone wpływem człowieka zachowania lęgowe (np. gniazdowanie jerzyków w dziuplach drzew).
Spis gatunków oraz ich liczebność wg tzw. Dyrektywy ptasiej na podstawie opracowania zbiorczego NATURA 2000 oraz opracowania E. Pugacewicza Ptaki lęgowe Puszczy Białowieskiej (1997) znajdują się w tabeli po prawej.

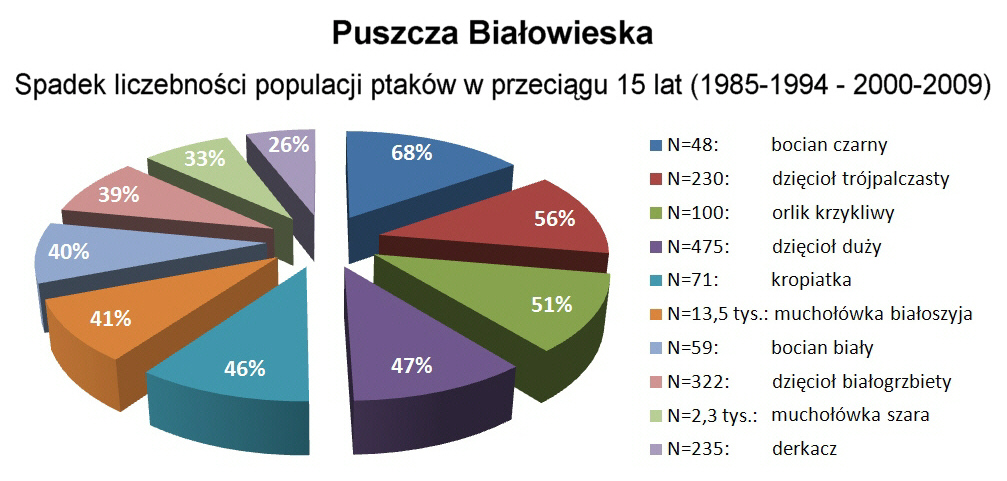

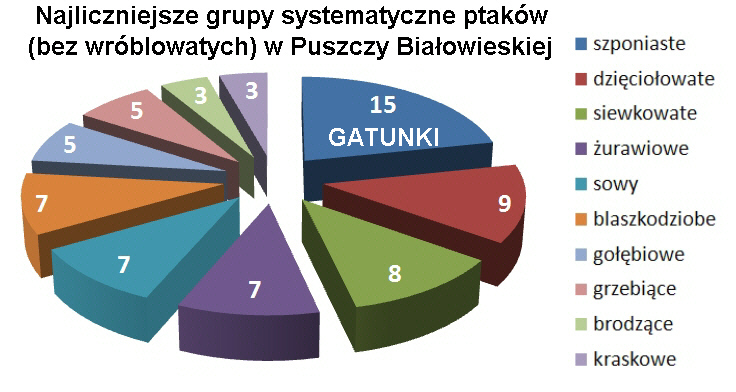
Grupy systematyczne ptaków w PB

W okresie lęgowym obszar Puszczy Białowieskiej zasiedlają m.in.: muchołówka białoszyja Ficedula albicollis – powyżej 50% populacji krajowej (< 5 tys. par w P. Białowieskiej), orzełek włochaty Hieraaetus pennatus ( 0-1 para) – powyżej 50% populacji krajowej, dzięcioł białogrzbiety Dendrocops leucotos (115-130 par), – 15–40% populacji krajowej, lelek Caprimulgus europaeus (250–280) – 6–25% populacji krajowej, sóweczka Glaucidium passerinum (80–100 par) – 15% populacji krajowej, dzięcioł trójpalczasty Picoides tridactylus (60–80 par) i muchołówka mała Ficedula parva – powyżej 10% populacji krajowej (< 1 tys. par), i dalej; dzięcioł średni Dendrocopos medius – 7% (1100–1300 par), trzmielojad Pernis apivorus – 4–8% (90–120 par), bocian czarny Ciconia nigra (10–12 par), orlik krzykliwy Aquila pomarina (30–35 par), jarząbek Bonasa bonasia – 4% (1,6–1,8 tys. par) i włochatka Aegolius funereus – 1–3% (30–50 par).

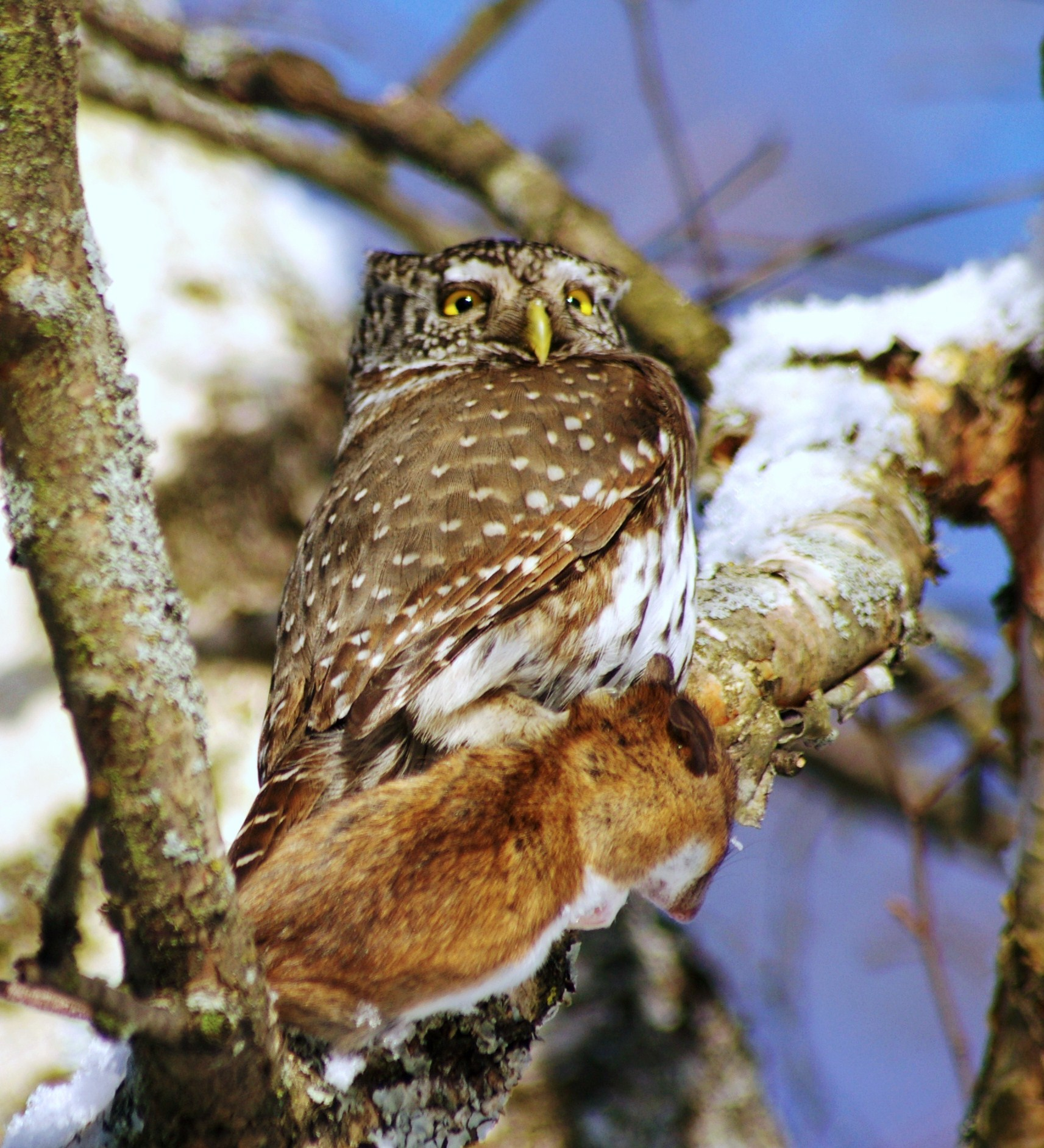
Sóweczka

W białoruskiej części puszczy występują zagrożona wyginięciem wodniczka Acrocephalus paludicola oraz zanikły po polskiej stronie granicy głuszec Tetrao urogallus. Po włączeniu do puszczy oddz. 382, bagiennego użytku ekologicznego (Górniańskie Łąki), można powiedzieć, że wodniczka występuje też w Puszczy Białowieskiej
W Puszczy osiągają swoje granice występowania (zasięgu) łabędź krzykliwy Cygnus cygnus (granica południowa), sóweczka Glaucidium passerinum, wójcik (granica południowo-zachodnia), pełzacz ogrodowy Certhia brachydactyla i zniczek Regulus ignicapillus (granica północno-wschodnia), zaś orzełek włochaty, kląskawka i muchołówka białoszyja zasiedla północną granicę swego zasięgu.

### Płazy, gady i ryby
Fauna płazów Puszczy obejmuje 12 gatunków. Płazy ogoniaste reprezentują traszka zwyczajna Lissotriton vulgaris i traszka grzebieniasta Triturus cristatus. Płazy bezogonowe to – rzekotka drzewna Hyla arborea występująca głównie w lasach, preferujące ląd grzebiuszka ziemna Pelobates fuscus, ropucha szara Bufo bufo, ropucha zielona Pseudepidalea viridis i ropucha paskówka Epidalea calamita, a także wiele gatunków żab: kumak nizinny Bombina bombina, żaba trawna Rana temporaria, żaba moczarowa Rana arvalis, żaba jeziorkowa Rana lessonae i żaba śmieszka Rana ridibunda. W Puszczy Białowieskiej występuje również płodny mieszaniec żaby jeziorkowej oraz żaby śmieszki, jest to żaba wodna Rana kl. esculenta.

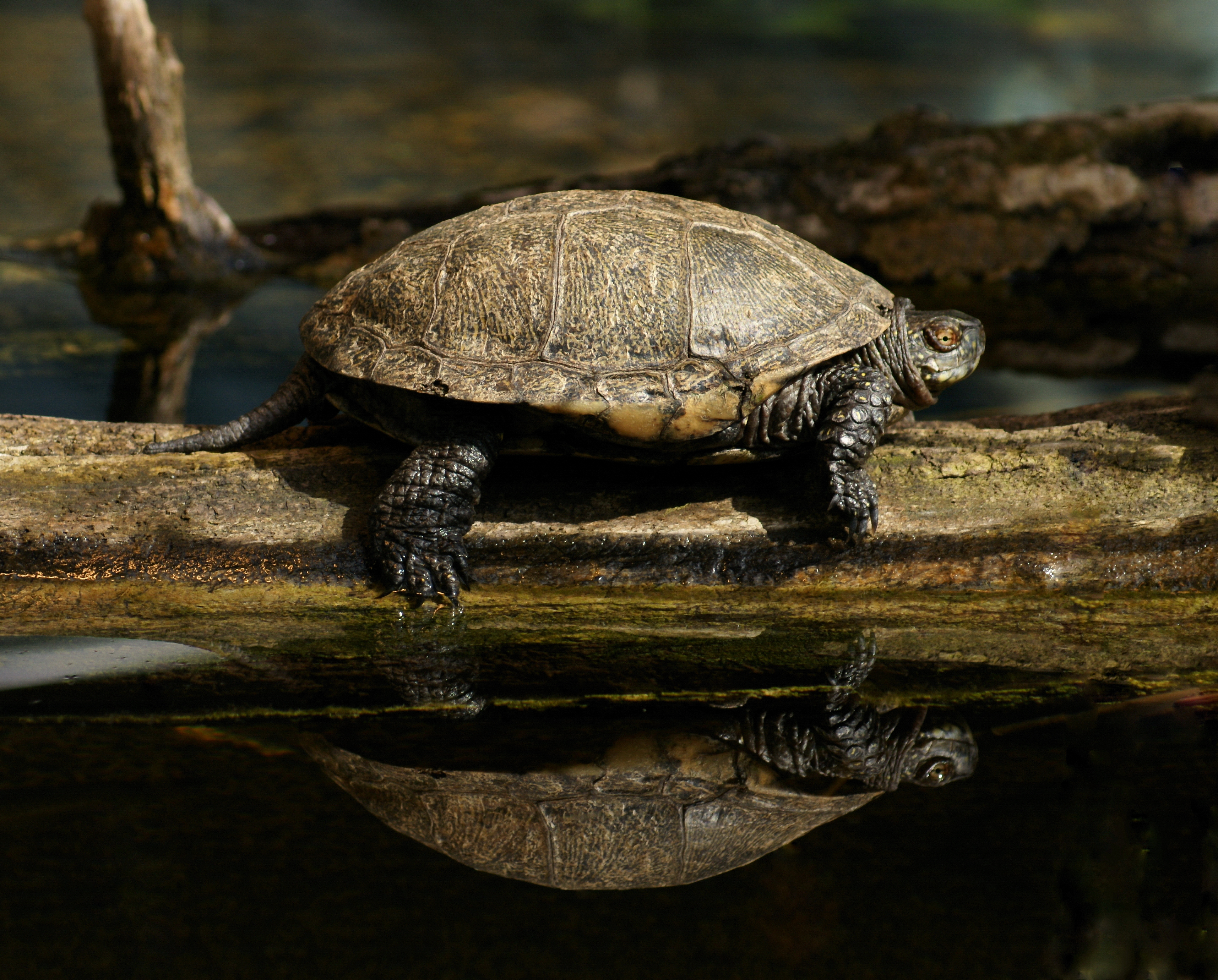
Żółw błotny jest rzadkim elementem fauny puszczy

Fauna gadów Puszczy Białowieskiej obejmuje 7 gatunków, z których jedynie dwa – zaskrońca zwyczajnego Natrix natrix oraz jaszczurkę żyworodna Zootoca vivipara – uznaje się za dość pospolite na tym terenie. Rzadziej spotykanymi gadami są jaszczurka zwinka Lacerta agilis, padalec zwyczajny Anguis fragilis, żmija zygzakowata Vipera berus oraz dwa gatunki wpisane do Polskiej czerwonej księgi zwierząt – gniewosz plamisty Coronella austriaca i żółw błotny Emys orbicularis.
Ichtiofauna wolno płynących rzek, rozlewisk i sztucznych zbiorników na terenie Puszczy liczy 29 gatunków ryb promieniopłetwych i 2 gatunki bezżuchwowców. Występują objęte w Polsce ochroną minóg ukraiński Eudontomyzon mariae, minóg rzeczny Lampetra fluviatilis należące do bezżuchwowców, oraz należące do ryb promieniopłetwych koza pospolita Cobitis taenia, piskorz Misgurnus fossilis, śliz pospolity Barbatula barbatula, głowacz pręgopłetwy Cottus poecilopus oraz składająca ikrę w muszlach małży różanka Rhodeus sericeus. Obecne są też inne rodzime gatunki ryb – krąp Blicca bjoernca, płoć Rutilus rutilus, wzdręga Scardinius erythrophthalmus, ukleja Alburnus alburnus, leszcz Abramis brama, brzana Barbus barbus, lin Tinca tinca, kleń Leuciscus cephalus, słonecznica Leucaspius delineates, kiełb Gobio gobio, jaź Leuciscus idus, jelec europejski Leuciscus leuciscus, sum europejski Silurus glanis, szczupak pospolity Esox lucius, okoń Perca fluviatilis, jazgarz Gymnocephalus cernuus, węgorz europejski Anguilla anguilla, miętus pospolity Lota lota, ciernik Gasterosteus aculeatus; oraz introdukowane do sztucznych zbiorników wodnych gatunki obce – tołpyga pstra Hypophthalmichthys nobilis, karp Cyprinus carpio, karaś złocisty Carassius auratus, karaś pospolity Carassius carassius oraz sumik karłowaty Ameiurus nebulosus.

### Bezkręgowce

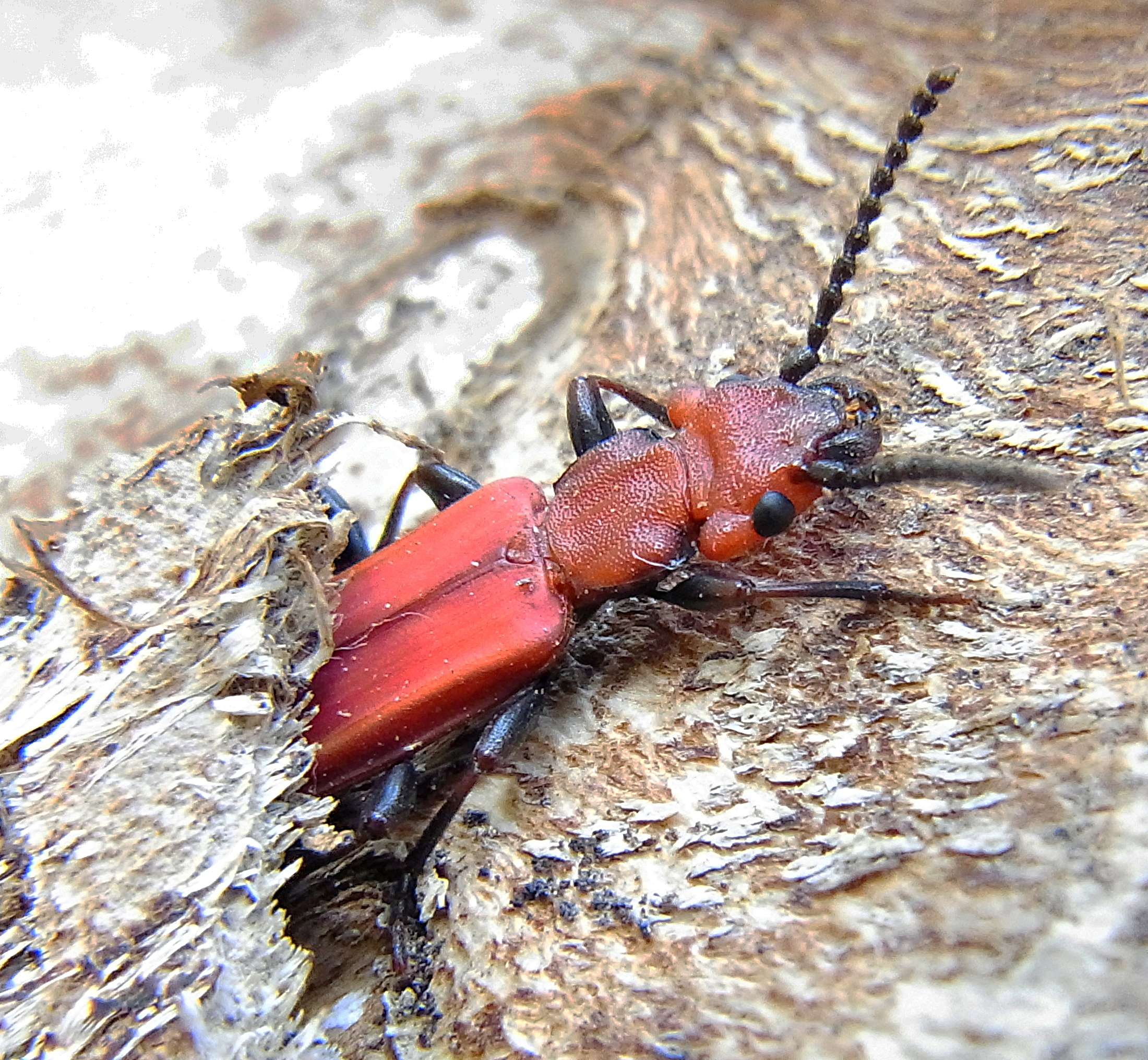
Zgniotek cynobrowy, relikt lasów pierwotnych związany z martwymi lub umierającymi drzewami, licznie występujący w Puszczy Białowieskiej

Niezwykle bogaty jest świat bezkręgowców Puszczy Białowieskiej. Przykładowo występujące tam chrząszcze i motyle reprezentują po 51%, ważki 69%, sieciarki 48%, a prostoskrzydłe 49% fauny krajowej, natomiast liczba gatunków motyli i chrząszczy stwierdzonych na terenie puszczy jest większa niż liczba leśnych gatunków tych owadów w całej Szwecji. Stwierdza się na tym terenie występowanie dużej grupy taksonów borealnych oraz borealno-górskich, a dla wielu gatunków stanowiska w Puszczy Białowieskiej wyznaczają obecnie ich południową, północną, zachodnią lub wschodnią granice występowania. Wiele gatunków, zwłaszcza saprofitycznych, ma tam jedyne lub jedne z nielicznych stanowisk w Europie, dlatego teren Puszczy Białowieskiej uznaje się za ostoje bioróżnorodności owadów ważną z punktu widzenia całego kontynentu.
Podobnie jak w przypadku grzybów wiele z występujących tam gatunków owadów, zwłaszcza chrząszczy, zalicza się do reliktów puszczańskich. Jest to możliwe dzięki unikalnym jak na warunki europejskich lasów zasobom martwego drewna oraz starych i dziuplastych drzew. Najwięcej takich reliktów występuje w grupie zwierząt ściśle związanych z martwym drewnem, zwłaszcza tym o dużych gabarytach, a nie np. wśród tych, które żyją na drzewach żywych czy leśnej roślinności zielnej. Przykładowo, spośród 120 gatunków chrząszczy kózkowatych, stwierdzonych w Puszczy Białowieskiej, aż 46 to relikty. O unikalnym charakterze lokalnej fauny mogą świadczyć też badania przeprowadzone w 2004 na 135 wytypowanych drzewach różnych gatunków posiadających wewnętrzne próchnowiska. W ich trakcie do pułapek odłowiono m.in. nieco ponad 100 gatunków chrząszczy uważanych za relikty lasów pierwotnych lub rzadkości faunistyczne. Udział takich elementów w zgrupowaniach próchnojadów jest stosunkowo najwyższy w ściśle chronionych drzewostanach Białowieskiego Parku Narodowego, niższy jest natomiast w zagospodarowanej części kompleksu.
Na terenie Puszczy występuje też duża liczba mikofagów – często silnie wyspecjalizowanych gatunków zasiedlających owocniki grzybów. Ważną z punktu widzenia ekologii lasu, ale słabo opracowaną faunistycznie grupą są liczne pasożyty owadów, płazów, gadów, ptaków i ssaków. Oprócz bezkręgowców typowo leśnych występują też gatunki związane z naturalnymi (np. torfowiska), półnaturalnymi (np. łąki kośne) czy zupełnie sztucznymi (np. pola uprawne, tereny kolejowe, składnice drewna) terenami otwartymi. Część z nich to gatunki obce względem pierwotnej fauny Puszczy, inne obecnie wykorzystują wylesione przez człowieka fragmenty terenu tak jak niegdyś wykorzystywały naturalnie powstające luki w drzewostanach.

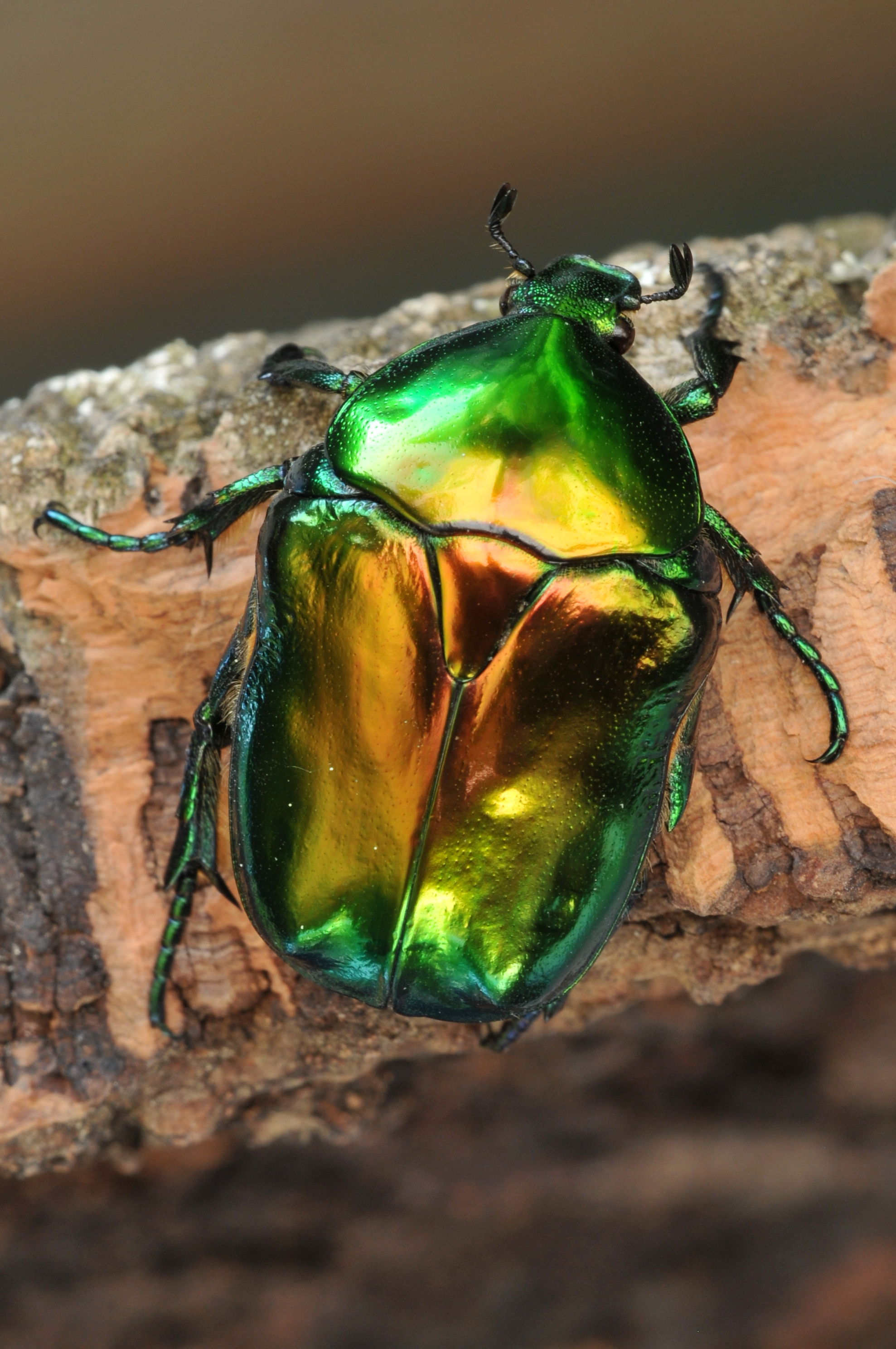
Kwietnica okazała zasiedla dziuple drzew puszczańskich

Ważnym elementem bioróżnorodności owadów na terenie Puszczy Białowieskiej są chrząszcze. Do tej pory stwierdzono ich około 3400 gatunków, z czego 1000 to organizmy związane z martwym drewnem, na przykład nie występujące w Polsce nigdzie indziej bogatek wspaniały Buprestis splendens i rozmiazg kolweński Pytho kolwensis, gatunki zagrożone przez gospodarkę leśną i usuwanie martwych drzew poza granicami Obszaru Ochrony Ścisłej Białowieskiego Parku Narodowego.

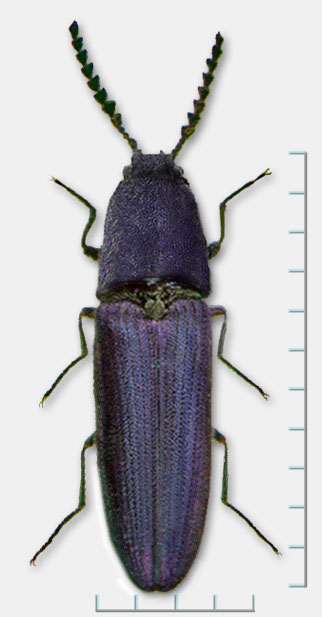
Pilnicznik fiołkowy

Ciekawą grupę stanowią wyspecjalizowane gatunki rozwijające się w dziuplach starych drzew, np. pachnica dębowa Osmoderma eremita, kwietnica okazała Protaetia aeruginosa czy tęgosz rdzawy Elater ferrugineus. Występują też sztandarowe, łatwo rozpoznawalne gatunki związane z żywymi drzewami, w tym jelonek rogacz Lucanus cervus i kozioróg dębosz Cerabyx cerdo, liczne gatunki wodne – w tym chronione w Polsce pływak szerokobrzeżek Dytiscus latissimusi i kreślinek nizinny Graphoderus bilineatus, rzadkie i pochodzące ze strefy tajgi gatunki torfowiskowe (głównie we wschodniej, białoruskiej części kompleksu), a także przedstawiciele innych grup ekologicznych.
W lasach Puszczy Białowieskiej bytują jedyna aktualnie obserwowana na świecie populacja chrząszcza opiętka białowieskiego, oraz jedyna w środkowej Europie populacja gatunku Lacon conspersus z rodziny sprężykowatych. W XIX wieku odłowiono tam także dwa z trzech zaobserwowanych w Polsce okazów skrajnie rzadkiego w całym swoim zasięgu geograficznym pilnicznika fiołkowego Limoniscus violaceus, a w 1967 roku odnaleziono jedyne potwierdzone poza Japonią stanowisko gatunku Lopheros lineatus.
Wykazano stąd jedyne w kraju stanowiska między innymi takich gatunków chrząszczy jak łada Jelskiego Lasconotus jelskii, goleńczyk szczupły Rhacopus attenuatus, listwiaczek Chłodkowskiego Carphoborus cholodkovskyi, rytownik Saalasa Pityogenes saalasi, korniczek Starka Orthotomicus starki, rozpylak zielonawy Acmaeops angusticollis, średzinka Mesosa myops, zgrubek zawilcowy Evodinus borealis, Otho sphondyloides, Catapion koestlini i pogdatunku Alosterna erythropus ingrica oraz najprawdopodobniej ostatnie zachowane w Polsce populacje podrywka szerokogrzbietego Aulonothroscus laticollis, konarka tajgowego Phryganophilus ruficollis i wyżłobika dębowca Gasterocercus depressirostris.
Na terenie Puszczy Białowieskiej stwierdzono dotąd występowanie ponad 1600 gatunków motyli, a zakłada się możliwość wykazania 250 dalszych. Najliczniej reprezentowane są rodziny sówkowatych, miernikowcowatych i zwójkowatych.

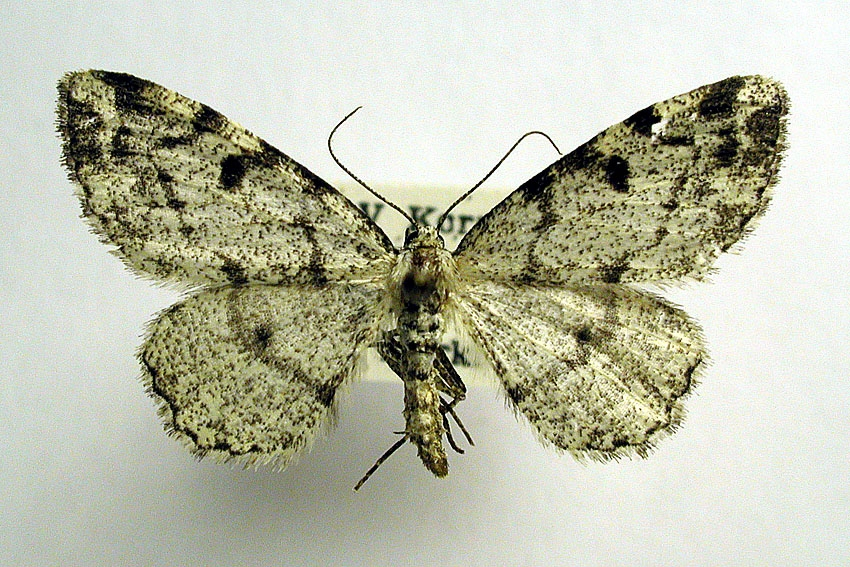
Przylepek brodacznik

Różnorodność siedlisk sprawia, że występują zarówno gatunki typowo puszczańskie takie jak rozwijający się w butwiejącym drewnie mól borowiaczek Scardia boletella, preferujące obrzeża drzewostanów (np. przeplatka maturna Euphydryas maturna), związane z otwartymi torfowiskami (np. piórolotek bagniczek Buckleria paludum), jak i gatunki wilgotnych łąk (np. przeplatka aurinia Euphydryas aurinia; jedna z największych populacji w Polsce) oraz ekosystemów kserotermicznych (np. niedźwiedziówka dwórka Hyphoraia aulica). Teren ten uznaje się za ważny dla zachowania w skali kraju rzadkich i zagrożonych gatunków motyli, jak dostojka eunomia, wstęgówka bagienka, błyszczka zosimi, modraszek bagniczek czy szlaczkoń torfowiec. Występują też szlaczkoń szafraniec, witalnik węgliniak, modraszek eros, niekrocz bagniczak, strzępotek hero, niepylak mnemozyna, czerwończyk fioletek, czerwończyk nieparek czy myrmekofilny modraszek arion. Ponadto zachowało się tam ostatnie czynne w Polsce stanowisko przylepka brodacznika Alcis jubata, motyla z rodziny miernikowcowatych, którego gąsienice żerują na ginących porostach z rodzaju brodaczka.
Potwierdzona obecnie fauna błonkówek Puszczy Białowieskiej liczy nieco ponad 2000 gatunków, przy czym zakłada się możliwość odnalezienia podobnej liczby kolejnych. Pierwszym odnotowanym gatunkiem jest dzika pszczoła miodna Apis mellifera wzmiankowana stąd już w XVI wieku. Najbogatszą, ale też słabo poznaną grupą są owadziarki reprezentowane przez ponad 1400 taksonów. Występują też liczne rośliniarki (228 gatunków) oraz żądłówki (około 360 gatunków), w tym m.in. grzebaczowate (106 gat.), mrówkowate (46 gat.), pszczołowate (29 gat.) i osowate (10 gat.). Na terenie Puszczy stwierdzono występowanie blisko 1800 gatunków muchówek. Podobnie jak w przypadku wcześniej omówionych błonkówek, jest to grupa słabo zbadana faunistycznie, a rzeczywista liczba występujących tam taksonów może być ponad dwukrotnie większa. Stwierdzono populacje m.in. zagrożonych gatunków z Polskiej czerwonej księgi zwierząt, w tym związanych z butwiejącym drewnem Xylomyia maculata i Brachymyia floccosa, pasożytującej na gąsienicach dużych gatunków motyli rączycy wielkiej Tachina grossa, czy rozwijającego się głównie w owocnikach huby pospolitej hubowca osowiaka Keroplatus tipuloides. Jest tam jedyne w Polsce stanowisko łowika Laprhia vulpina. Na terenie Puszczy aż 11 razy zaobserwowano wędrówkę plenia tworzonego przez larwy muchówek z rodziny ziemiórkowatych.

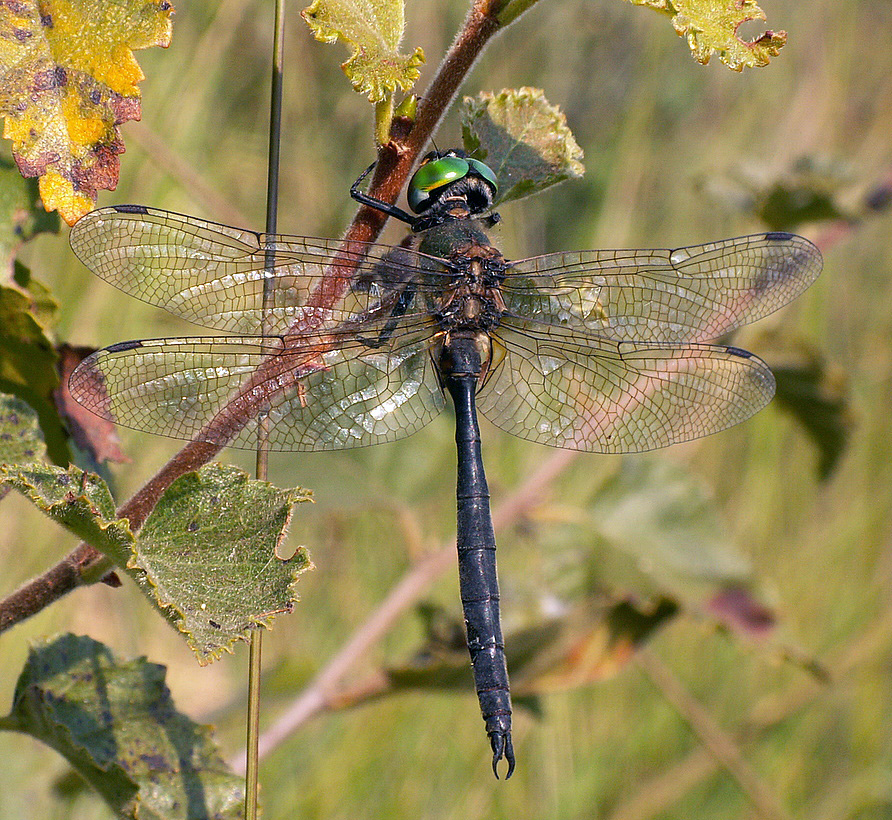
Miedziopierś północna

W Puszczy Białowieskiej odnaleziono 60 z 74 występujących w Polsce gatunków ważek. Jednym z nich jest zasiedlająca śródleśne, bogate w gnijące liście olszy zbiorniki wodne ważka żółta Libellula fulva. Występuje też dziewięć gatunków figurujących na Czerwonej liście zwierząt ginących i zagrożonych w Polsce. Są to krytycznie zagrożona łątka zielona Coenagrion armatum, zagrożona iglica mała Nehalennia speciosa, narażona na wyginięcie miedziopierś północna Somatochlora arctica, a także żagnica zielona Aeshna viridis, żagnica torfowa Aeshna juncea, żagnica torfowcowa Aeshna subarctica, lecicha południowa Orthetrum brunneum, zalotka spłaszczona Leucorrhinia caudalis i zalotka białoczelna Leucorrhinia albifrons. Na terenie Puszczy odnaleziono najdalej w kraju wysunięte na północ stanowisko rozrodu husarza wędrownego Hemianax ephippiger, gatunku zalatującego w niektórych latach do Polski z południa Europy.
Ciekawymi elementami entomofauny Puszczy Białowieskiej są złotook Chrysopa dasyptera, reliktowy gatunek puszczański o ograniczonym zasięgu, którego pozostałe znane stanowiska w okolicach Sankt Petersburga i w południowej Finlandii oddalone są o około tysiąc kilometrów, oraz piewik tajgowy Aphrophora similis, poza Białowieskim Parkiem Narodowym i kotliną Biebrzy nie występujący nigdzie indziej w Europie.

## Ochrona przyrody

### Tradycja ochrony i dawne użytkowanie

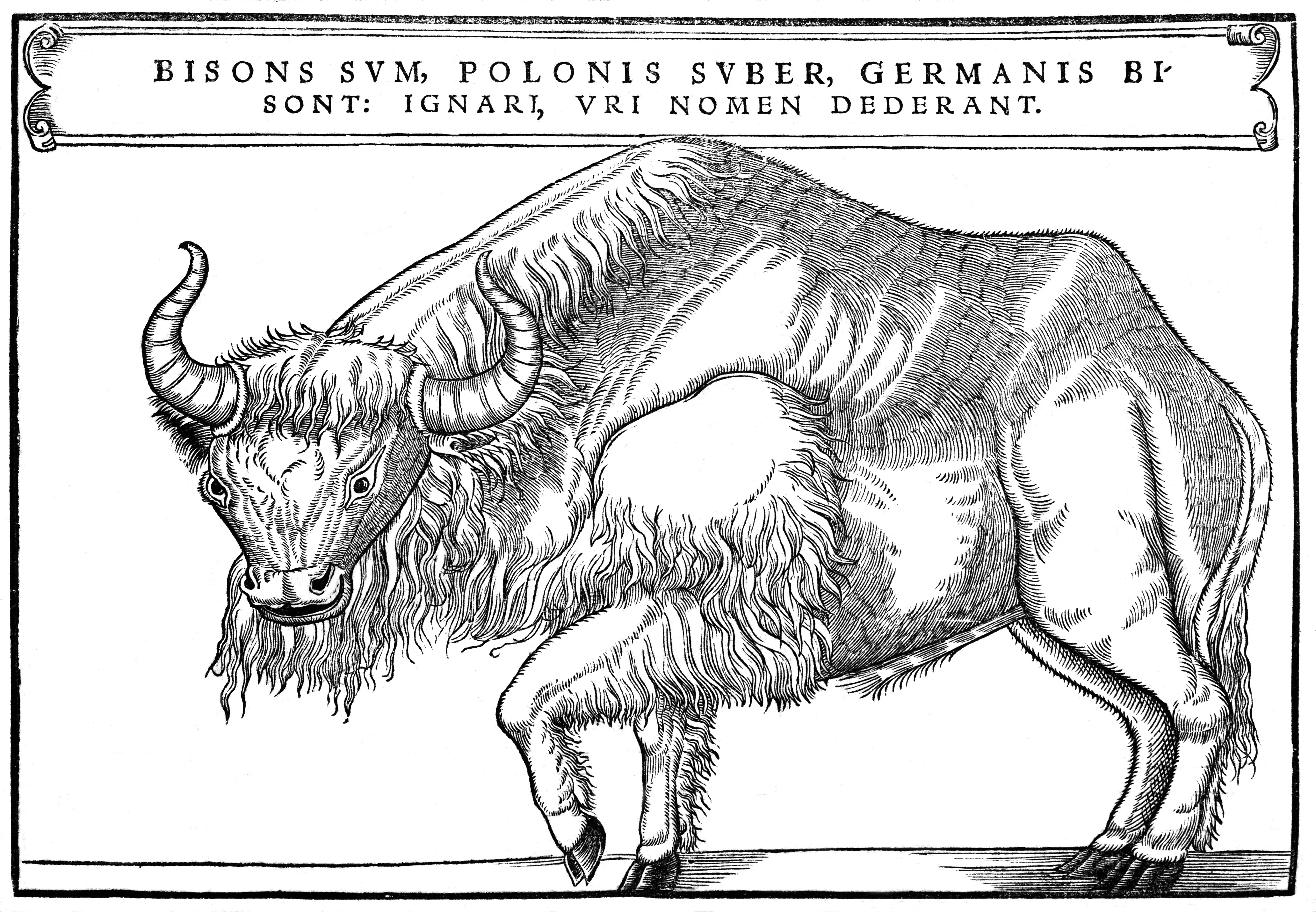
Obecność żubra i innej grubej zwierzyny kształtowała ochronę puszczy przez pięć stuleci

Tereny Puszczy Białowieskiej podlegają ochronie co najmniej od początku XV wieku. Początkowo nie była to jednak ochrona podyktowana względami przyrodniczymi, ale praktycznymi i reprezentacyjnymi – lasy puszczy stanowiły wyłączne tereny łowieckie książąt litewskich i królów Polski, a głównym przedmiotem troski były zasoby grubej zwierzyny, zwłaszcza żubra. System ochrony, poza ograniczeniami łowieckimi, opierał się na istnieniu „ostępów zwierzynnych” wyłączonych z jakiejkolwiek gospodarki i zarezerwowanych dla polowań monarszych oraz „przechodów zwierzynnych” łączących ostępy i odpowiadających dzisiejszej definicji korytarzy ekologicznych. W 1639 roku w Puszczy Białowieskiej wydzielonych było łącznie 137 ostępów, a najważniejszym w tym okresie przechodem był „przechód wielki zwierzynny koło rzeki Jasiołdy przez mosty Żołobate” łączący lasy białowieskie z nieistniejącą już Puszczą Łyskowską. Przestrzegania praw związanych z ochroną puszczy strzegły dobrze zorganizowane służby leśne. Już w XV wieku funkcjonowała tam osoka, a w późniejszych czasach powołano też odrębne formacje – strzelców i strażników.
Dostęp do zasobów Puszczy był ściśle regulowany. Mieszkańcy najbliżej położonych przypisanych do niej administracyjnie osad mogli za coroczną opłatą pobierać z lasów martwe drewno na opał, drewno na własne cele gospodarcze, zbierać grzyby, owoce i inne pożytki oraz wypasać bydło. Istniały również „prawa wchodowe” – przywileje osobiście nadawane przez króla wybranej szlachcie, duchowieństwu i miejscowościom. Uprawniały one do korzystania z konkretnego fragmentu puszczy w określony sposób – najczęściej przez koszenie łąk, zakładanie barci lub łowienie ryb w rzekach.

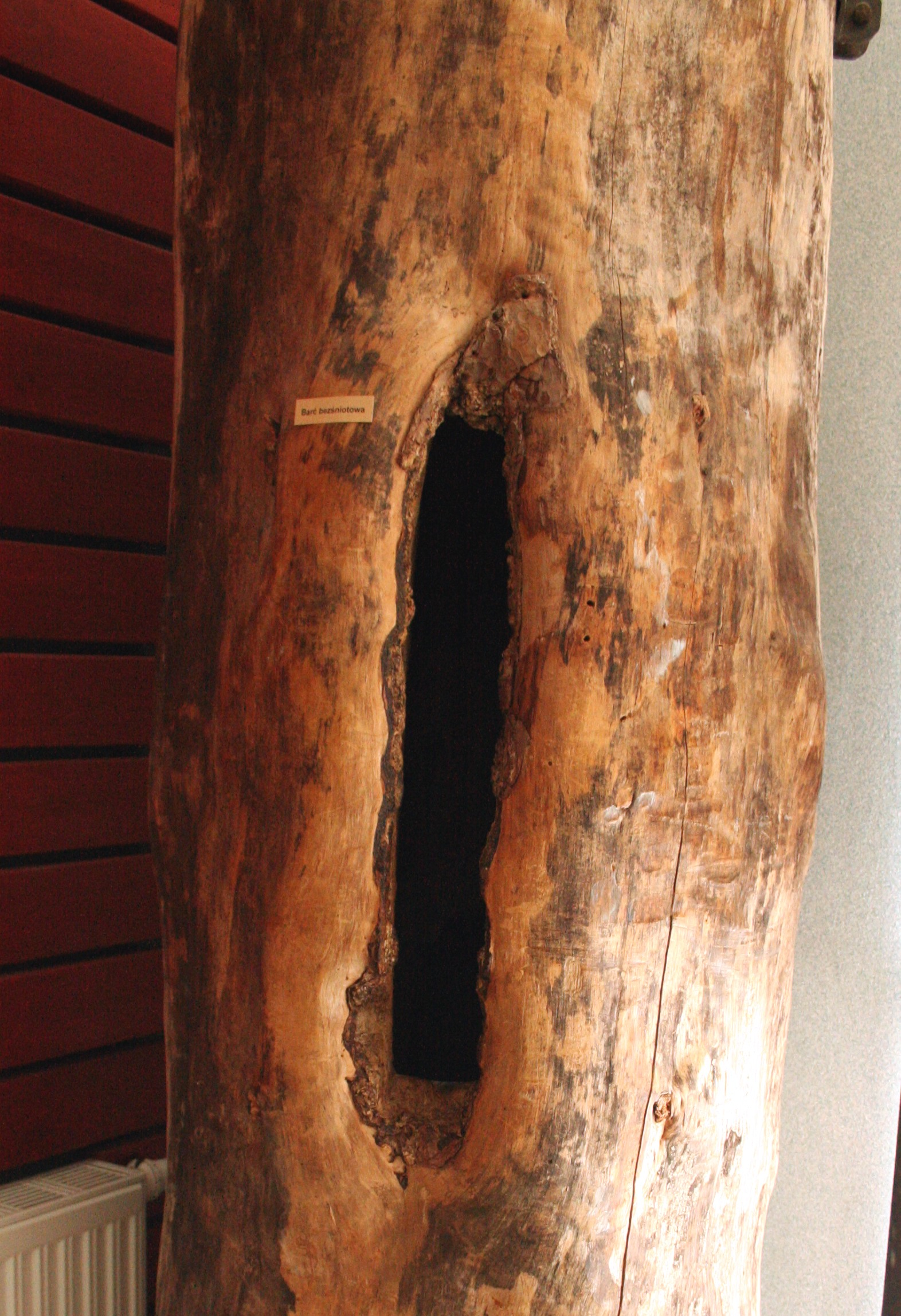
Barć w muzeum w Białowieży. Hodowla pszczół, jak i inne sposoby korzystania z zasobów Puszczy wymagały królewskiego pozwolenia

W 1559 roku na terenie Puszczy obowiązywały 44 wchody szlacheckie, miejskie, kościelne i cerkiewne. Zlokalizowane były one głównie w jej południowej i wschodniej części, w wielu przypadkach na terenach później wylesionych i dziś znajdujących się już poza kompleksem lasów białowieskich. Przeważnie wchody różnych typów pokrywały się przestrzennie ze sobą co umożliwiło przetrwanie w niezmienionej postaci znacznym połaciom Puszczy. Najliczniejsze spośród zidentyfikowanych były „wchody sianożętne” (27 lokalizacji), które dzieliły się na „błotne” – umożliwiające koszenie łąk w dolinach rzecznych oraz mniejsze powierzchniowo wchody „dubrowne” dające możliwość wykaszania roślinności w starych drzewostanach dębowych. W niektórych przypadkach dopuszczano też przetrzymywanie przez zimę bydła na łąkach wchodowych przy zgromadzonych stogach siana (4 z 27 przypadków) oraz budowę „izb”, niewielkich budynków dla pracowników wykonujących sianokosy (5 z 27 przypadków). Istotną grupę stanowiły też „wchody bartne” (24 lokalizacje) pozwalające na „dzianie barci” w starych sosnach lub rzadziej w drzewach liściastych oraz wchody związane z rybołówstwem (w 13 lokalizacjach zezwalano na tworzenie drewnianych jazów na rzekach, w czterech lokalizacjach na budowę stawów w pobliżu rzek). Istniały w tym okresie również dwa przywileje wchodowe pozwalające na wycinkę drzew na własne potrzeby, bez możliwości jego sprzedaży. Jeden z nich został nadany w 1521 roku przez króla Zygmunta I Starego cerkwi w Szereszewie, drugi w 1537 roku przez królową Bonę kościołowi w tej samej miejscowości. Ponadto do 1571 roku kasztelan bracławski Andrzej Kapusta posiadał przywilej odprawiania na swoich wchodach „gonów bobrowych” oraz polowań z wyłączeniem żubrów i jeleni, z którego to jednak najprawdopodobniej nie korzystał z uwagi na obowiązujące wówczas prawne ograniczenia polowań w puszczach królewskich. W XVII wieku sporadycznie nadawano nowe wchody rębne oraz pojawiły się pierwsze przywileje umożliwiające zbiór rudy darniowej, zwiększano także powierzchnie „wchodów sianożętnych”. Zwiększało się również znaczenie bartnictwa, w 1792 roku w Puszczy naliczono 7155 konstrukcji służących do hodowli pszczół, głównie barci, a rzadziej uli, których wówczas użytkowanych było 936.
Do obydwu wyżej wymienionych sposobów korzystania z zasobów puszczy, odpłatnego oraz wchodowego, a także do polowania na drobną zwierzynę uprawnieni byli „ludzie królewscy”, czyli pracownicy służb leśnych – osocznicy, strzelcy i strażnicy. W 1559 służby leśne posiadały co najmniej osiem praw wchodowych, z których korzystanie stanowiło część wynagrodzenia za służbę, całkowita jednak liczba tego typu przywilejów nie jest obecnie znana.

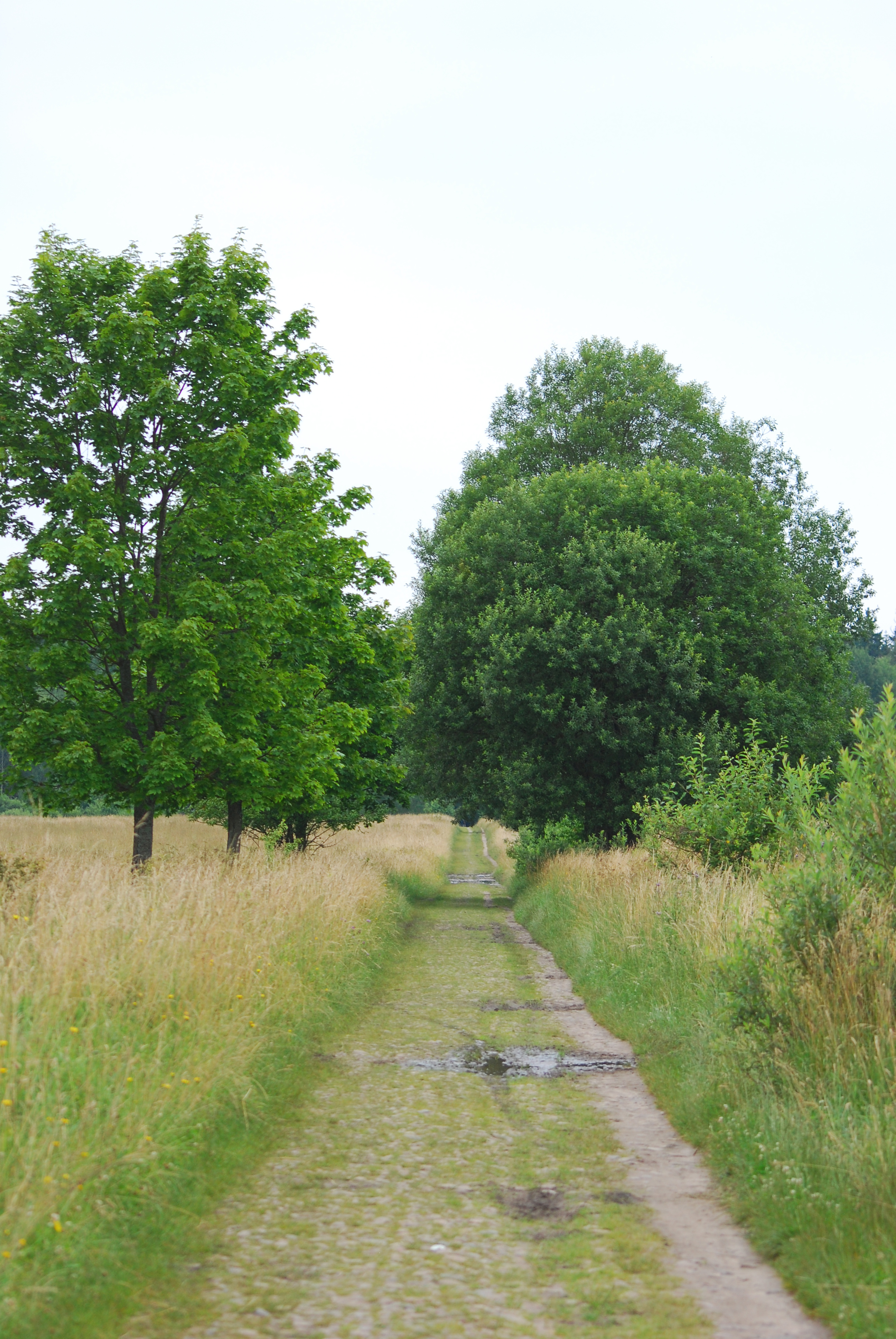
Łąkowe ekosystemy w dolinach rzek Puszczy często są pozostałością dawnych wchodów sianożętnych

W krótkich okresach pod koniec XVII i w drugiej połowie XVIII wieku praktykowano też wyrób przez kontrahentów króla lub przez zarząd puszczy surowców leśnych, takich jak smoła drzewna lub węgiel drzewny. Pierwszy z tych okresów rozpoczął się w 1675 roku za panowania Jana III Sobieskiego i obejmował dwa kontrakty na pozyskanie surowców i wyrąb drzew. Ponownie ochroną objął Puszczę Białowieską w 1701 roku August II Mocny, wraz z puszczami Sokólską i Nowodworską przeznaczając je „na konserwacje puszcz, ostępów i zwierza”. Próbował on również unieważnić radziwiłłowskie wchody rębne oraz wchody rudne, jak sądzono wtedy szkodliwe dla bobrów. W XVIII wieku miała ponadto miejsce trwająca w latach 1765–1780 eksploatacja zasobów puszczy pod kierownictwem administratora ekonomii królewskich Antoniego Tyzenhauza. Więcej informacji o obydwu epizodach znajduje się w sekcji „Puszcza w rękach królewskich”.
Realizowana w okresie Polski królewskiej polityka ochrony i ściśle ograniczonej eksploatacji zasobów Puszczy Białowieskiej pozwoliła zachować jej walory przyrodnicze w stopniu nieporównywalnie lepszym niż w innych kompleksach leśnych umiarkowanej strefy Europy, nie pozostała jednak bez wpływu na środowisko przyrodnicze. Utrzymywanie przez wieki „wchodów sianożętnych” spowodowało na dużych obszarach dolin rzecznych powstanie zbiorowisk łąkowych kosztem naturalnych olsów, lasów łęgowych i zarośli wierzbowych. Zjawisko to jednakże poprawiło bazę pokarmową żubrów i być może ułatwiło ich przetrwanie w Puszczy. Przypadkowe pożary wzniecane przez pracujących z ogniem bartników oraz prawdopodobnie celowe, kontrolowane podpalenia runa przez leśnych pasterzy spowodowały na pewnych obszarach, szczególnie w południowej części Puszczy, rozwój luźnych, czysto sosnowych borów zwanych regionalnie bór-lado. Zbiorowiska te zaczęły stopniowo zanikać głównie na korzyść bardziej typowych borów mieszanych z udziałem świerka już w latach 20. XIX wieku wraz z ograniczeniem obu praktyk. Od dziesięcioleci obserwuje się też wzrost udziału lipy w drzewostanach, co związane jest z zaprzestaniem darcia z drzew tego gatunku łyka, które w dawniejszych wiekach było wykorzystywane przez miejscową ludność do produkcji różnych przedmiotów.

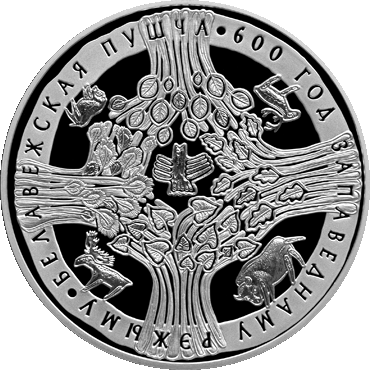
Moneta wydana przez Bank Białorusi upamiętniająca 600 lat ochrony Puszczy Białowieskiej

Pomimo rosnącej presji cywilizacji dość konsekwentnie prowadzona do końca XVIII wieku ochrona „ostępów” pozwoliła zachować pierwotny lub prawie pierwotny charakter znacznym partiom drzewostanów puszczańskich. Po rozbiorach i upadku Rzeczypospolitej zlikwidowano osokę, a puszczę podzielono i przekazano w ręce prywatne. Rozpoczął się okres nasilonych wyrębów, polowań i kłusownictwa. W kwestii konieczności otoczenia puszczy specjalną opieką wielokrotnie apelowali do administracji rosyjskiej naczelnik ekonomii brzeskiej Jan Szczepanowski, później leśniczy Krzysztof Engelghardt. Ich starania odniosły skutek dopiero po objęciu władzy przez cara Aleksandra I, który w roku 1802 przywrócił ochronę puszczy i żyjących w niej żubrów. Z czasem puszcza przyjęła podobną jak za czasów królewskich funkcję terenów łowieckich carów Rosji. Największe spustoszenia – masowe kłusownictwo i niekontrolowaną wycinkę pierwotnych drzewostanów, skąd pozyskano prawie 30 mln m³ drewna, przyniósł początek XX wieku, a negatywny wpływ człowieka utrzymał się także później. Rabunkową gospodarkę leśną prowadzono w różnych okresach do 1989 roku, łącznie w latach 1945–2000 wycięto w polskiej części kompleksu ok. 9 mln m³ drewna.
W XX wieku rozwinęły się jednak również i były realizowane idee kompleksowej ochrony walorów przyrodniczych Puszczy Białowieskiej. Od 1932 roku działa Białowieski Park Narodowy, jeden z pierwszych parków narodowych na świecie, a z czasem powołano też inne formy ochrony przyrody.

### Ochrona przyrody współcześnie
Puszcza Białowieska w roku 1986 została uznana za Obszar Chronionego Krajobrazu o powierzchni 860 km². Różnymi formami ochrony objęto ponad połowę puszczy. W 2001 istniały; 20 rezerwatów przyrody o łącznej powierzchni 3459,75 ha, dwie ostoje zwierząt chronionych, 93 strefy ochronne gniazd bociana czarnego i orlika krzykliwego, puchacza, włochatki i sóweczki. Daje to dodatkową ochronę lasów o pow. ok. 1800 ha, zaś ścisłą 560 ha . Do krajowego rejestru programu zabezpieczenia puli genowej wpisano 401 drzew. Ponad 1000 drzew uznano za pomniki przyrody.
Dopiero w roku 1994 ukazał się Projekt utworzenia Parku Narodowego Puszczy Białowieskiej, który zakładał objęcie statusem parku narodowego całej polskiej części Puszczy Białowieskiej. Projekt ten przekazał władzom prezes Polskiej Akademii Nauk. Po raz pierwszy przeprowadzono w nim analizę zniszczeń poczynionych w Puszczy Białowieskiej w XX wieku przez gospodarkę leśną. Równocześnie powstał „Leśny kompleks promocyjny” (526 km²) mający na celu ochronę substancji i walorów puszczy poza granicami Białowieskiego Parku Narodowego.
W roku 1977 UNESCO uznało Białowieski Park Narodowy za jeden ze światowych Rezerwatów Biosfery, a w 2005 obszar Rezerwatu Biosfery powiększono na cały obszar polskiej części Puszczy Białowieskiej. W 1979 BPN został wpisany przez UNESCO na Listę Światowego Dziedzictwa Ludzkości. W 1992 rozszerzono status obiektu dziedzictwa światowego na przylegający doń od wschodu fragment białoruskiego parku narodowego „Bieławieżskaja Puszcza”.

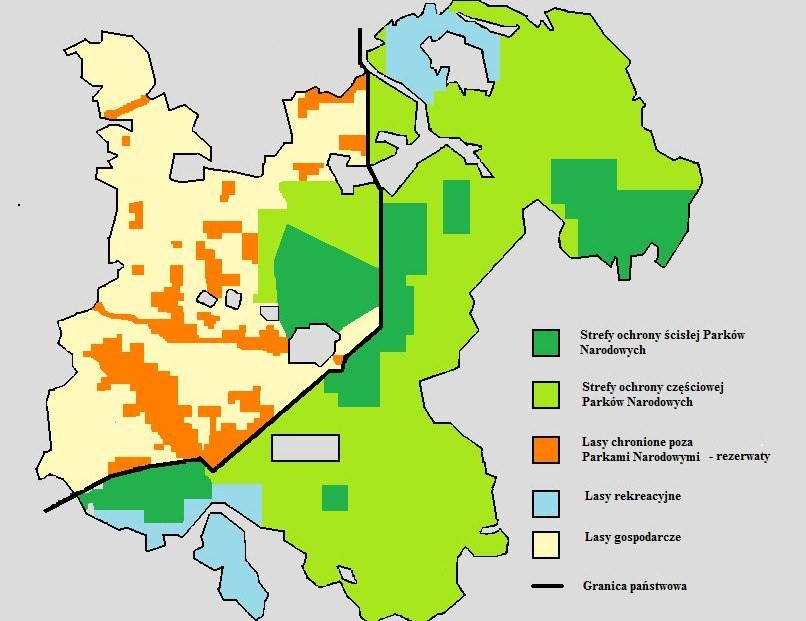
Sposoby ochrony i zagospodarowania lasów w Puszczy Białowieskiej. Większość oznaczonych na czerwono obszarów to tereny rezerwatu Lasy Naturalne Puszczy Białowieskiej

Rozporządzeniem Ministra Środowiska w roku 2003 powstaje rezerwat Lasy Naturalne Puszczy Białowieskiej. Obejmuje on obszar lasu o powierzchni 85,8 km², położonego na terenach nadleśnictw: Białowieża, Hajnówka i Browsk. Obszar rezerwatu składa się z 19 fragmentów. Rezerwat ma na celu zachowanie lasów naturalnych i zbliżonych do naturalnych, typowych dla Puszczy Białowieskiej łęgów i olsów oraz siedlisk leśnych z dominacją starych drzewostanów z dużym udziałem olszy, dębu, jesionu, a także licznych gatunków rzadkich i chronionych roślin zielnych, grzybów i zwierząt oraz utrzymanie procesów ekologicznych i zachowanie różnorodności biologicznej.
W kampanię ochrony przyrody Puszczy Białowieskiej jest zaangażowanych kilka organizacji pozarządowych (np. Polskie Towarzystwo Ochrony Pierwotnej Przyrody, Zielone Płuca Polski, Polskie Towarzystwo Ochrony Ptaków, Pracownia na rzecz Wszystkich Istot, Fundacja Greenpeace Polska,) oraz placówek naukowych (np. Instytut Biologii Ssaków PAN, Zakład Lasów Naturalnych IBL). Do najważniejszych celów realizowanych w latach 2010–2013 projektów ochrony puszczy należą:
- powiększenie obszaru parku narodowego na obszar całości puszczy,
- ochrona lasów i zbiorowisk bagiennych puszczy i ich renaturalizacja,
- ochrona żubra, rysia i wilka na obszarze puszcz: białowieskiej, knyszyńskiej, augustowskiej,
- ochrona populacji lęgowej orlika krzykliwego oraz bociana czarnego i żurawia.

Na uwagę zasługuje wdrażany projekt „Kraina Żubra”, którego głównymi celami są poprawa warunków życia żubrów w Puszczy Białowieskiej oraz stworzenie możliwości do ich rozprzestrzeniania się na inne obszary poza Puszczę. Drugim istotnym celem projektu jest podniesienie akceptacji gatunku wśród lokalnej społeczności. Wytyczenie i realizacja korytarzy ekologicznych ułatwi rozprzestrzenianie się żubrów na inne obszary leśne poza Puszczę Białowieską, łącząc tym samym istniejące już obszary leśne w jeden zwarty obszar ekologiczny. Pozwoli to na przepływ genów pomiędzy obecnie izolowanymi stadami żubrów w Puszczy Białowieskiej i Knyszyńskiej. Rozprzestrzenianiu się żubrów sprzyjać będzie również tworzenie nowych miejsc dokarmiania na terenie całej Puszczy. Lokalizacja korytarzy ekologicznych będzie określona na podstawie wyników audytu ekologicznego i zostanie następnie przedstawiona właściwym władzom w celu ujęcia korytarzy ekologicznych w planach zagospodarowania przestrzennego oraz planach ochrony. Większość działań projektu jest nakierowana na poprawę bazy żerowej i dostępności wody. Ma to zachęcić żubry do rozprzestrzeniania się oraz zmniejszyć ich zależność od dokarmiania zimowego.

### Stare drzewa

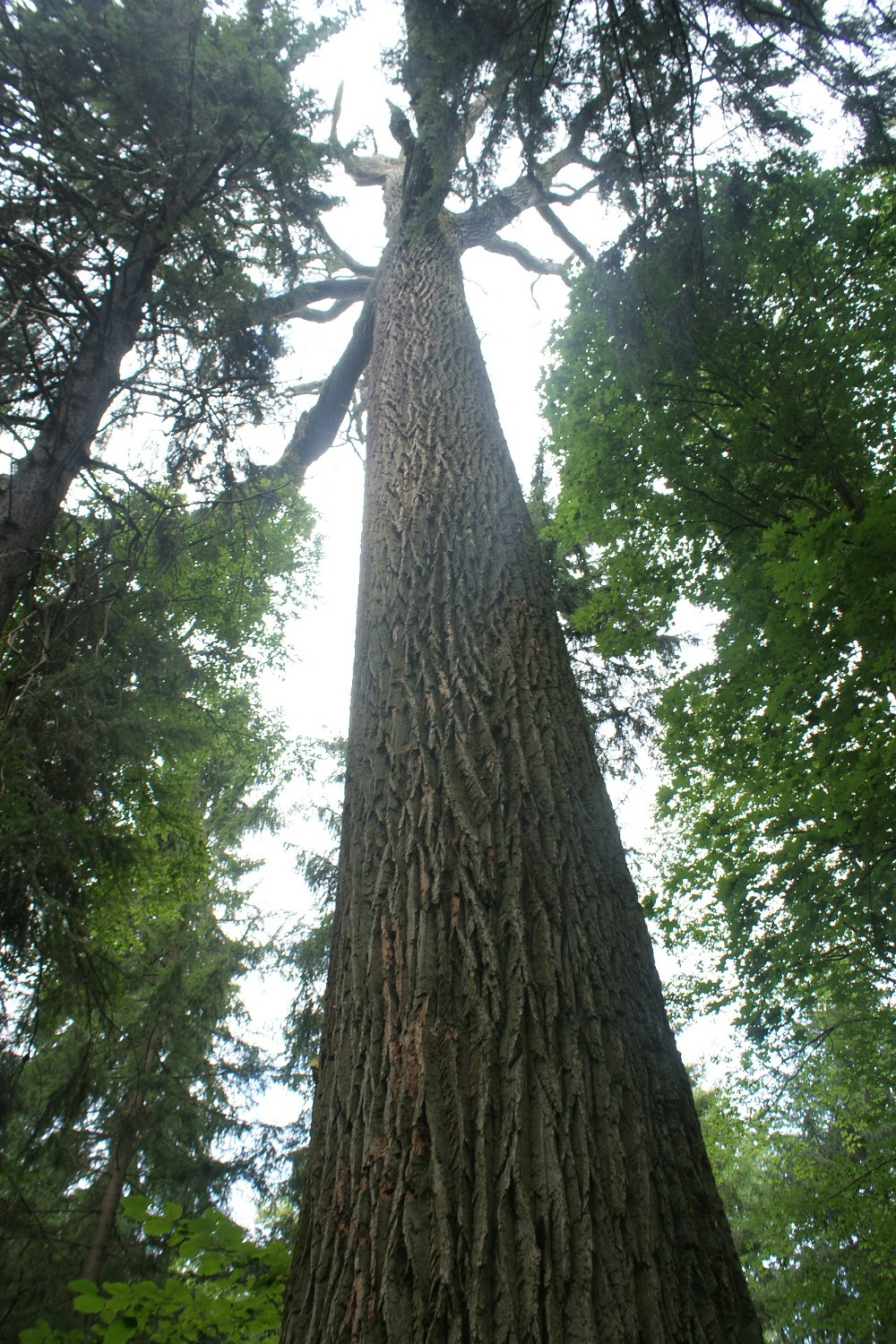
Martwy już obecnie pomnikowy dąb Król Nieznanowa o typowym dla białowieskich drzew strzelistym pokroju

Wiekowe drzewa w Puszczy Białowieskiej osiągają rzadko spotykane gdzie indziej rozmiary oraz przybierają specyficzny pokrój, cechując się potężnymi, strzelistymi pniami i niewielkimi, wysoko położonymi koronami. Zjawisko to dotyczy między innymi lipy drobnolistnej, jesiona wyniosłego czy dębu szypułkowego.
Maksymalne odnotowane na terenie Białowieskiego Parku Narodowego wysokości oraz obwody pnia (na wysokości 130 cm) wybranych gatunków drzewiastych to dla świerka 51,8 m (Świerk Olbrzym – 484 cm, zob. też Świerk Gigant, Świerk Kolumnowy), dębu szypułkowego 43,6 m (741 cm), lipy drobnolistnej 37,2 m (585 cm), jesionu wyniosłego 44,4 m (531 cm), a dla sosny 43,2 m (360 cm). Potężne, nieraz nawet wyższe lub grubsze od wymienionych drzewa rosną jednak również poza granicami Parku Narodowego. Ponad 1000 z obecnych na terenie puszczy okazałych lub mających znaczenie historyczne drzew objęto ochroną jako pomniki przyrody. Niektóre z nich to np. Dąb Maciek, Dąb Wielki Mamamuszi, Dąb Król Nieznanowa, Dąb Imperator Południa, Dąb Imperator Północy, Dąb Krzyż Południa, Dąb Kongresowy, Dąb Strażnik Zwierzyńca, Dąb Beczka, Dąb Car, Dąb Jagiełły i Dąb Małgosi oraz najwyższy znany dąb szypułkowy w Europie – Dąb Agnieszki.
Znaczenie starych drzew Puszczy Białowieskiej przekracza jednak ich wartość dydaktyczną i estetyczną. Ze względu na fakt, że do 1888 roku nie stosowano sztucznych odnowień drzewostanów, uznaje się, że drzewa o wieku ponad 150 lat są rodzimego pochodzenia i reprezentują lokalną pulę genową, ukształtowaną na drodze trwającej tysiące lat naturalnej selekcji. Pozyskany z nich wysokiej jakości materiał szkółkarski może mieć duże znaczenie przy zakładaniu lasów w regionie oraz całej Polsce, może on też posłużyć do określenia standardu genetycznego potrzebnego do selekcji sadzonek pochodzących z innych źródeł. Na terenie puszczy zinwentaryzowano ponad dwa tysiące drzew różnych gatunków, spełniających istotną rolę w ochronie zasobów genowych, znaczna ich część została objęta ochroną jako pomniki przyrody. Jednak ze względu na powolne zamieranie najstarszych okazów, pochodzących z okresu przed wprowadzeniem nowoczesnej gospodarki leśnej, taka ochrona jest niewystarczająca. Obecnie dla dwóch gatunków, świerka pospolitego i sosny, prowadzi się „archiwa klonów” – specjalistyczne hodowle szczepionych zrazów pobranych od wartościowych drzew puszczańskich.

### Zanikanie bioróżnorodności
Mimo kompleksowej ochrony Puszczy Białowieskiej, wskutek zmian klimatycznych, hydrologicznych i antropogenicznych nastąpiły i następują zmiany w ekosystemach puszczy. Do niekorzystnych postępujących zmian należy ubożenie bioróżnorodności. Charakteryzuje się ono powolnym zanikiem poszczególnych populacji zwierząt, aż do ich wymarcia.
Sytuacja taka miała miejsce np. z żubrem, który ocalał wysiłkiem człowieka. Abstrahując od wymarcia tura i tarpana w przeszłości, to na przestrzeni ostatnich 15 lat (1995–2010) z obszaru Puszczy Białowieskiej zniknęły: bączek, orlik grubodzioby, pustułka, sokół wędrowny, głuszec, puszczyk mszarny, sowa błotna, kraska, dzierlatka. Czyli w okresie 15 lat zanikło 3,4% awifauny Puszczy Białowieskiej. W podobnym tempie (1,7–4,5%) zanika liczebność najbardziej zagrożonych gatunków ptaków (szczegóły na diagramie obok). Maleją też populacje dużych ssaków takich jak np. ryś, wilk i łoś, gdzie np. szacuje się, że populacja rysia w Puszczy spadła o ok. 30–40%. W przypadku ptaków, w okresie 15 lat liczebność bociana czarnego spadła o 68%, dzięcioła trójpalczastego – 56%, orlika krzykliwego – 51%, dzięcioła czarnego – 47%, kropiatki – 46%, muchołówki białoszyjej – 41%, bociana białego – 41%, dzięcioła białogrzbietego – 39%, muchołówki szarej – 33%, derkacza – 26%.

### Katalog zagrożeń

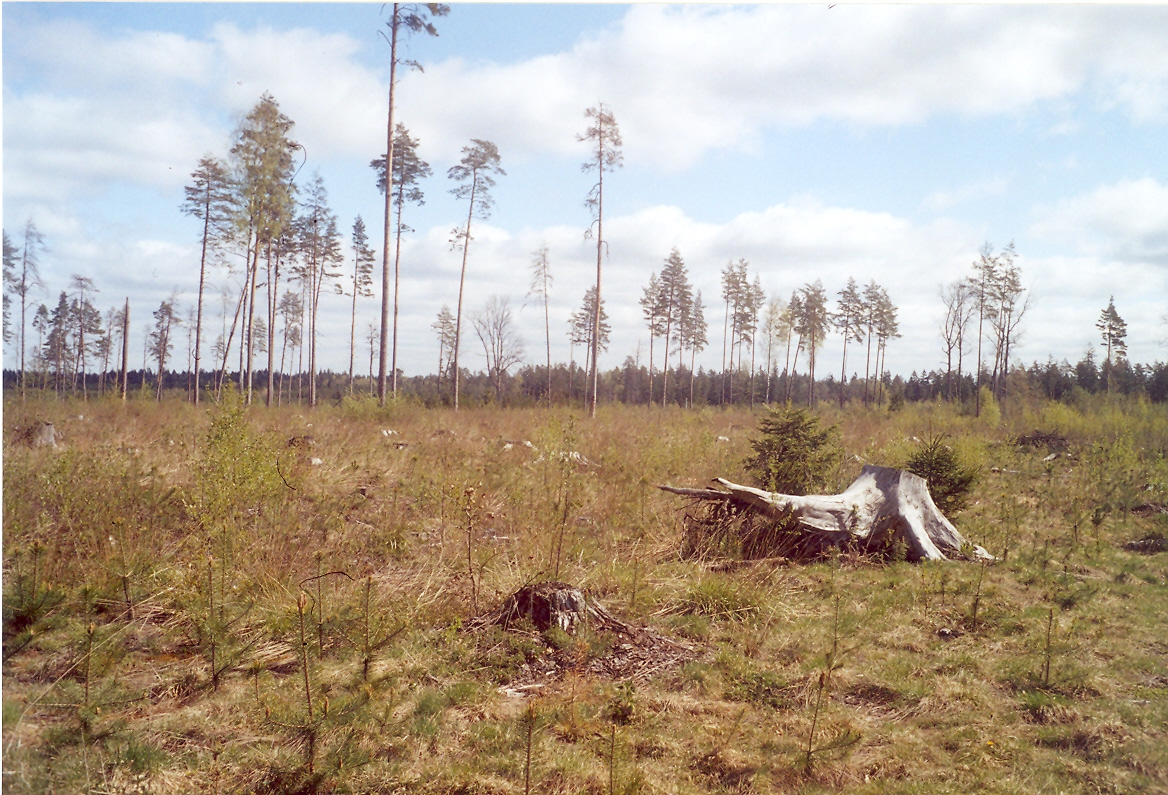
Zrąb w okolicach Białowieży. Zbyt intensywna gospodarka leśna może być jednym z zagrożeń Puszczy Białowieskiej

Złożone ekosystemy Puszczy Białowieskiej zagrożone są zarówno z powodu bezpośredniej ingerencji człowieka (np. zbyt intensywne pozyskiwanie drewna), jak i pośrednich efektów jego działalności na samym obszarze, jak i na terenach przyległych (np. zanieczyszczenia, odwadnianie z powodu melioracji i prostowania dolin rzecznych). Niektóre elementy bioróżnorodności, takie jak gatunki związane z siedliskami łąkowymi, wymagają jednak obecnie zachowania tradycyjnej gospodarki, w tym ekstensywnego koszenia i spasania polan śródleśnych. Do głównych zagrożeń Puszczy Białowieskiej mających wpływ na stan flory i fauny oraz kondycje siedlisk przyrodniczych zalicza się między innymi:
- presję urbanizacyjną na polany puszczańskie oraz otulinę puszczy
- obniżanie się poziomu wód gruntowych, zwłaszcza w dolinach rzecznych
- zarastanie dolin rzecznych wskutek ich osuszenia i wstrzymania koszeń
- izolacje kompleksu względem innych dużych obszarów leśnych (brak korytarzy ekologicznych)
- zmniejszanie się powierzchni i rozdrobnienie starych drzewostanów oraz pozyskiwanie drewna w drzewostanach bagiennych
- usuwanie martwych i zamierających drzew oraz niedostateczna ilość żywych drzew dziuplastych
- usuwanie próchnowisk lub ich konserwacja przy pomocy środków chemicznych
- zaniechanie koszenia łąk oraz wypasu na polanach śródleśnych (w konsekwencji ich zarastanie) lub zbyt intensywna gospodarka łąkarska, w tym nawożenie i podsiewanie łąk mieszankami traw
- zarastanie płatów świetlistej dąbrowy
- zalesianie naturalnie powstających luk w drzewostanach
- zacienianie stanowisk sasanki otwartej
- zarastanie otwartych powierzchni ze szczodrzeńcem oraz śródleśnych składnic drewna
- możliwość przypadkowego niszczenia roślinności przy zrywce lub innych pracach leśnych
- grodzenie upraw leśnych siatką drucianą (fragmentacja siedlisk większych ssaków)
- potencjalne nadmierna eksploatacja łowiecka populacji sarny, jeleni i dzików oraz kłusownictwo
- potencjalny odłów w celach kolekcjonerskich zagrożonych i chronionych gatunków owadów
- inwazyjne metody i niewłaściwe oznakowanie powierzchni prac badawczych
- zanieczyszczenie wód Leśnej i Narewki przez ścieki i nawozy, zarastanie starorzeczy lub ich przekształcanie w stawy rybne
- osuszanie się i zarastanie miejsc rozrodu traszki grzebieniastej i kumaka nizinnego
- przebudowa lub likwidacja piwnic ziemnych we wsiach puszczańskich (utrata kryjówek dziennych i zimowych mopka) oraz uszczelnianie wież obiektów sakralnych (utrata miejsc lęgowych płomykówki i pójdźki)

## Wartość naukowa puszczy
Puszcza Białowieska, a w szczególności jej najlepiej zachowane i wyłączone z użytkowania fragmenty, ma unikalne znaczenie dla poznania ekologii lasów strefy umiarkowanej. Wyniki prowadzonych często nieprzerwanie od dziesięcioleci badań mają charakter modelowy i mogą służyć jak punkt odniesienia dla wyników badań prowadzonych w innych, bardziej przekształconych kompleksach leśnych Europy, a w niektórych aspektach odnoszone są do badań dziewiczych lasów Ameryki Środkowej czy Afryki. Zbiera się informacje na temat składu gatunkowego zespołów leśnych, ich zależności względem typu i wilgotności podłoża, stabilności i dynamiki sukcesji, zdolności samorzutnego odnawiania się poszczególnych gatunków drzewiastych czy charakteru stref przejściowych pomiędzy fitocenozami różnych typów. Dużo uwagi poświęca się procesowi zamierania drzew i roli martwego drewna w lesie. Przestrzenna złożoność środowiska i liczne występowanie takich struktur jak wykroty, złomy czy stojące martwe drzewa pozwalają badać pierwotne preferencje ptaków względem miejsc gniazdowania. Wielkie bogactwo gatunkowe Puszczy Białowieskiej daje możliwość poznawania zależności zachodzących między równymi organizmami w ich naturalnym środowisku, w tym czynników regulujących liczebność populacji owadów uznawanych za groźne szkodniki leśne. Opisano kilkadziesiąt gatunków nowych dla nauki, np. w latach dziewięćdziesiątych XX wieku w ramach dokładnego badania jednego tylko oddziału leśnego o powierzchni 140 ha opisano 5 nieznanych wcześniej nauce gatunków grzybów. Natomiast w 2011 na podstawie okazu odłowionego w pobliżu miejscowości Podolany opisano nowy gatunek motyla z rodziny molowatych – Monopis bisonella, którego nazwa gatunkowa nawiązuje do występujących na tym terenie żubrów.

## Dzieje puszczy

### Powstanie
Z końcem plejstocenu, a początkiem holocenu (11 tys. lat temu) obszary dzisiejszej Puszczy Białowieskiej wyglądały jak dzisiejsze tereny przejściowe pomiędzy tundrą a tajgą. Wówczas Puszczę Białowieską porastała roślinność zimnolubna: wierzba zielna (Salix herbacea), brzoza karłowata (Betula nana), dębik ośmiopłatkowy (Dryas octopetala), bylice (Arthemisia), trawy, mchy i porosty.
W tym okresie na tych obszarach żyły: mamut włochaty (Mamuthus primigenius) nosorożec włochaty (Coleodonta antiqitatis) piżmowół (Ovibos moschatus) niedźwiedź jaskiniowy (Ursus spelaeus) jeleń olbrzymi (Megaloceros giganteus).

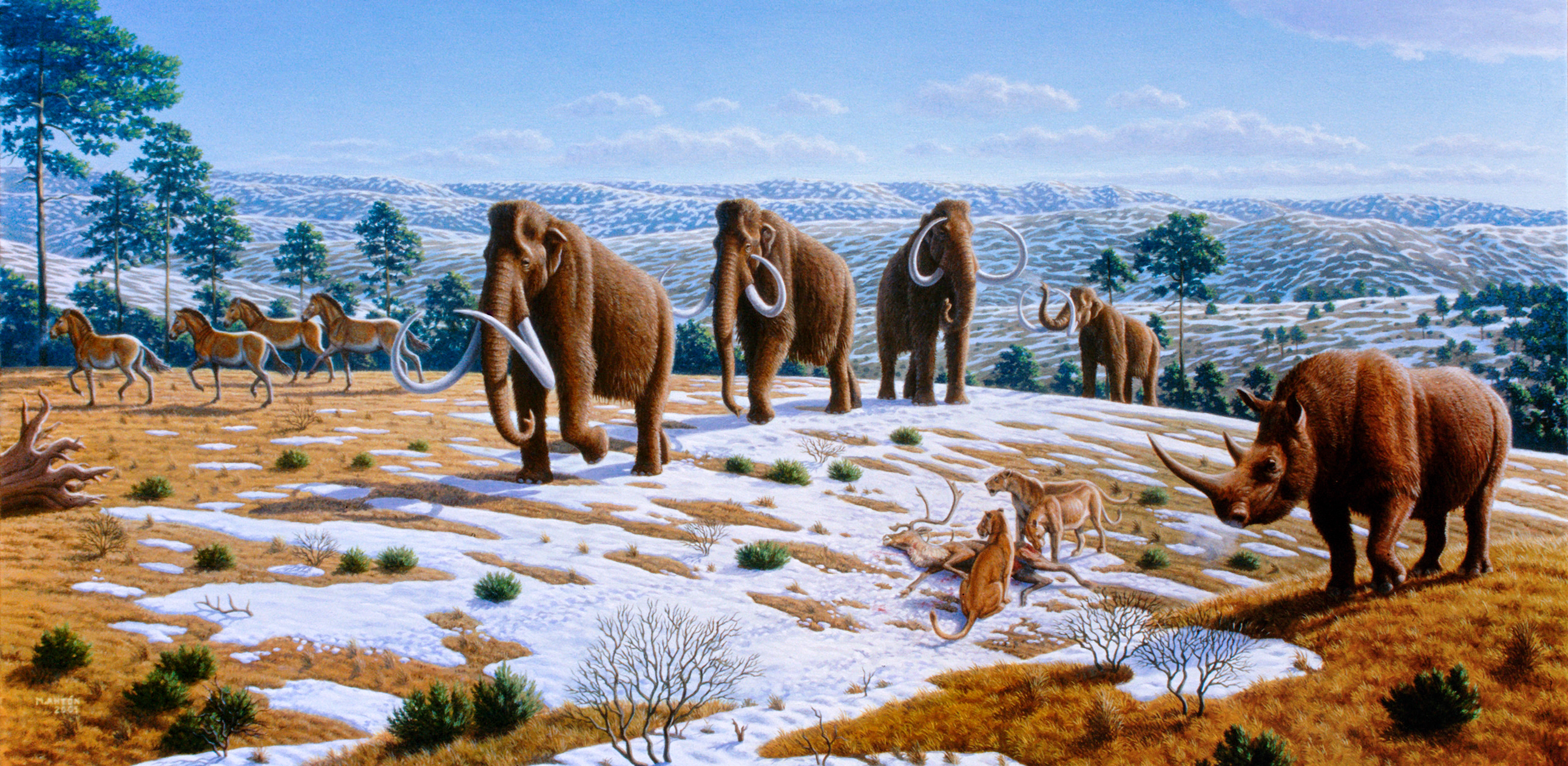
Mamuty w plejstocenie – rekonstrukcja

W końcu epoki lodowcowej przed 10 tysiącami lat zniknęli również olbrzymi roślino- i mięsożercy. Niedługo potem obszar ten objęły gatunki roślin mogące się przystosować do wymagających warunków, głównie drzewa iglaste: świerki, sosny, sosny limby, jodły syberyjskie, modrzewie, lecz także – najczęściej drobnolistne – liściaste: brzozy, osiki, olsze, jarzęby, które dzięki niewrażliwości na zimno oraz symbiozie z porostami i grzybami mogły współżyć na tym początkowo jałowym podłożu. W ciągu kolejnych pięciu tysiącleci pojawiły się dodatkowo takie gatunki jak wiązy, dęby, jesiony, graby i lipy. Te drzewa są i dziś charakterystyczne dla Puszczy Białowieskiej i mają znaczący wpływ na jej dzisiejszy kształt. I dzisiaj lasy puszczy są przekształcane wskutek warunków klimatycznych i hydrologicznych. Charakteryzuje się to powolnym zanikiem lasów o charakterze syberyjskim na korzyść lasów środkowoeuropejskich.

### Ślady człowieka
Przypuszcza się, że po ustąpieniu zlodowacenia (8–10 tys. lat temu) niewielkie, wędrowne łowieckie plemiona, przemierzały dawne obszary tworzącej się Puszczy Białowieskiej dolinami niedawno powstałych rzek Narwi i Narewki. W okresie wiosenno-letnim wędrowały one na północ, natomiast jesienią zmierzały w kierunkach południowych.
Najstarsze ślady obecności człowieka już osiadłego, uprawiającego rolę w Puszczy Białowieskiej i jej okolicach pochodzą z neolitu, czyli sprzed około 4500 lat. Świadczą o tym odnalezione proste narzędzia z krzemienia, toporki kamienne oraz resztki naczyń. Z neolitu pochodzą także dwie osady, odkryte w 1923 roku w pobliżu wsi Rudnia oraz pomiędzy miejscowościami Krynica i Kupicze.

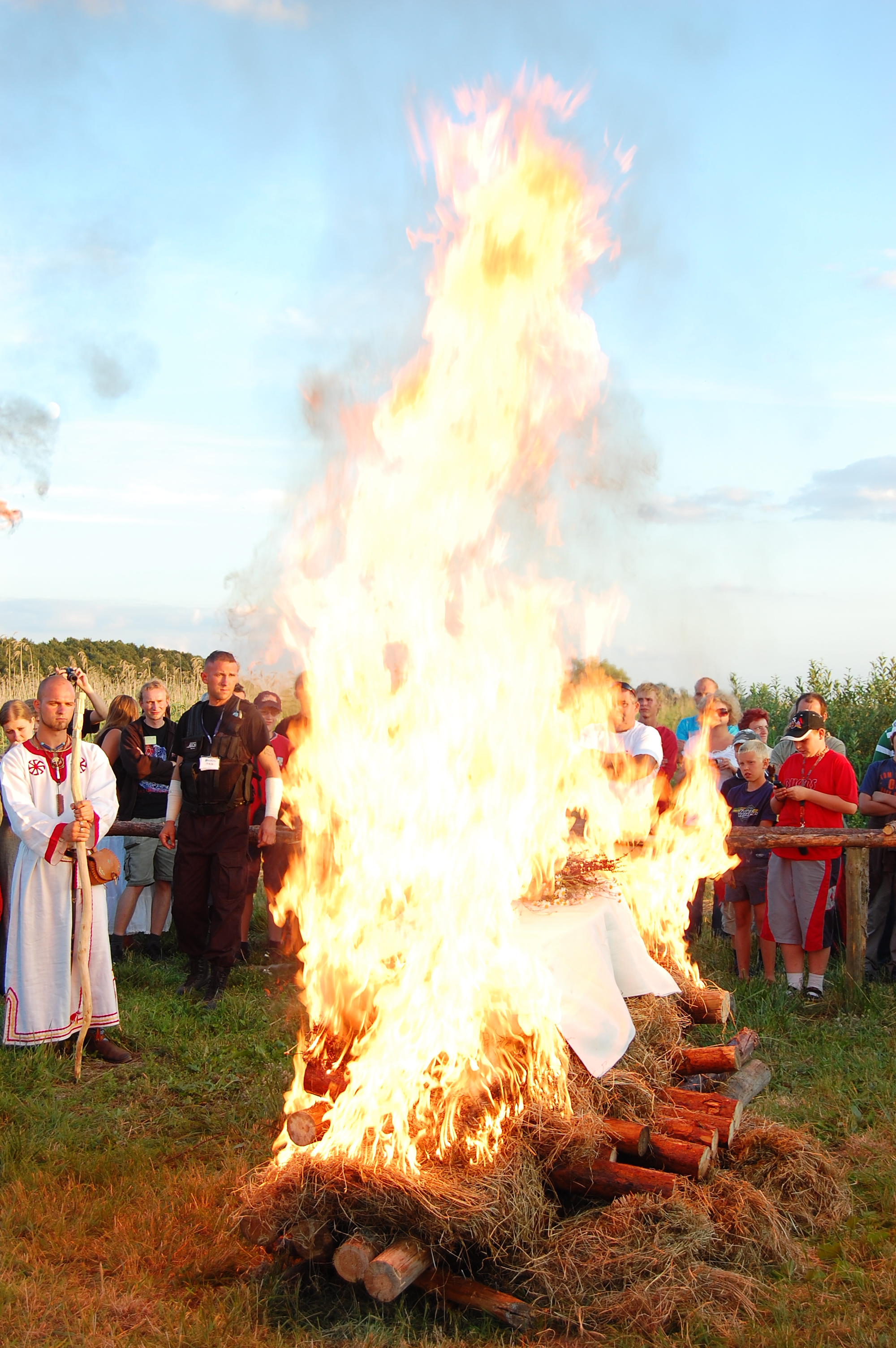
Rekonstrukcja ciałopalenia

W okresie od II-I wieku p.n.e. do IV-V wieku n.e. na terenie puszczy istniały osady noszące ślady mieszanych wpływów kultur ceramiki kreskowanej i przeworskiej, a następnie kultury wielbarskiej. Jedna z takich osad, pochodząca z przełomu I wieku p.n.e. i I wieku n.e., została znaleziona na polanie łowieckiej „Berezowo” (Nadleśnictwo Białowieża). Odkryto tam także pozostałości dymarek do wytopu żelaza z rudy darniowej, zabytki żelazne i ceramiczne oraz kości bydła domowego i jeleni. Wskazuje to na to, że oprócz łowiectwa i hodowli ludność tego terenu zajmowała się lokalnym pozyskiwaniem rudy oraz wypalaniem węgla drzewnego niezbędnego do wytopu żelaza. Doprowadziło to do nieznacznego ubytku w powierzchni lasów, jednakże po okresie starożytnym nastąpiła przerwa w osadnictwie, co umożliwiło ich odnowę.
Z tego okresu pochodzą dwa znalezione do tej pory puszczańskie cmentarzyska pozostawione przez przedstawicieli kultury wielbarskiej. Pierwsze z nich to odosobniony grób szkieletowy dziecka z III-IV wieku, znaleziony w żwirowni na uroczysku „Hajduki”, przy drodze z Białowieży do Narewki. Może być to jednak tylko fragment cmentarzyska, które zostało zniszczone podczas wykopywania piasku. Drugie znalezisko to cmentarzysko ciałopalne z III-V wieku, znalezione na terenie uroczyska „Wielka Kletna” w samym Białowieskim Parku Narodowym. Prawdopodobnie zawiera ono 60–70 grobów płaskich rozmieszczonych na dawnej śródleśnej polanie. W pobliżu Puszczy Białowieskiej znajdują się jeszcze trzy inne cmentarzyska kultury wielbarskiej, zawierające ciałopalne groby kurhanowe lub płaskie.
Duża ilość przedmiotów obcego pochodzenia znaleziona w grobach może świadczyć o istniejącej wówczas sieci dróg, z kolei stały, kilkuprocentowy udział pyłków roślin rosnących na terenach otwartych (głównie traw) oraz antropogennych (związanych z człowiekiem) z I-IV wieku, wskazuje na niewielki stopień jej odlesienia w tamtym okresie. Oznacza to, że na terenie Puszczy Białowieskiej i w jej okolicach, w tamtym okresie, istniały pojedyncze niewielkie plemiona. Na terenie Puszczy znaleziono również datowane na okres wpływów rzymskich grodzisko oraz ślady niewielkich pól uprawnych. Między połową V i początkiem VII wieku funkcjonowały na terenie puszczy osady kultury praskiej, która jest wiązana z pierwszą słowiańską kulturą archeologiczną.

### Wyodrębnianie terenów puszczy

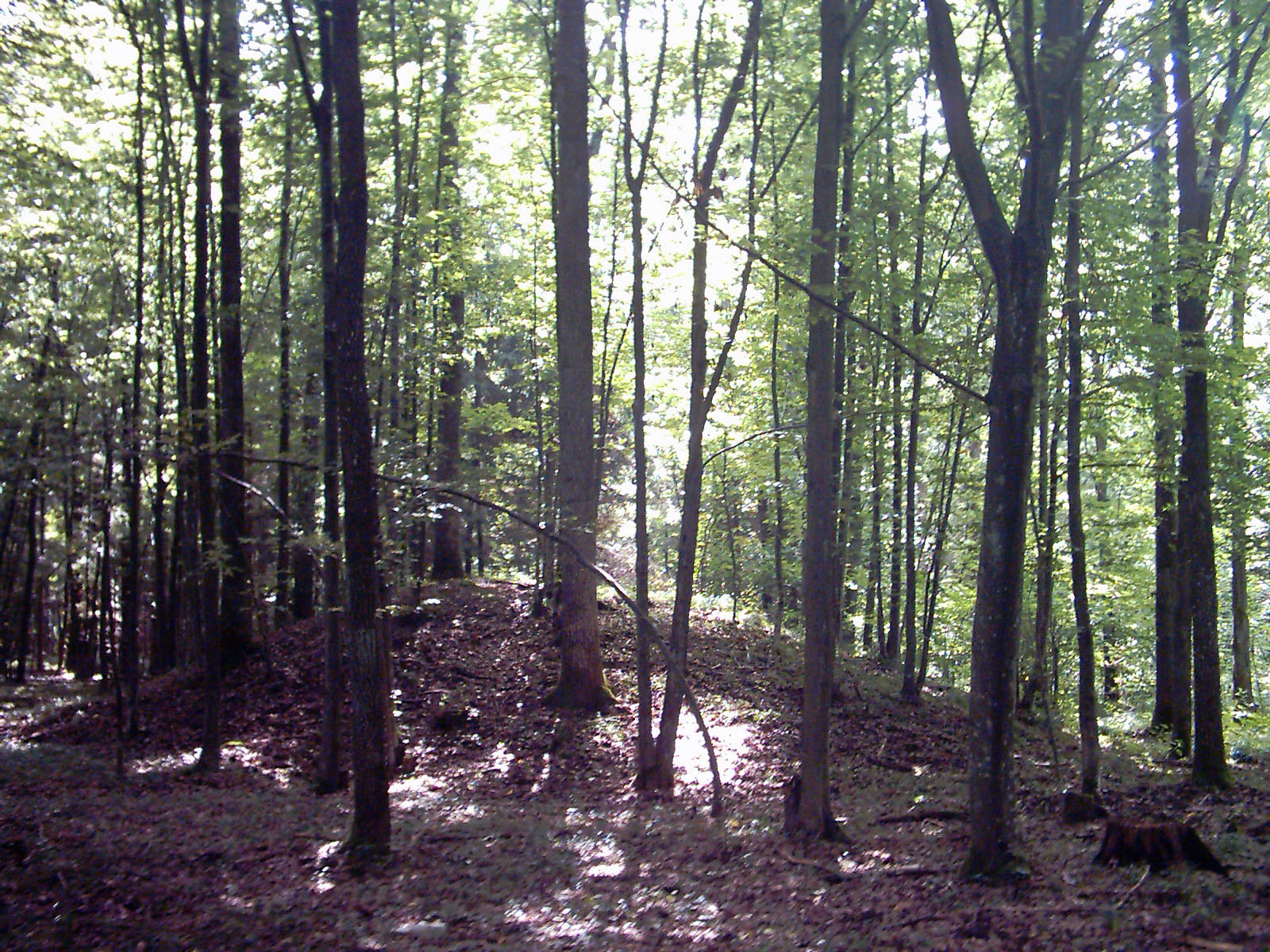
Jeden z kurhanów w kwartale 387C

We wczesnym średniowieczu, do XIII wieku, Puszcza Białowieska nie stanowiła wyodrębnionego kompleksu leśnego i łączyła się z puszczami okolic Grodna i Polesia. Docierało tam rozproszone osadnictwo z Litwy, Mazowsza i prawdopodobnie Jaćwingowie, o czym mogą świadczyć zachowane do dziś niektóre bałtyckie nazwy miejscowe. W XV wieku dokonano podziału puszcz, przydzielając je do dworów książęcych. Obecna Puszcza Białowieska została rozdzielona między dwory w Bielsku, Kamieńcu i Wołkowysku. Stąd też pojawiły się nazwy: Puszcza Bielska, Kamieniecka i Wołkowyska. Północny fragment Puszczy Kamienieckiej zaczęto nazywać Puszczą Białowieską (od nazwy dworu Białowieży). Rozwój osadnictwa spowodował zagładę Puszczy Bielskiej (jedyną jej pozostałością jest obecna, mała Puszcza Ladzka). Puszcza Wołkowyska rozpadła się na mniejsze jednostki: (m.in.) Puszczę Świsłocką, Mścigobowską i Jałowską. Puszcza Jałowska przestała istnieć w wyniku osadnictwa, a prywatną Puszczę Świsłocką (należącą do rodziny Tyszkiewiczów ze Świsłoczy) przyłączono w 1832 do Puszczy Białowieskiej.
Tak więc obecna Puszcza Białowieska składa się z ocalałych fragmentów dawnych puszcz Białowieskiej, Ladzkiej i Świsłockiej.
Początkowo Puszcza Białowieska należała do województwa trockiego. W 1513 znalazła się w granicach nowo utworzonego województwa podlaskiego, z którego w 1566 wydzielono województwo brzeskolitewskie, obejmujące tereny Puszczy. Po unii lubelskiej (1569) województwo podlaskie przyłączono do Korony i zachodnim skrajem Puszczy Białowieskiej biegła granica między Polską a Wielkim Księstwem Litewskim.

### Puszcza w rękach królewskich
Polowanie i osiedlanie się w puszczy było zabronione dla miejscowej ludności, a możliwość korzystania z jej zasobów takich jak np. drewno opałowe czy owoce runa leśnego była ograniczona i odpłatna. Dla szlachty i duchowieństwa korzystanie z dóbr puszczy (np. barci, siana z polan, drewna) wymagało zdobycia specjalnego przywileju zwanego prawem wchodów. Od XV wieku istniała specjalna służba leśna zwana osoką strzegąca lasów i kontrolująca wchody.

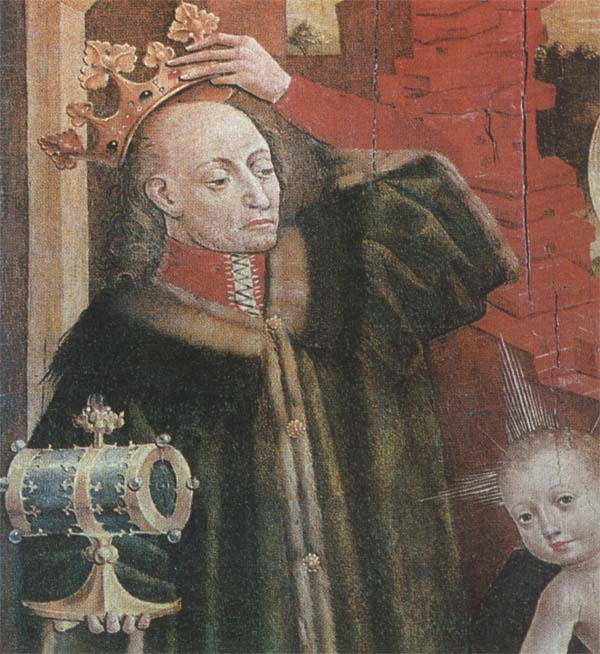
Pierwszą pisaną wzmianką o Puszczy Białowieskiej jest opis polowania Władysława Jagiełły z 1409 roku

Już na początku XV wieku w Puszczy Białowieskiej istniał królewski dwór myśliwski a sama puszcza prawdopodobnie wielokrotnie była miejscem łowów Władysława Jagiełły. Dwa z tych polowań zostały opisane w „Kronikach Sławnego Królestwa Polskiego” Jana Długosza. Pierwsze z nich miało miejsce w grudniu 1409 roku, kiedy to król przybył do Białowieży przez Kamieniec z Brześcia, gdzie uczestniczył w naradzie wojennej z wielkim księciem Witoldem Kiejstutowiczem, podkanclerzem koronnym Mikołajem Trąbą i chanem tatarskiej Złotej Ordy Tochtamyszem. Celem ośmiodniowych łowów było zdobycie zapasów żywności na potrzeby planowanej wojny z Zakonem Krzyżackim, a pozyskaną dziczyznę solono w beczkach i spławiano do Płocka. Prawdopodobnie wyłapywano też wtedy tarpany, służące potem jako konie bojowe w wojskach litewskich. Drugie udokumentowane polowanie Jagiełły w Puszczy Białowieskiej odbyło się w styczniu 1426 roku, kiedy król wraz z królową Zofią ukrywali się tam przed epidemią dżumy. Według przekazu Długosza podczas tego pobytu siedemdziesięcioletni wtedy Jagiełło złamał nogę w trakcie polowania na niedźwiedzia.
Za czasów Zygmunta Starego zbudowano nowy dwór myśliwski, w którym król przebywał w drodze na koronację z Wilna przez Krynki i Rudnię do Krakowa przez Mielnik w grudniu 1506 roku. W 1538 król ten wydał specjalne prawo dotyczące organizacji polowań królewskich i zabraniające wszelkich innych łowów w Puszczy Białowieskiej. Wchodząc do puszczy nie wolno było mieć ze sobą psa ani broni. Za zabicie grubej zwierzyny groziła kara śmierci.

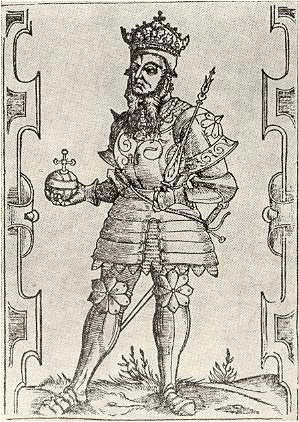
Zygmunt August, ostatni z Jagiellonów, polował w Puszczy Białowieskiej w 1546 roku

Królewicz Zygmunt August przebywał w Puszczy Białowieskiej w dniach od 18 do 27 stycznia 1546 przyjeżdżając z Wilna drogą przez Wołkowysk i Mścibów. Początkowo prowadził w białowieskim dworze ożywioną działalność kancelaryjną, następnie przez kilka dni polował w otoczonych ostępach zwanych kletnami, jako pierwszy z polskich władców używając do polowań broni palnej. Po zakończonych łowach rozkazał wysłać na Wawel w prezencie dla swoich rodziców króla Zygmunta Starego i królowej Bony Sforzy trzydzieści pięć beczek solonej dziczyzny. Powrócił do Wilna kierując się przez Rudnię do Krynek Drogą Browską.
Dwór królewski znajdował się przy przeprawie przez rzeczkę Łutownia na terenie uroczyska Stara Białowieża i został przeniesiony, przypuszczalnie w czasach Stefana Batorego, na teren obecnej Białowieży. Król Stefan Batory przebywał w puszczy od 6 do 10 stycznia 1581, do której przybył jadąc przez Krynki, Kołodzieżną, Narewkę i odjechał drogą w kierunku na Kleszczele. Król przebywał w puszczy także we wrześniu 1584 roku, ponieważ wtedy napisał list do kanclerza, w którym jako miejsce wystawienia wymieniono Białowieżę. Źródła historyczne wspominają też, że w puszczy polował hetman Jan Zamoyski, który otrzymał na to specjalne jednorazowe zezwolenie.
W czasach panowania króla Zygmunta III Wazy w roku 1589, po rozdzieleniu dóbr królewskich od publicznych, Puszczę Białowieską zaliczono do tzw. królewskich dóbr stołowych. Po raz pierwszy król Zygmunt III Waza przebywał w Białowieży w grudniu 1588 roku i pobyt ten trwał dwa tygodnie. Następnie król przebywał w puszczy w lutym 1591 roku, a orszak składał się z dwóch karet i 14 wozów. Kolejny raz król Zygmunt III Waza przebywał w puszczy w styczniu 1597 roku. W styczniu 1620 roku król ponownie przebywał w Białowieży i z tego powodu dwór rok wcześniej wyremontowano.
Brak jest dokumentów jednoznacznie potwierdzających polowania króla Władysława IV Wazy w Puszczy Białowieskiej, poza wzmianką o pobycie w 1643 roku, jednak jego urzędnicy wydali zakaz dalszego powiększania polany białowieskiej oraz nakazali jej częściowe zalesienie, aby utrzymać dogodne do polowań ostępy w bezpośredniej bliskości dworu myśliwskiego.
Za czasów Jana Kazimierza odnotowano pobyt króla na polowaniu we wrześniu 1650 roku. W tym czasie z powodu toczących się wojen nastąpiło osłabienie ochrony puszczy i znacznie nasiliło się kłusownictwo. W 1663 roku doszło do starcia grupy kłusowników i służb leśnych, w wyniku czego zginął jeden z osoczników Nazar Hołoskowicz. Najazdy wojsk, głód i epidemia dżumy doprowadziły do wyludnienia okolicznych wsi i zarastania lasem pół uprawnych. Zniszczono również w tym okresie znajdujący się w Białowieży dwór myśliwski Wazów.
Po objęciu władzy przez Jana III Sobieskiego należące do króla grunty rolne na terenie puszczy przekazano w dzierżawę młynarzom z Białowieży, co miało zapobiec ich zarastaniu. Również w tym okresie pierwszy raz rozpoczęto przemysłowe wykorzystanie zasobów puszczy. W 1675 roku Jan Sobieski podpisał kontrakt z sędzią Piotrem Przebędowskim zezwalając mu na wyrąb sosen, dębów i jesionów oraz produkcje smoły drzewnej i potażu w dowolnym zakresie – „według upodobania swego...”, z wyłączeniem jednak z użytkowania najlepiej zachowanych ostępów zwierzynnych. Zezwolono też na pozyskanie ptactwa, drobnej zwierzyny i sześciu jeleni rocznie. W 1678 roku kontrakt przedłużono o trzy lata, jednak ze względu na poczynione przez Przebędowskiego zniszczenia ograniczono wytwarzany asortyment do smoły drzewnej, potażu oraz dębiny na beczki, a obszar działalności obejmował tylko siedem ostępów wskazanych przez leśniczego. W 1691 roku król zawarł też z Bartłomiejem Sardim trzyletni kontrakt umożliwiający wyrąb sosen i wypalanie potażu. Ponadto Radziwiłłom oraz podstolemu brzeskiemu Stanisławowi Tyszkowskiemu potwierdził wcześniej istniejące lub nadał nowe wchody rębne.

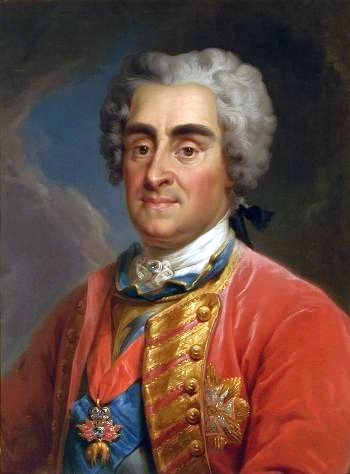
August II Mocny

Do tradycji wielkich królewskich polowań i ochrony puszczy powrócono w czasach saskich. W 1701 roku August II Mocny ponownie objął puszcze ochroną wyłączając ją całkowicie z użytkowania gospodarczego oraz czynił starania aby unieważnić przywileje wchodowe, w szczególności te umożliwiające wycinkę drzew. W Puszczy zakazano wypasu bydła, tworzenia nowych kolonii, palenia ognia i ścinania żywych drzew. Zwiększono również kompetencje służb leśnych walczących z kłusownictwem oraz odbudowano dwór myśliwski w Jamnie. Z okresu panowania Augusta II pochodzą pierwsze wzmianki o przeznaczeniu części łąk puszczańskich na produkcję paszy zimowej dla żubrów. Legenda głosi, że August II chadzał w pojedynkę na niedźwiedzia i w 1705 omal nie zginął podczas takiej „przechadzki” po lesie.
August III Sas przyjeżdżał na łowy do Puszczy Białowieskiej wraz z dużą świtą i gośćmi z zagranicy. Odnotowano jego wizyty w 1744 i 1752 roku. Król rozbudował dwór myśliwski na terenie dzisiejszego Parku Pałacowego i założony przez Stefana Batorego zwierzyniec. Kontynuował on też politykę ochrony puszczy – utworzył pięć nowych wsi osockich oraz sprowadził do niej strzelców. Ponadto w czasach Augusta III próbowano dokonać w Saksonii reintrodukcji żubrów na bazie osobników z Puszczy Białowieskiej. Świadectwem jednego z wielkich polowań tego okresu jest obelisk z 1752 o treści:

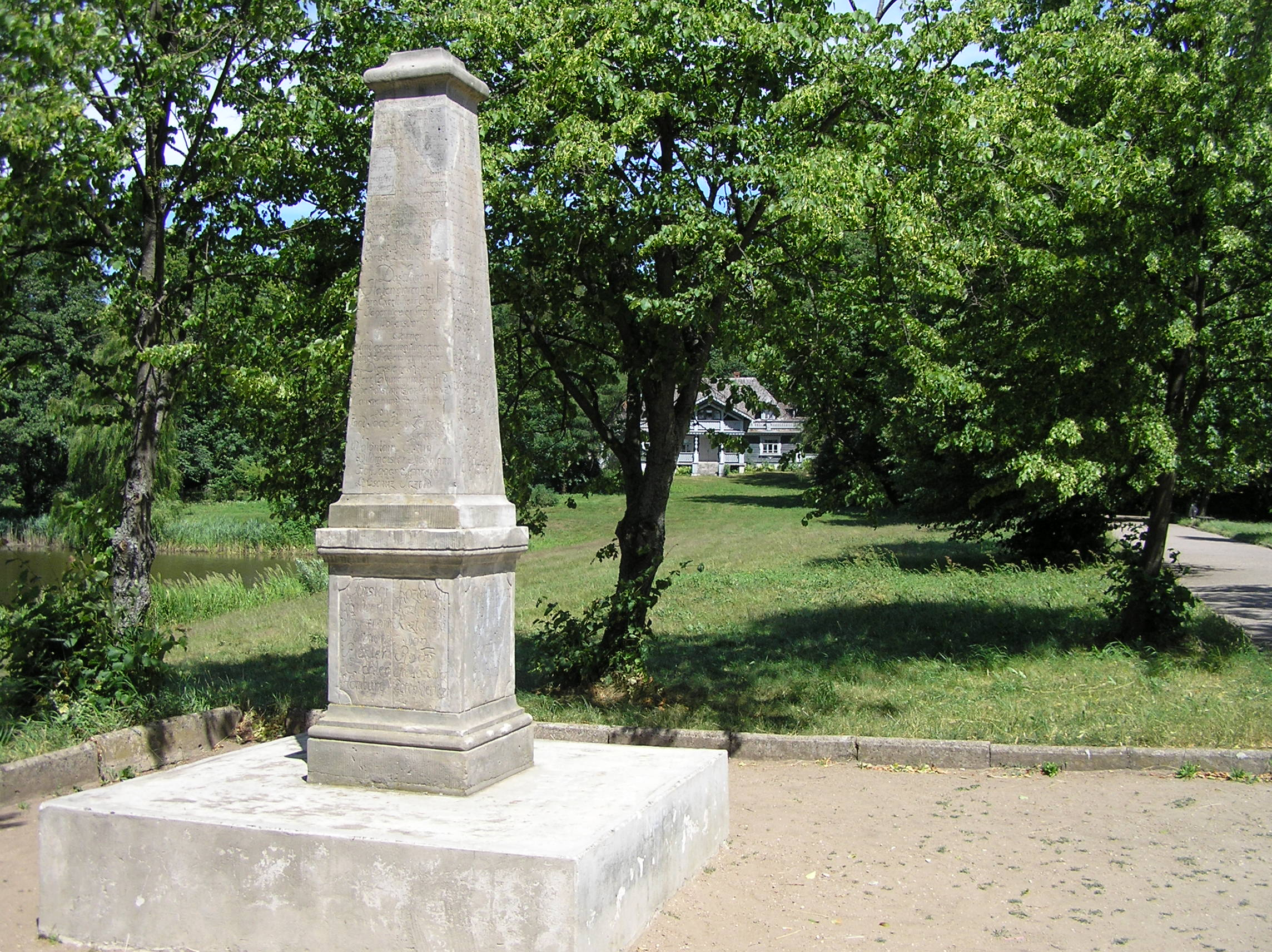
Obelisk z piaskowca upamiętnia jedno z największych polowań królewskich w Puszczy Białowieskiej, które odbyło się 27 września 1752 roku. Uczestniczył w nim król August III Sas wraz z rodziną i dworem

„Dnia 27 Septembra 1752 Najaśniejsze Państwo August III Król Polski Elektor Saski, z Królową Jeymością i Królewiczem ichmościem Xawerem i Karolem tu mieli polowanie żubrów i zabili:
42 żubry, to jest
11 wielkich, z których nayważniejszy ważył 14 cetnarów 50 funtów
7 mniejszych
18 żubrzyców
6 młodych
13 łosiów, to jest
6, z których najważniejszy ważył 9 cetnarów 75 funtów
5 samic
2 młodych
2 sarn
Suma 57 sztuk”
Za czasów Stanisława Poniatowskiego, w latach 1765–1780, administratorem puszczy był słynny Antoni Tyzenhauz. Znacznie rozwinął on przemysł puszczański i zwiększył ilość spławianych towarów, m.in. wybudował on kanał łączący Narew i Narewkę. Ścinano wtedy w puszczy i spławiano do Gdańska drzewa, produkowano węgiel drzewny, potaż, dziegieć i smołę. Sprowadzono z Mazowsza robotników leśnych – budników i osadzono ich w wioskach zakładanych wewnątrz puszczy. Zmniejszono też liczbę wsi osockich kierując ich mieszkańców do prac leśnych oraz przywrócono pańszczyznę w należących do króla dobrach. Tyzenhauz został odwołany ze stanowiska zarządcy dóbr królewskich w 1780 roku, m.in. z powodu nierentowności niektórych z jego przedsięwzięć.
W dniach od 30 sierpnia do 2 września 1784 roku w dworze w Białowieży przybywał król Stanisław August Poniatowski. Przybycie króla poprzedzone było starannymi przygotowaniami, a jego bratanek podskarbi wielki litewski Stanisław Poniatowski wyremontował z tej okazji istniejący dwór i dobudował dwie oficyny. Do Białowieży poza orszakiem królewskim przybyli liczni goście, w tym siostra króla Izabela Branicka, książę Stanisław Poniatowski i arcybiskup Giovanni Archetti. Łowy odbyły się 31 sierpnia i 1 września, w obu przypadkach w odgrodzonych kletnach. Myśliwy rozlokowani w specjalnie w tym celu wybudowanych altanach położyli łącznie cztery żubry, dwa niedźwiedzie i jednego łosia. Było to ostatnie królewskie polowanie w Puszczy Białowieskiej.

### Puszcza w rękach carskich
Po rozbiorach cesarzowa Katarzyna II i jej następca Paweł I zaczęli rozdawać dobra puszczańskie dygnitarzom, którzy eksploatowali je rabunkowo. Ale następni carowie, uświadomiwszy sobie rozmiar strat spowodowany paroletnim rosyjskim zarządem, w 1802 r. zaczęli odnawiać służbę osoczniczą. W 1820 r. wydano zakaz polowań na żubry i wstrzymano wyręby. W 1811 r. znaczną część lasu zniszczył szalejący 4 miesiące pożar. Katastrofy dopełnił przemarsz w 1812 roku wojsk napoleońskich, podczas którego rozgrabiono dwory królów polskich, jednak budynki przetrwały, ponieważ są widoczne na akwaforcie Józefa Sokołowskiego z lat 20. XIX wieku.
Podczas powstania listopadowego do walki włączyła się niemal cała służba leśna. Oddziały puszczańskie liczyły ponad 500 ludzi i przeprowadziły kilka udanych akcji. Podczas powstania styczniowego w puszczy działał oddział Walerego Wróblewskiego.

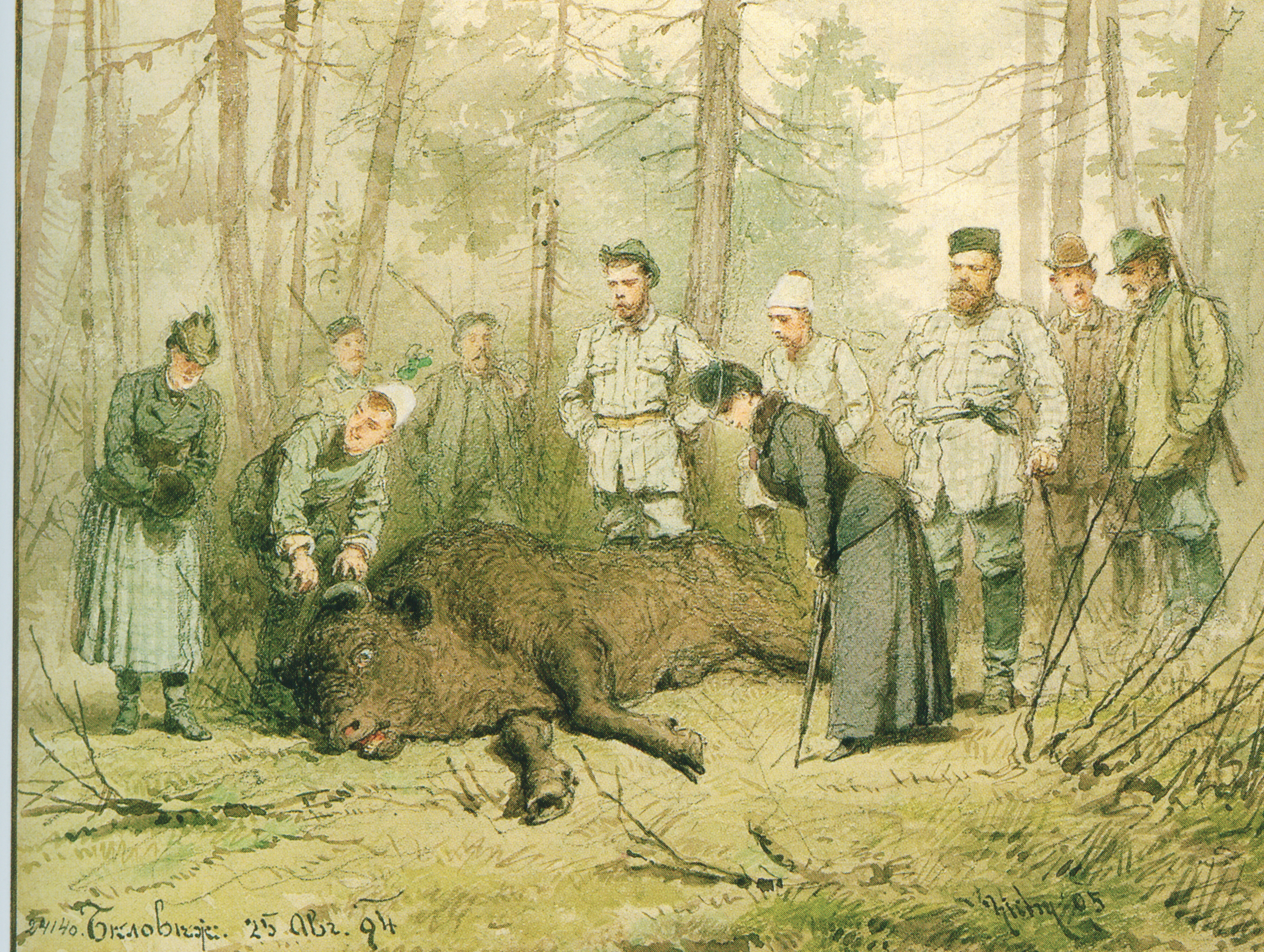
Car Aleksander III podczas polowania na żubry

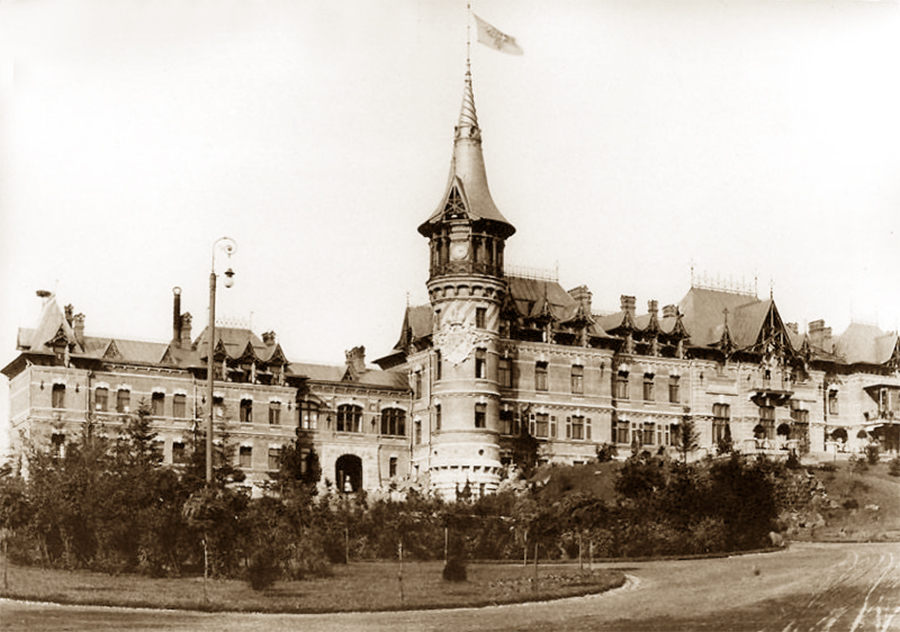
Pałac carski Romanowów w Białowieży

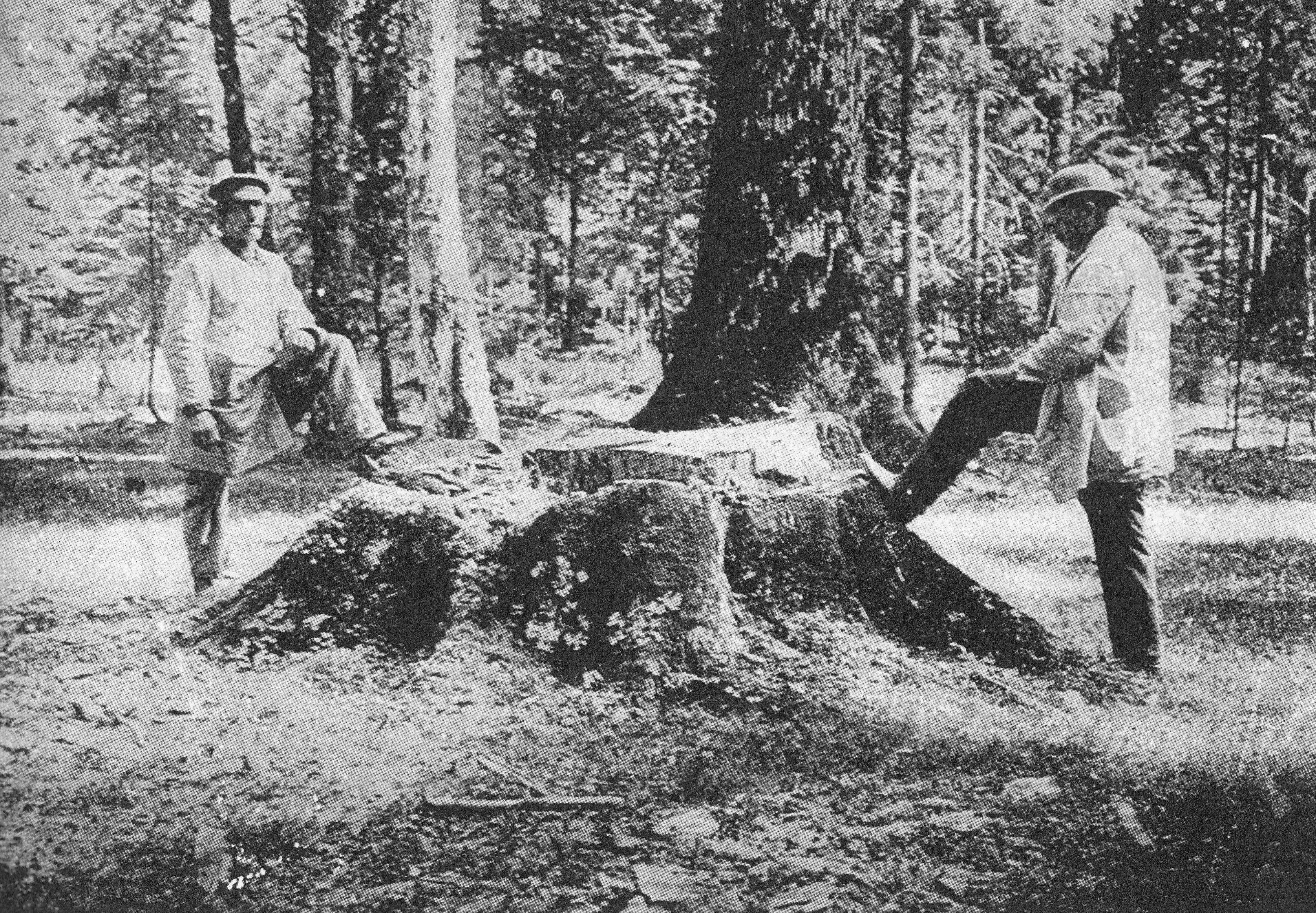
Pień ściętego, 500-letniego dębu, przed 1903

Mniej więcej od połowy XIX wieku w puszczy rozpoczął się okres nowoczesnej gospodarki leśnej, wznowiono wyręby. W latach 1843–1846 cały las podzielono na regularne kwadratowe oddziały leśne o długości 1 wiorsty (1066,8 m) rozdzielone później przecinkami (pododdziałami). Wtedy też puszczą ponownie zainteresowali się carowie. W 1860 r. zorganizowano pierwsze wielkie polowanie carskie. W 1888 r. puszcza przeszła z zarządu państwowego do zarządu dóbr carskich. W roku 1894 wybudowano pałac w Białowieży na polecenie Aleksandra III oraz, dla wygody, linię kolejową z Hajnówki. Pod koniec XIX wieku sprowadzono z Syberii, Kaukazu i Europy ogromne ilości zwierzyny: łosi, danieli i jeleni, zamieniając puszczę w olbrzymi zwierzyniec. Odbiło się to niekorzystnie na stanie lasu i przyniosło zmiany zauważalne przez leśników do dziś. Ostatnie carskie łowy odbyły się w 1912 r.

### Od I do II wojny światowej
I wojna światowa przyniosła największe w historii straty dla puszczy. Wojska niemieckie, wchodzące w skład 12 Armii dowodzonej przez gen. Maxa von Gallwitza, wkroczyły do Białowieży i puszczy w dniu 17 sierpnia 1915 roku. Aby wykorzystać las na potrzeby wojska, utworzono Wojskowy Zarząd Leśny w Białowieży (Militärforstverwaltung Bialowies), na czele którego stanął major Georg Escherich. Okupacja niemiecka tego terenu trwała do grudnia 1918 roku. W tym czasie puszcza przeszła okres rabunkowej gospodarki na wielką skalę: z szacowanej zasobności Puszczy – 32 mln m³ drewna – wycięto 5 mln m³. Niemcy wybudowali ponad 300 km torów kolejki leśnej, by ułatwić wywózkę. Wzniesiono wielkie tartaki w Hajnówce, Białowieży i Gródku. Wojsko niemieckie przetrzebiło też zwierzynę. Urządzano też polowania, w których brali udział m.in. feldmarszałek Paul von Hindenburg, król saski Fryderyk August III, książę pruski Fryderyk Leopold, arcyksiążę austriacki Karol Franciszek, król Bawarii Ludwik III oraz „Czerwony Baron” Manfred von Richthofen. Jednocześnie rozpoczęto badania archeologiczne terenu zajętego przez puszczę, które prowadził Alfred Götze.
Po wycofaniu się z puszczy niemieckich władz wojskowych w grudniu 1918 r. w lasach pozostało wielu żołnierzy maruderów, natchnionych rewolucją w Rosji i niepodlegających żadnej władzy. Polowali oni bez umiaru, grabili też fabryki i tartaki, których wyposażenie zazwyczaj wykupywali żydowscy kupcy z Białegostoku. Okres anarchii wykorzystywali też miejscowi. Na przełomie 1918 i 1919 r. strzały w puszczy było słychać dniem i nocą. W kilka miesięcy żubry (ostatni padł w kwietniu 1919 r.) i łosie zostały całkowicie wytępione (przed wojną było ponad 700 żubrów). Przeżyły nieliczne jelenie. W lutym 1919 r. Puszczę Białowieską zajęły wojska polskie. Na dobre polska administracja objęła puszczę we wrześniu 1920 r., pod koniec wojny bolszewickiej.

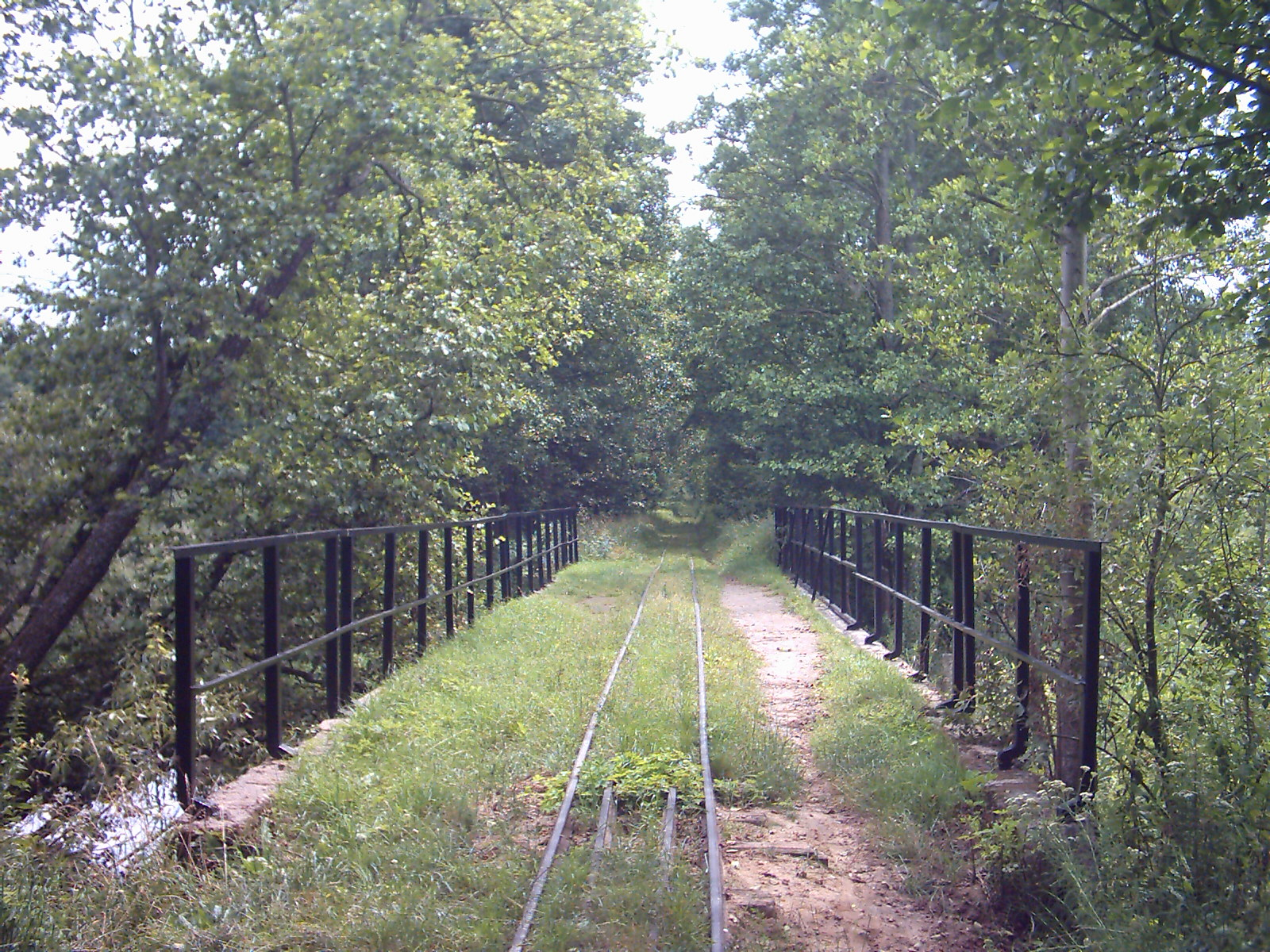
Jedna z linii kolejek wybudowana przez firmę „Century” celem wywozu drewna z puszczy

Uporządkowanie lasu trwało 3 lata. W roku 1924 administracja puszczy zawarła dziesięcioletni kontrakt z angielską firmą „Century” na eksploatację drewna. Jednak Anglicy bezlitośnie wycinali lasy, co spowodowało zerwanie z nimi umowy w roku 1929. W tymże roku 19 września rozpoczęto na nowo hodowlę żubrów. Do specjalnej zagrody przeznaczonej dla żubrów przywieziono samca czystej krwi Borusse. Jeszcze w tym samym roku dołączyła samica Biserta, a w roku 1930 Biskaya. W ten sposób rozpoczęto proces restytucji żubra. Okazy te zakupiono w ogrodach zoologicznych w Niemczech i Szwecji, a także przywieziono z Pszczyny. W 1939 roku w puszczy było 16 żubrów, które przetrwały II wojnę światową.
Dyrekcja Lasów Państwowych w Białowieży poprzez departament ds. melioracji i osuszania prowadziła w latach międzywojennych intensywną meliorację puszczy.
Podczas wojny obronnej Polski w 1939 roku, po walkach w rejonie Domanowa, w rejon Puszczy weszły oddziały Podlaskiej Brygady Kawalerii i Suwalskiej Brygady Kawalerii, które 18 września dotarły do Białowieży. Następnie ich oddziały zbierały się w rejonie wsi Eliaszuki i Doktorce. 20 września w okolicach Białowieży gen. Zygmunt Podhorski ps. „Zaza” powołał ze zgromadzonych oddziałów Suw.BK i Podl.BK improwizowaną jednostkę kawalerii Dywizję Kawalerii „Zaza” złożoną z Brygady Kawalerii „Plis” pod dowództwem płk. Kazimierza Plisowskiego i Brygady Kawalerii „Edward” pod dowództwem płk. Edwarda Milewskiego. Część oddziałów przeszła później na południe tworząc SGO „Polesie”, walcząc później pod Kockiem, a część w kierunku Wołkowyska walcząc później w obronie Grodna.
Kolejna wojna przyniosła podobne straty dla puszczy jak wcześniejsza. Władza radziecka wywiozła na wschód całą polską ludność, zastępując ją lojalnymi, ale niedoświadczonymi pracownikami leśnymi. Z kolei po 1941 roku, z obawy przed partyzantami, władze niemieckie chciały wysiedlić całą ludność puszczy. Z inicjatywy Göringa powstał projekt utworzenia wielkiego rezerwatu – państwowego obszaru łowieckiego. Dokonywano także pacyfikacji wsi puszczańskich. W lipcu-sierpniu 1941 roku niemiecki 322 batalion policji wysiedlił mieszkańców około 40 wsi, w większości paląc je całkowicie i rabując inwentarz, plony i cały dobytek. Wycinano sady i zasypywano studnie. Łącznie wysiedlono 7036 osób, a 601 zamordowano. Wysiedlono następujące wsie: Bernacki Most, Budy, Grodzisk, Gruszki, Guszczewina, Janowo, Leśna, Lewkowo Nowe, Masiewo, Masiewo Nowe, Minkówka, Mikłaszewo, Olechówka, Płatna, Pogorzelce, Skupowo, Stoczek, Teremiski, Zabłotoczyzna, Zabrody.
Od lipca 1941 r. w lesie działały grupy partyzanckie, przeważnie radzieckie (wśród nich wyróżniała się grupa Nikora). Dopiero wiosną 1944 roku Niemcy zaczęli odnosić pierwsze sukcesy w walce z partyzantami. W Białowieży umieszczono specjalny sztab do ich zwalczania. W licznych egzekucjach mordowano mieszkańców podejrzanych o pomoc „leśnym żołnierzom”.
W lipcu 1944 r. puszczę zajęły oddziały Armii Czerwonej. Wycofujący się hitlerowcy zdążyli jeszcze wysadzić w powietrze pałac w Białowieży. Decyzję o pozostawieniu części Puszczy Białowieskiej w Polsce podjął osobiście Stalin po dyskusji z delegacją PKWN. Zgodnie z jednym z przekazów Stalin zgodził się na podział terytorium puszczy w stosunku mniej więcej pół na pół osobiście wykreślając linię na mapie, według innej wersji linię wyrysował premier Osóbka-Morawski, gdy Stalin nie patrzył.
Od wiosny 1945 roku w Puszczy Białowieskiej operowała 5 Wileńska Brygada AK prowadząc działania przeciwko Armii Czerwonej, NKWD i MO.

### Okres powojenny
W okresie powojennym za sprawą radzieckiej administracji ze wschodniej części puszczy doszło do wybicia niedźwiedzia, którego reintrodukowano w okresie międzywojennym. Jednocześnie władze sowieckie ograniczyły wyręb w puszczy i szybko objęły niemal cały swój fragment lasu ochroną w ramach parku narodowego, podczas gdy w polskiej części prowadzona była intensywna eksploatacja na większości obszaru. Na początku lat 1980 na granicy stanął płot z drutu kolczastego powiązany z systemem alarmowym, który uniemożliwił swobodną migrację zwierzyny.

### Konflikt wokół wycinki puszczy po 2016
W 2017 na terenie Puszczy Białowieskiej rozpoczęła się intensywna wycinka drzew, która według Ministerstwa Środowiska służyła powstrzymaniu kornika drukarza, a według protestujących ekologów miała charakter komercyjny. Z kolei Lasy Państwowe opublikowały mapy z zaznaczonymi obszarami cięć rębnych do roku 2017, z których wynika, że takich obszarów w latach 2012–2017 było mniej niż w latach 2002–2011. W kwietniu 2017 Komisja Europejska dała Polsce 30 dni na ustosunkowanie się do zarzutów o naruszenie unijnych dyrektyw dotyczących ochrony środowiska. W przedstawionym stanowisku rząd Beaty Szydło wskazał, że wycinka drzew nie jest sprzeczna z zobowiązaniami Polski wynikającymi z dyrektyw: ptasiej i siedliskowej, Puszczy Białowieskiej zagrażają korniki drukarze, a problemem jest także „nieustająca presja ze strony naturalistów – radykalnych ekologów”.
Podczas 41. sesji Komitetu Światowego Dziedzictwa Ludzkości UNESCO w Krakowie w lipcu 2017 przyjęto uchwałę wzywającą Polskę do natychmiastowego wstrzymania wycinki drzew na terenie Puszczy. Komitet podkreślił, że prowadzone przez Polskę działania stanowią zagrożenie dla puszczy na Liście Światowego Dziedzictwa Ludzkości; w uchwale znalazł się również zapis o możliwym wpisaniu puszczy na listę obiektów zagrożonych. Premier Beata Szydło poinformowała, że wycinka będzie kontynuowana. W tym samym miesiącu Komisja Europejska wystąpiła przeciwko Polsce do Trybunału Sprawiedliwości Unii Europejskiej wskazując, że prowadzona wycinka drzew stanowiła poważne zagrożenie integralności obszaru Natura 2000, nie była zgodna z celami ochrony Puszczy Białowieskiej i przekraczała środki, jakich można używać do zapewnienia zrównoważonego użytkowania lasu.
W wydanym w listopadzie 2017 postanowieniu Trybunał Sprawiedliwości nakazał Polsce natychmiastowe przerwanie wycinki pod groźbą kary finansowej w wysokości co najmniej 100 tys. euro dziennie. Po wydaniu tego postanowienia wycinka została przerwana.
W kwietniu 2018 Trybunał Sprawiedliwości orzekł, że wycinka drzew w Puszczy Białowieskiej była niezgodna z prawem unijnym (dyrektywami siedliskową i ptasią). Trybunał uznał, że nie było dowodów na zagrożenie ze strony kornika drukarza, nie przeprowadzono oceny skutków wycinki dla integralności obszaru Natura 2000 i prowadziła ona do zaniku jego części. Minister środowiska w rządzie Mateusza Morawieckiego Henryk Kowalczyk zapowiedział, że Polska uzna wyrok Trybunału, nie będzie się od niego odwoływać, a wycinka drzew nie zostanie wznowiona.
W 2018 komisja ekspertów Międzynarodowej Unii Ochrony Przyrody (IUCN), która na zlecenie UNESCO odwiedziła Puszczę Białowieską, stwierdziła, że cięcia, nasadzenia i rozbudowa przecinającej puszczę tzw. drogi narewkowskiej zagraża przyrodzie światowego dziedzictwa UNESCO i jest złamaniem przez Polskę międzynarodowych zobowiązań.